# Historia de los barcos

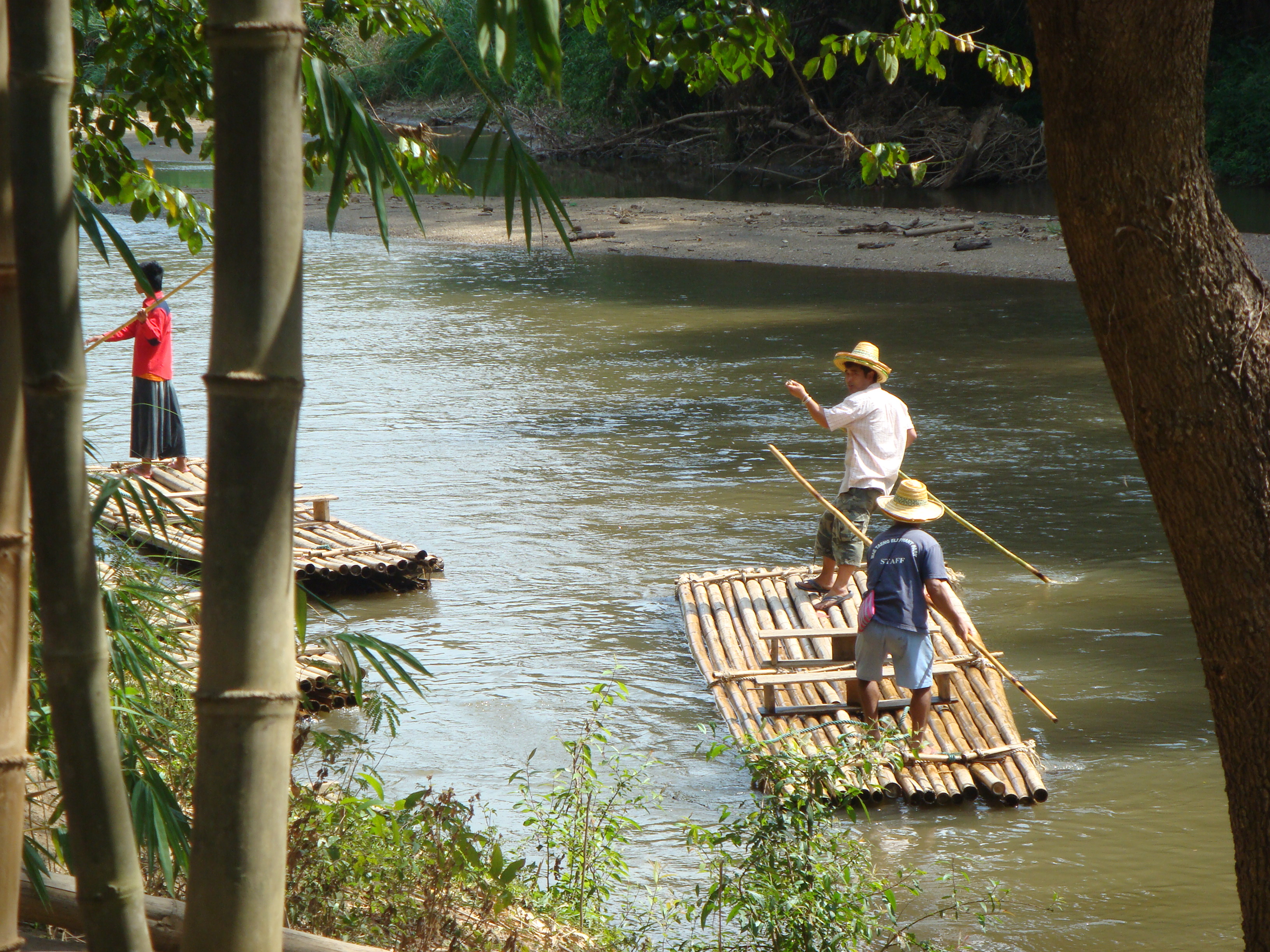
Rai moderno de bambú. Comparable a los rayos prehistóricos.

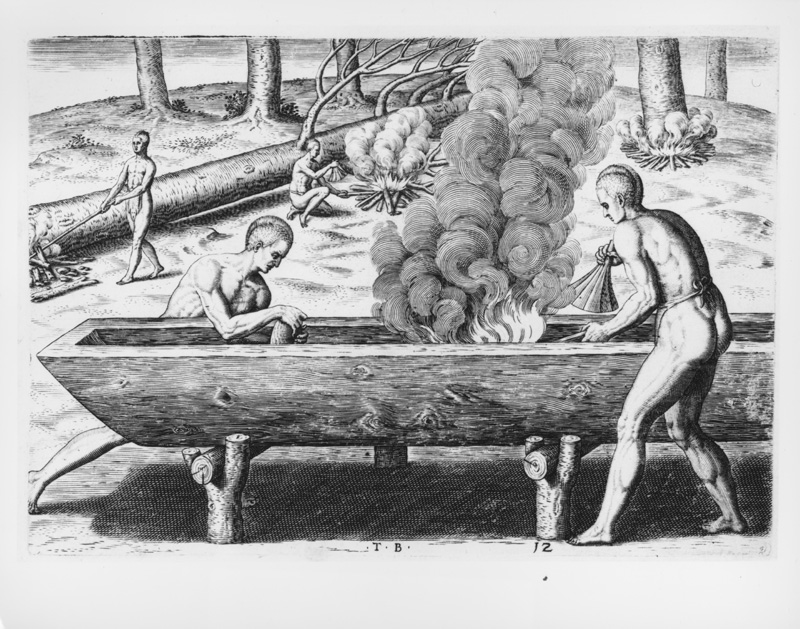
Vaciando una canoa monòxila con fuego y rascando con conchas. Grabado de 1550.

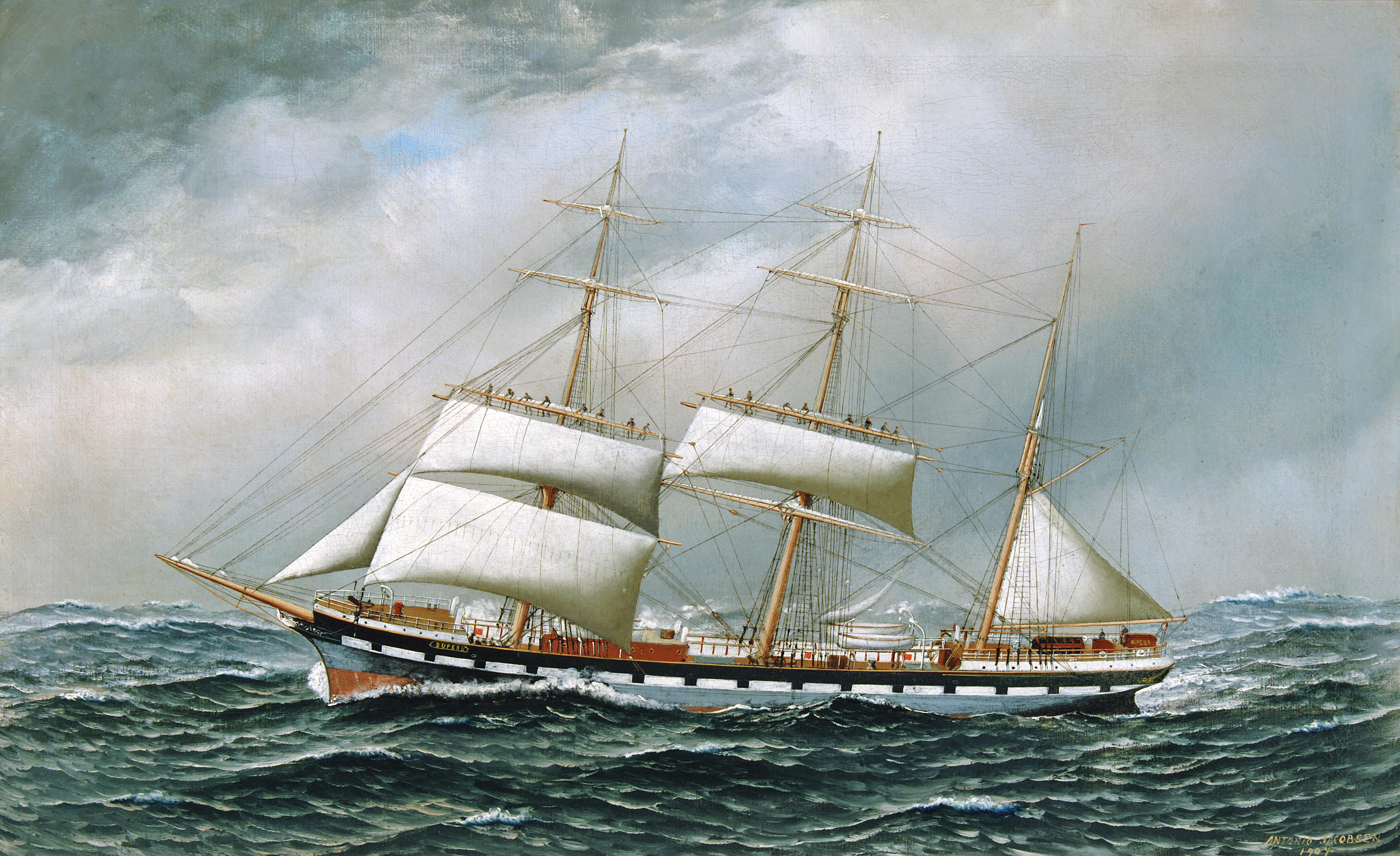
La bricbarca noruega Superb acortando velas.

Es imposible estudiar la historia de los humanos sin considerar las diferentes maneras que han empleado para desplazarse sobre el agua. Desde el punto de vista de la arquitectura naval, de la construcción de embarcaciones y de la navegación, una historia de los barcos debería exponer los diferentes tipos constructivos de las naves - pequeñas y grandes - usadas a lo largo de los tiempos.
El resumen que se presenta a continuación es una recopilación, ordenado cronológicamente, de diferentes aspectos relacionados con el tema. Junto a los barcos propiamente dichos, hay descubrimientos, prácticas, técnicas y anécdotas que pueden ayudar a configurar una idea general del proyecto expuesto.

## Generalidades
Este artículo está orientado a presentar detalles puntuales con referencias verificables. Las explicaciones generales (sobre un tipo de barco, sobre una época determinada u otros) pueden consultarse en los artículos respectivos.
En las fechas indicadas, los años son orientativos. Hay casos documentados en los que el año es exacto. Pero también hay referencias con fechas estimadas.
Aunque los protagonistas del artículo deberían ser los buques y embarcaciones de todo tipo, el trabajo expone detalles (aparentemente) alejados del objetivo. La relación de cada dato con la historia de la navegación existe pero, y es interesante constatar.

## Prehistoria
En las primeras épocas de la humanidad las embarcaciones eran sencillas y basadas en los materiales al alcance de los constructores:
- rayos de cañas o de pequeños troncos de madera
- canoas de cañas cosidas y trabajadas
- botes inflados de pieles de animales
- barquillas con estructura ligera (de mimbres o cañas) forrada de pieles de animales
- cayucos de troncos de árbol vaciados (monóxilo)
- canoas de corteza de árboles reforzada y similares.

Todos los posibles sistemas constructivos prehistóricos continuaron empleándose a lo largo de la historia y, con pocas variaciones, siguen usándose en la actualidad (por motivos económicos, por tradición u otros). 

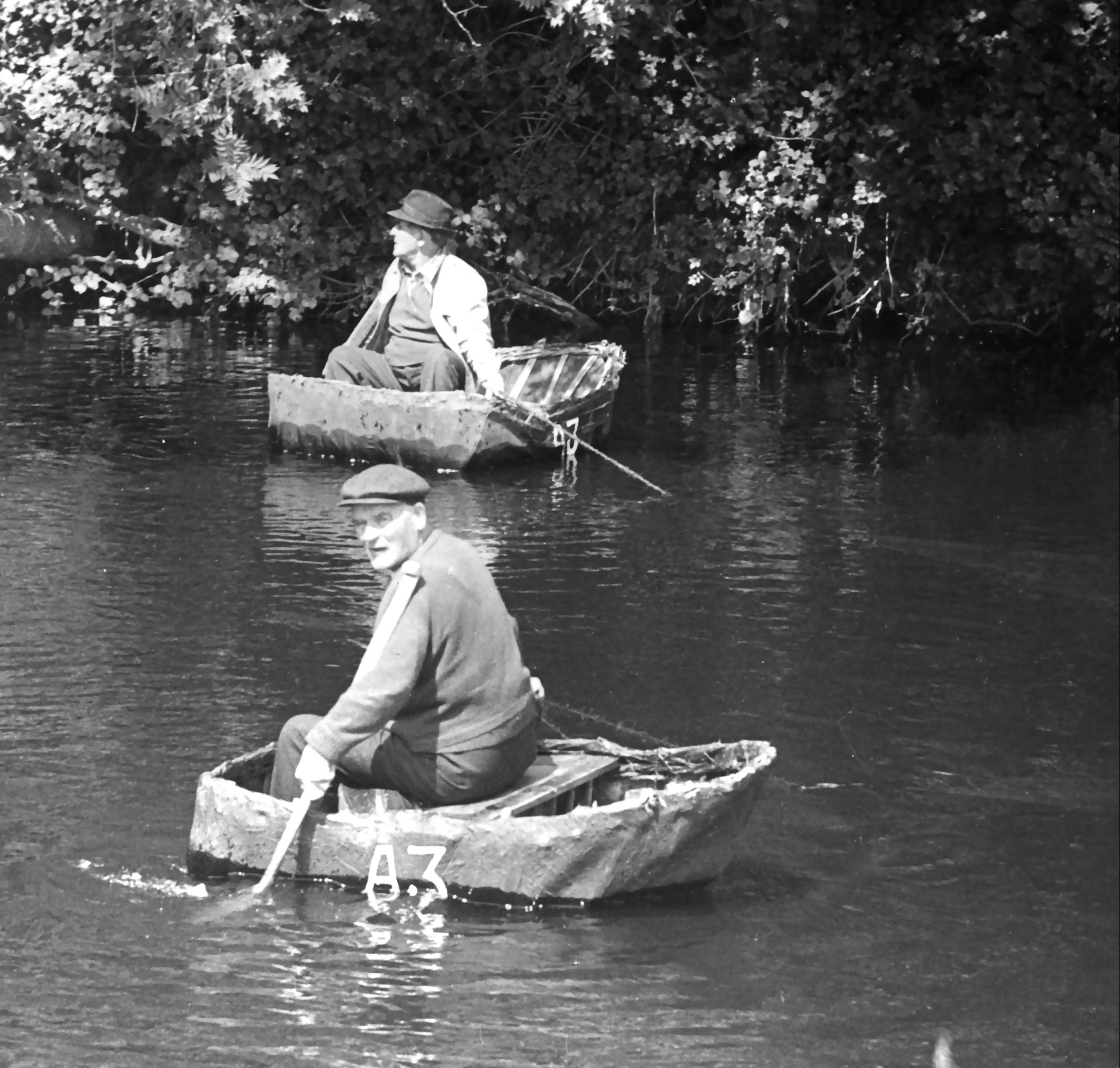
Coracles al río Teifi
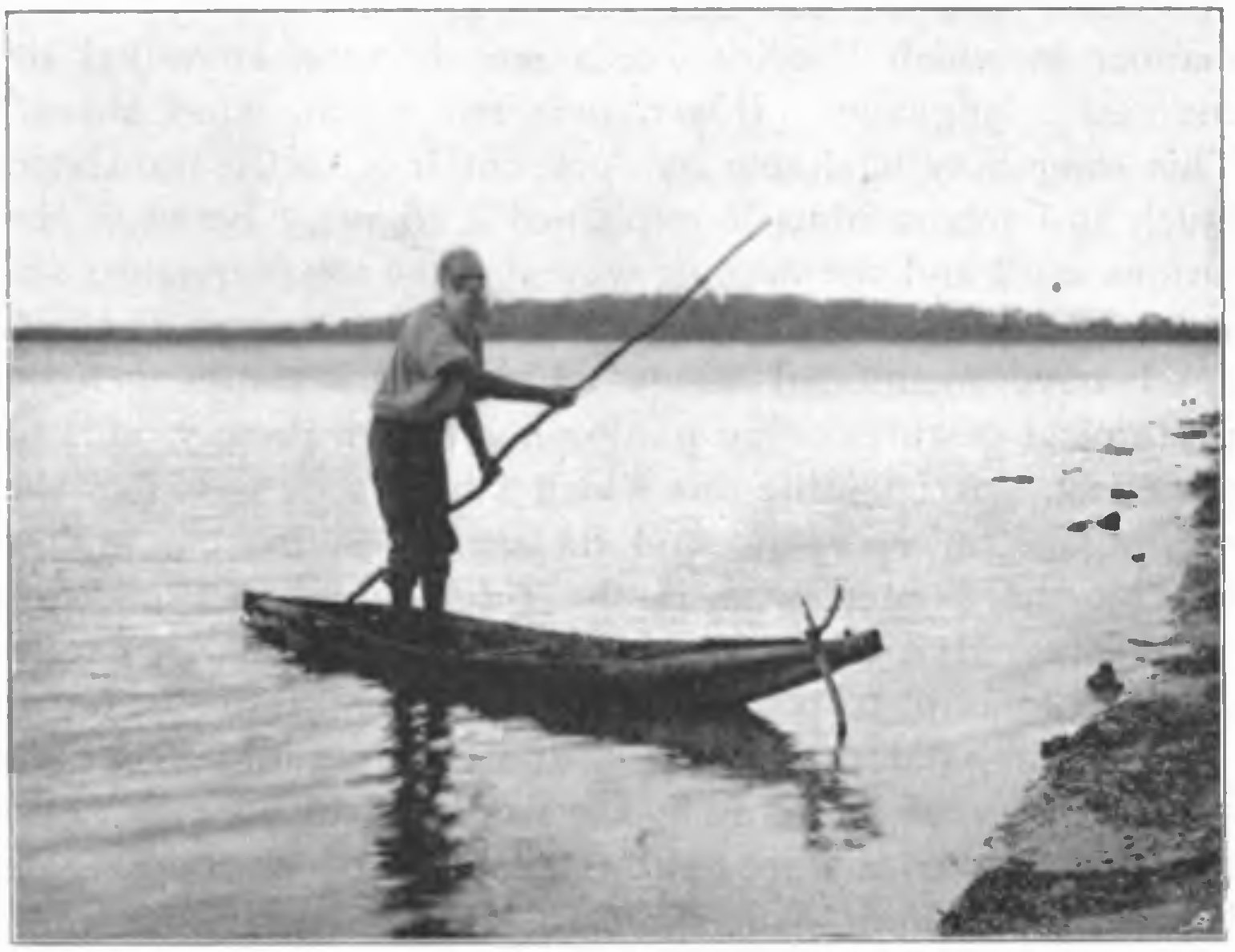
Nativo australiano en una canoa de corteza.
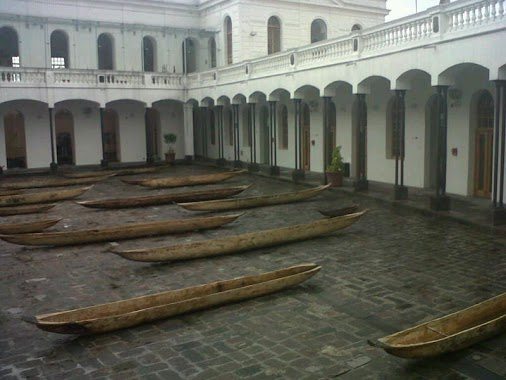
Cayucos peruanos expuestos en un museo de Quito.
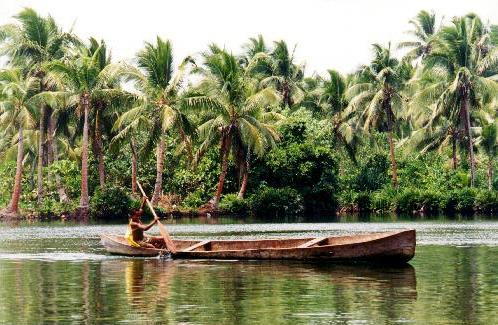
cayucos

## Antiguas culturas

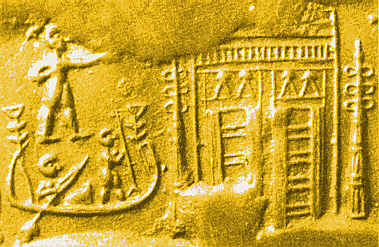
Barca del tipo llamado "Magura".

### Antigua Mesopotamia
Mesopotamia (del griego Μεσοποταμία Me.so.po.tami.a, «entre dos ríos») es la antigua denominación de la región situada entre la Éufrates y el Tigris, dos ríos grandes y navegables en cierta medida.

#### Babilonia
Según Heródoto, a Babilonia llegaban coracles que podían cargar 5000 talentos (unas 150 toneladas).

#### Embarcaciones documentadas
- c 4000 a. C. Modelo de arcilla cocida de una barca de vela.[6]
- Textos cuneiformes que hablan de diversos tipos de embarcaciones: pequeñas de cañas y más grandes de madera. Tercera dinastía de Ur, Ur III [Erm 4031,4053,7820,14661,15259] 
  - Había barcas de 10, 20, 60 y 120 gur. Y también de 300 gur.
  - Una de las maderas más usadas era la madera llamada "ma-desnudo" ("e'ru" en acadio). Identificada con la madera de sauce (Salix acmophylla).[7]
  - El sistema de construcción de estas barcas es un tema controvertido. Los especialistas indican desde sistemas basados en haces de cañas o ramas delgadas hasta un procedimiento de planchas de madera machihembradas. Parece mucho más probable el primer sistema. 
    - Según un documento de Ur III, la construcción de un barco de 120 gur exigía 7200 piezas de madera ("pegs" en inglés). Hay que considerar si se trata de piezas de machihembrados o de simples ramas en bruto.[8]
- c 2500 a. C. Ur. Modelo de barca de remos de plata.[9]
- De la época de Sargón de Accad (2334-2024 a. C.), hay una alabanza que habla de barcos de diferentes orígenes atracados en el puerto de la ciudad de Accad.[10]

### Antiguo Egipto

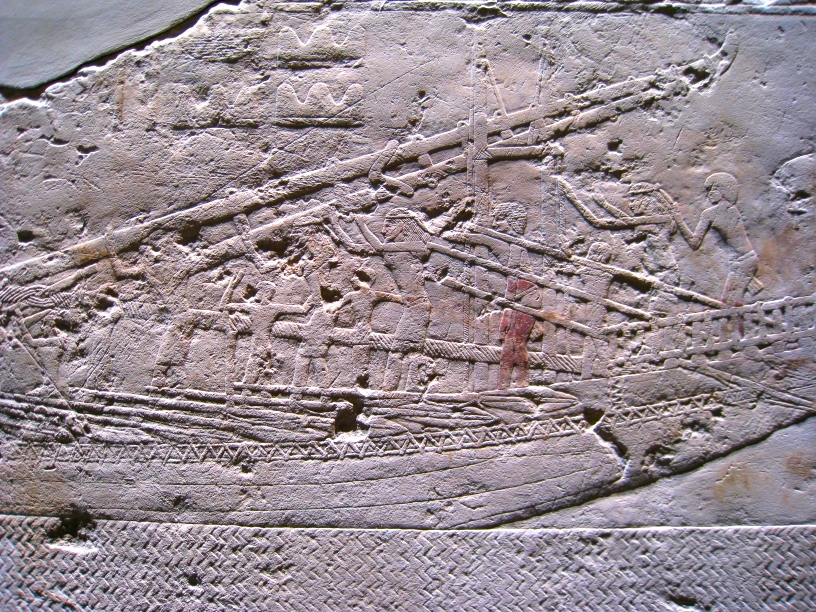
Barco de Sahure descargando troncos de cedro al volver de una expedición a la costa de Siria (actual Líbano).

- 2600 a. C. Expedición enviada por Snefru a Biblos.[11]
- c 2.566 a. C. Barca solar de Keops. Forro basado en planchas de madera de cedro unidas por testa, con algún machihembrado, y cosidas con cuerda de esparto. 
  - (Nota. Los barcos de Ferriby, en Inglaterra y de una cultura diferente, fechados c.1800-1600 a. C. también tenían el forro de planchas cosidas).
- ¿2500 a. C.? Sahure. Envió una escuadra al país de Punt.[11]
  - El producto del viaje fueron 80.000 medidas de mirra, 6000 barras de electro y 2.500 troncos de madera de ébano.
- 2000 a. C. Mentuhotep, expedición a Punt.[11]
- c 1470 a. C. Expedición de Hatshepsut al País de Punt. Con cinco barcos y más de 1000 tripulantes a cada barco.[12]
- 279 a. C. Faro de Alejandría

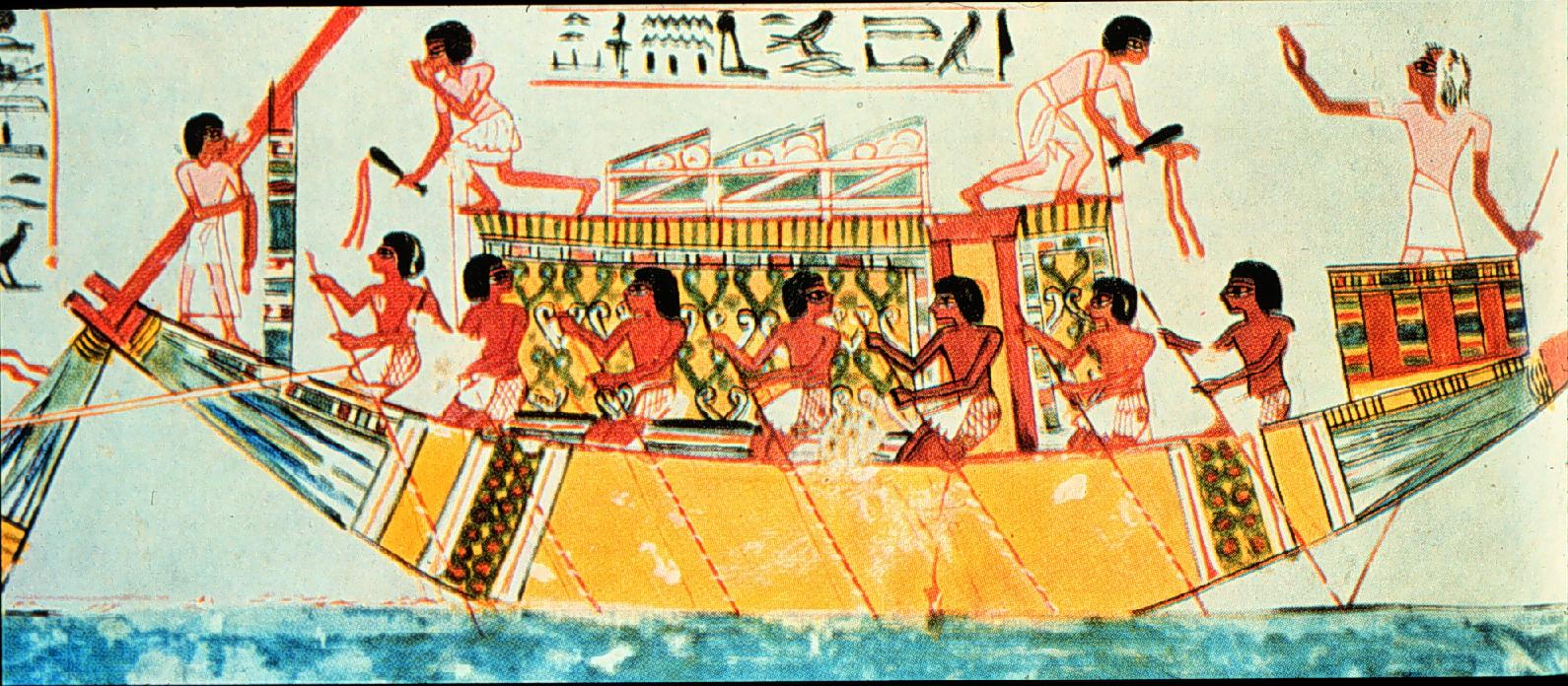
c 1450 a. C.
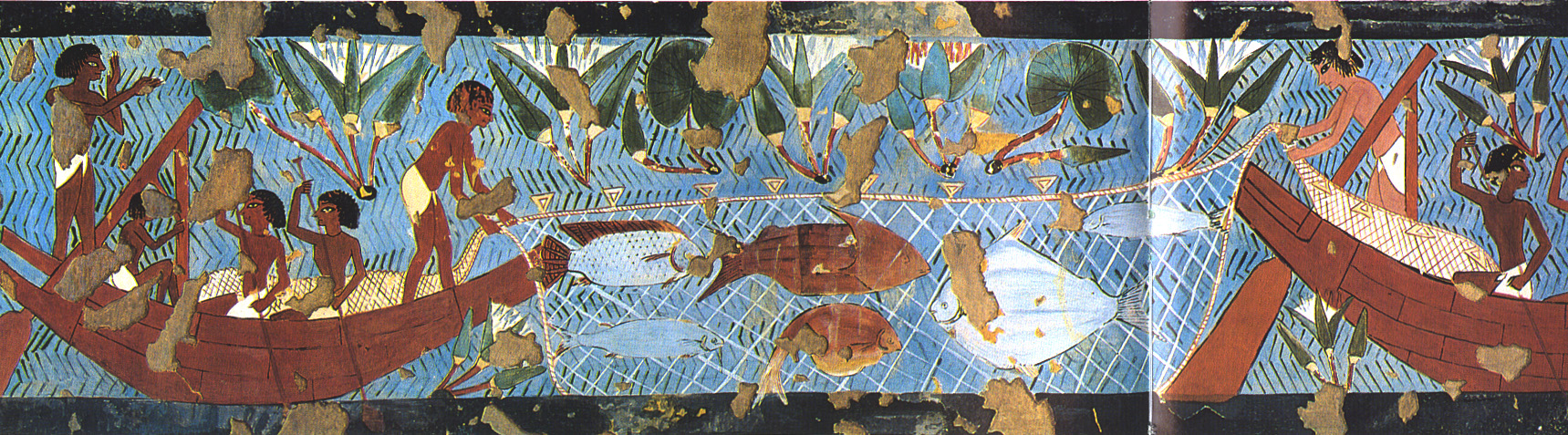
1279–1213 B.C.
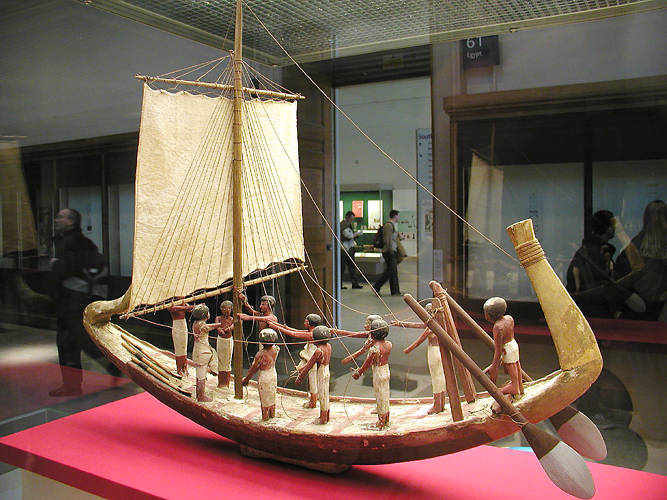
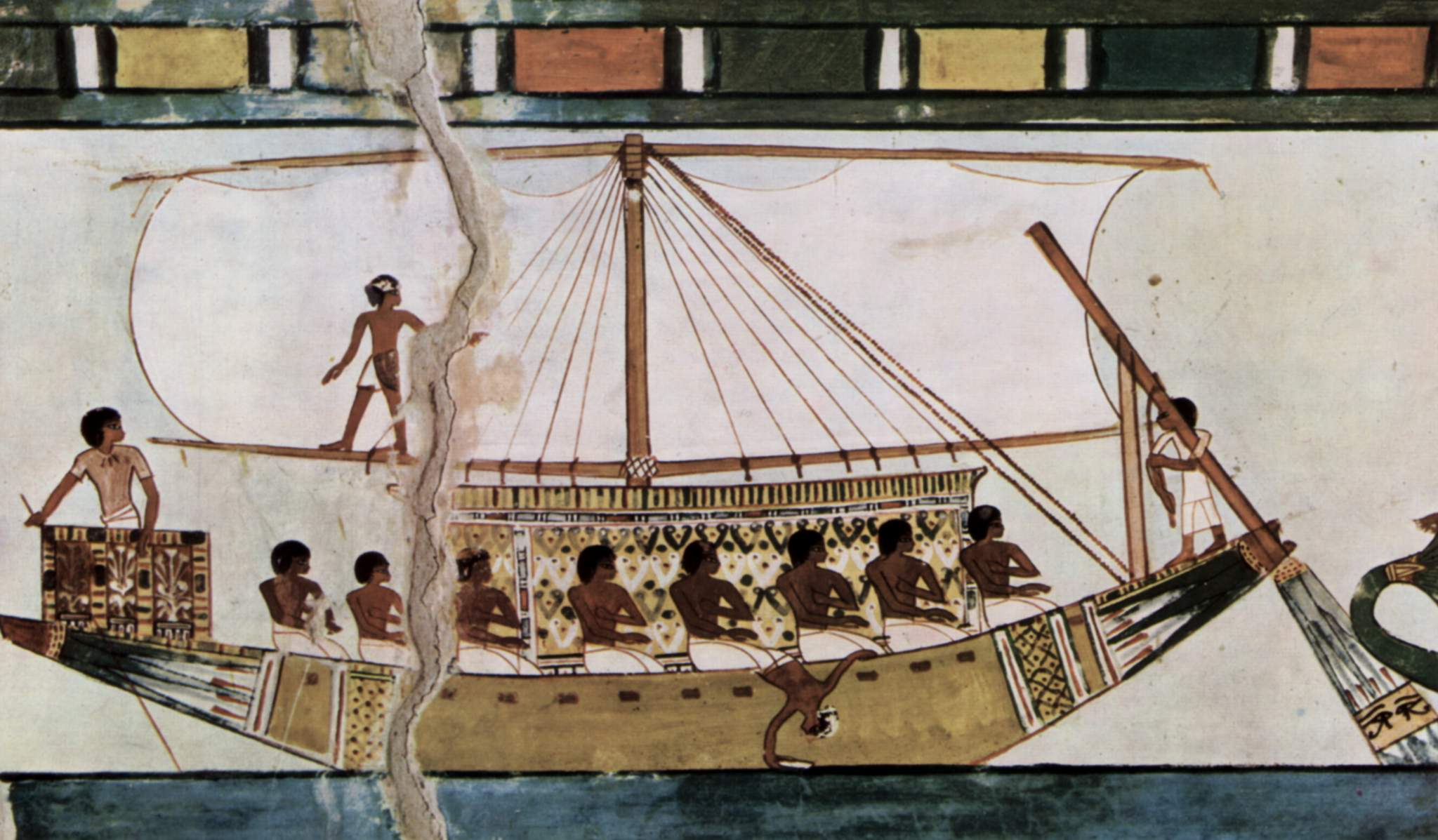
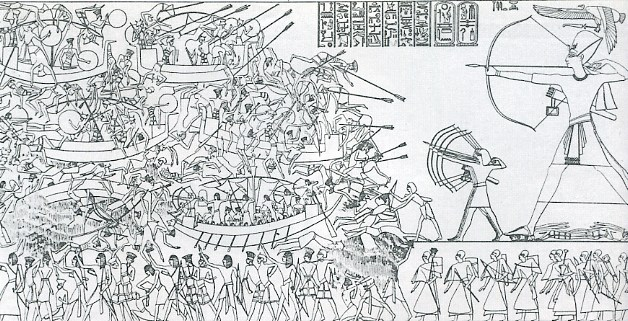
Batalla del Delta entre Ramsès III i els pobles de la mar al segle XII a. C.. Temple de Medinet Habu, Tebes.
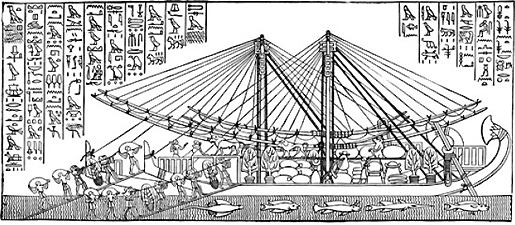
Vaixell egipci enviat per Hatxepsut carregant al País de Punt. Baix relleu del temple de Deir el-Bahari.

### Fenicios

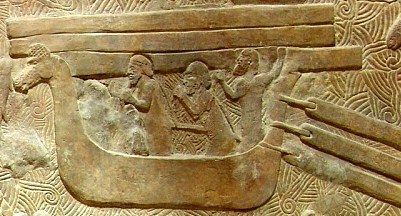
Hippos, "caballito" fenicio arrastrando troncos de madera.
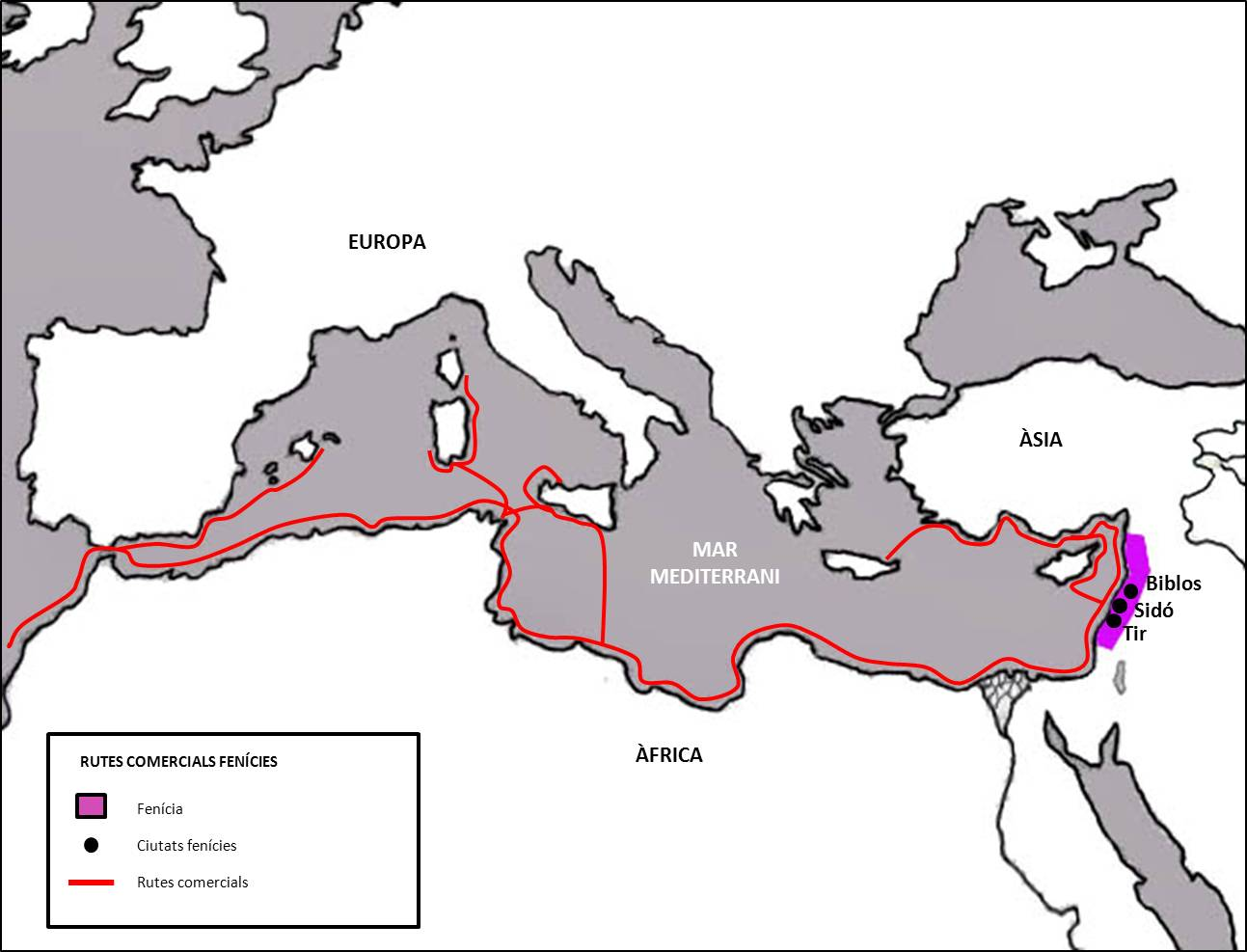
Principales rutas comerciales fenicias. También viajaban en Inglaterra e Irlanda
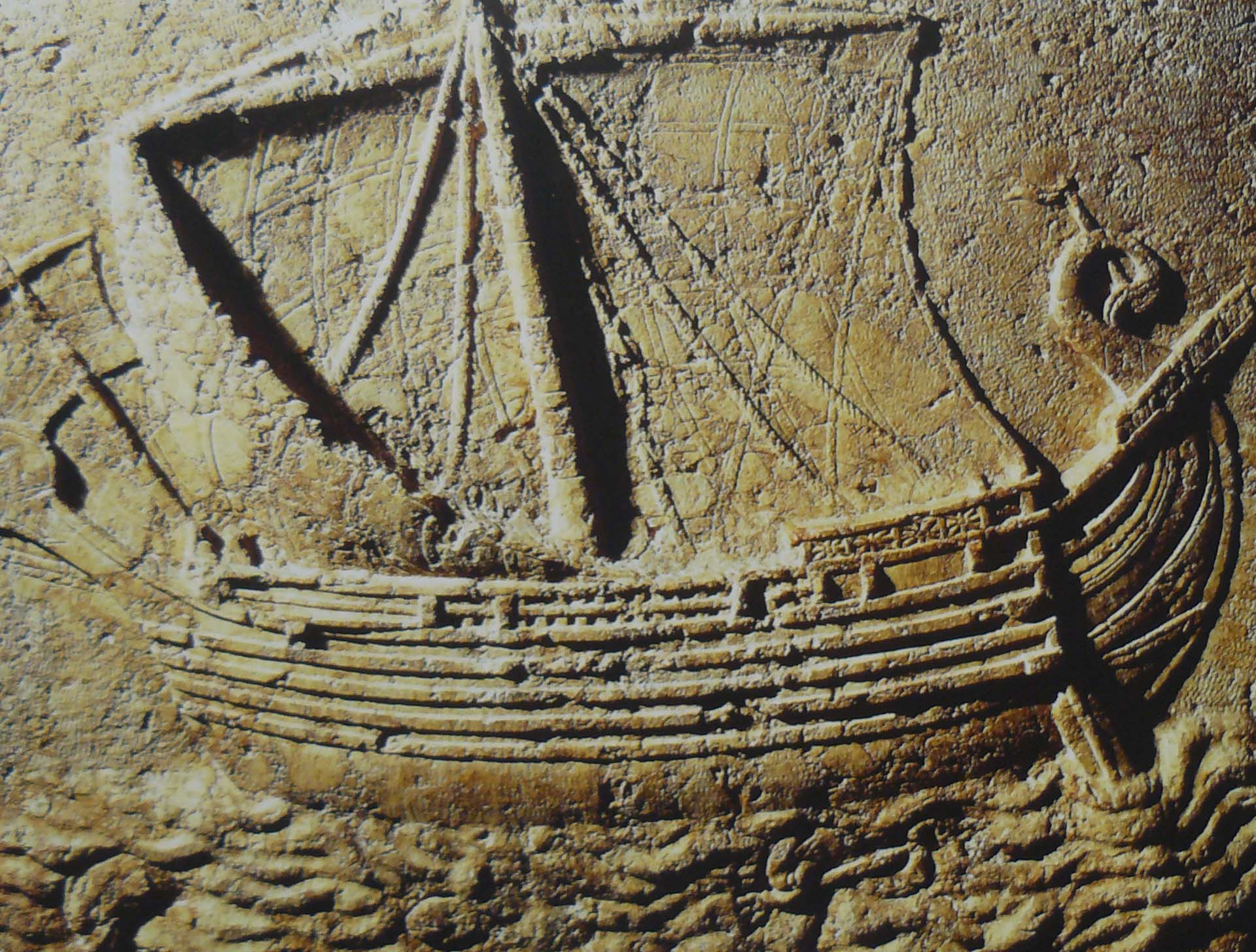
barco mercante
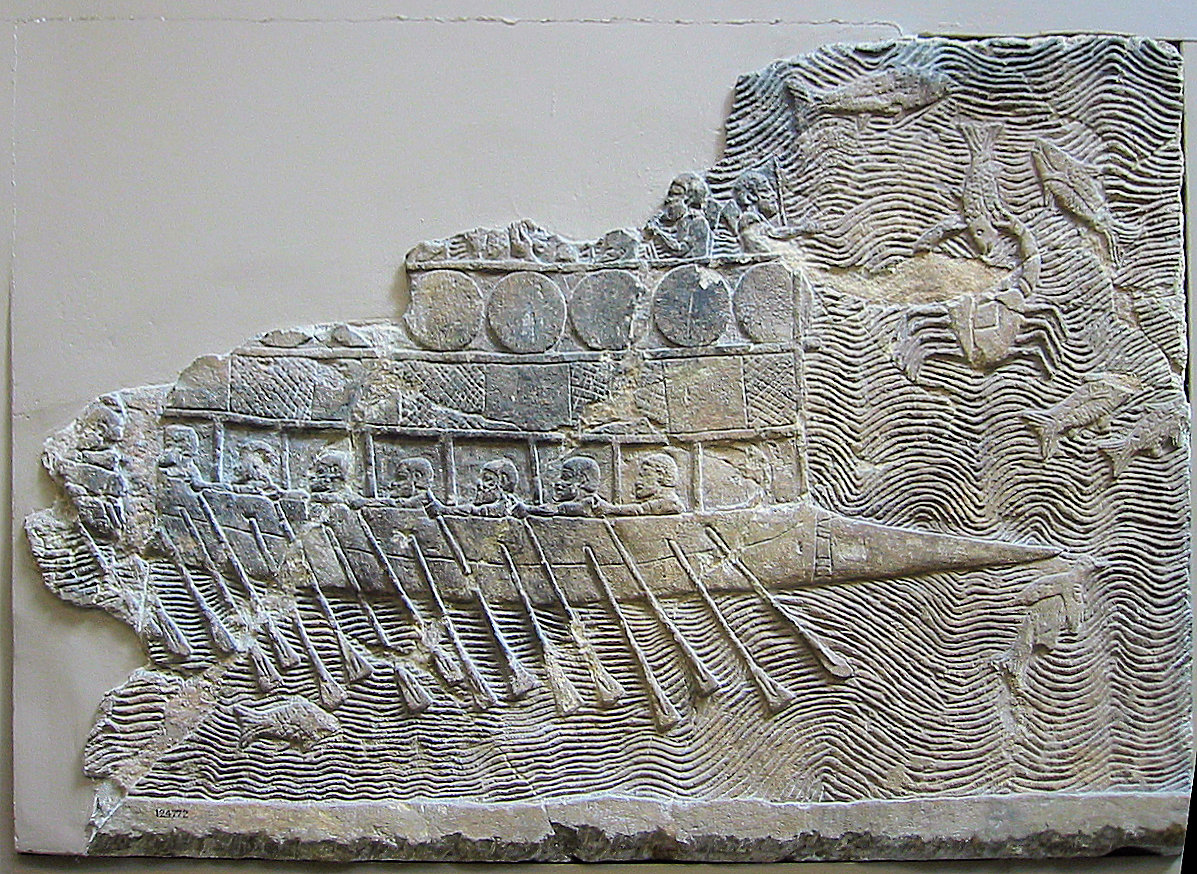
Buque de guerra. 700 a. C.

- c 610 a. C. Circunnavegación fenicia de África.[20]
- Comercio con las islas Cassitérides.[21]

### Cartagineses
- 810 a. C. Fundación de Cartago, según la leyenda.
- ¿570 a. C.? Periplo de Hannón
- 535-540 a. C. Batalla naval de Alalia
- 260 a. C. Derrotados en la Batalla de Miles (260 a. C.) por Gay Duilio (cónsul). El comandante cartaginés era Aníbal Giscó. 
  - Los romanos construyeron pues una banda de más de 120 naves, según el historiador griego Polibio, copiando el diseño de un quinquerreme cartaginés embarrancado y capturado por los romanos a Messina.[22]
  - Aníbal tuvo que abandonar su propio barco (una nave "de siete líneas de remos" que había sido propiedad de Pirro de Epiro) y escaparse con un bot.
- 256 a. C. Batalla del Cabo Ecnomo.[23]

### Antigua Grecia

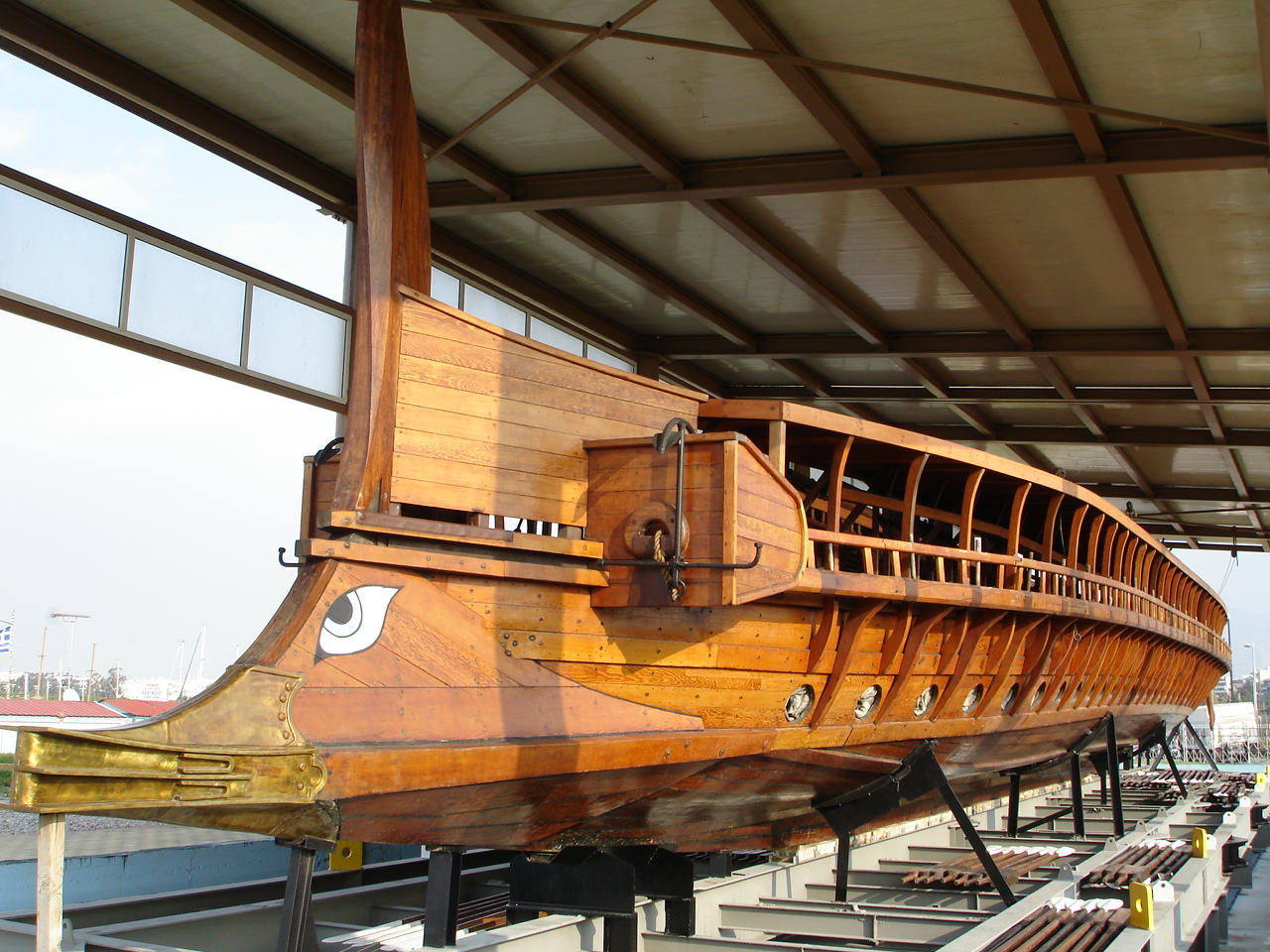
Olympias. Reconstrucción moderna de una Trier griega.

Principio de acoplamiento (por testa) de los tablones de los antiguos barcos griegos con doble caja y espiga postiza. Los romanos los llamaban "coagmenta punicana" (machihembrados fenicios).

- c 750 a. C. Según Tucídides, los corintios inventaron los barcos de guerra con tres niveles de remos (Trier, trirrems).[27][28]
- 600 a. C. Diolkos
- 500-480 a. C. Bandadas persas de Darío, basados en barcos fenicios y griegos.
- 480 a. C. Batalla de Salamina
- 456 a. C. Mapa de Aristagoras.[29][30][31]
- 425 a. C. Heródoto escribió sobre los coracles los armenios, con estructura de sauce y forrados de pieles. Cargados de paja, los más pequeños llevaban un burro y un tripulante. Y bajaban por el río hasta Babilonia.[5]
- 406 a. C. Batalla naval de las Arginuses.[32]
- 405 a. C. Batalla naval de Egospótamos, ganada por el espartano Lisandro.
- C320 a. C. Piteas de Massalia.[33]
- c 320 a. C. "Diaphragma" de Dicearco de Messina. (Ver Diafragma de Dicearco de Mesina).
- Antes del 286 a. C. Teofrasto. En su obra De historia plantarum, trató de las maderas más útiles para construir barcos y remos.[34]
- c 250 a. C. Arquímedes descubrió la causa de la flotabilidad de los barcos. 
  - Además del principio de Arquímedes se le atribuye el descubrimiento del tornillo de Arquímedes, una especie de bomba empleada antiguamente como bomba de sentina de los grandes barcos.
- 220 a. C.. Demetrio de Faros hizo que sus hombres transportaran una bandada de unos cincuenta barcos a través del istmo hasta el golfo de Corinto. (Ver Diolkos).
- 125 a. C. Hiparco de Rodas. Inventor del astrolabio.

### Antigua Roma

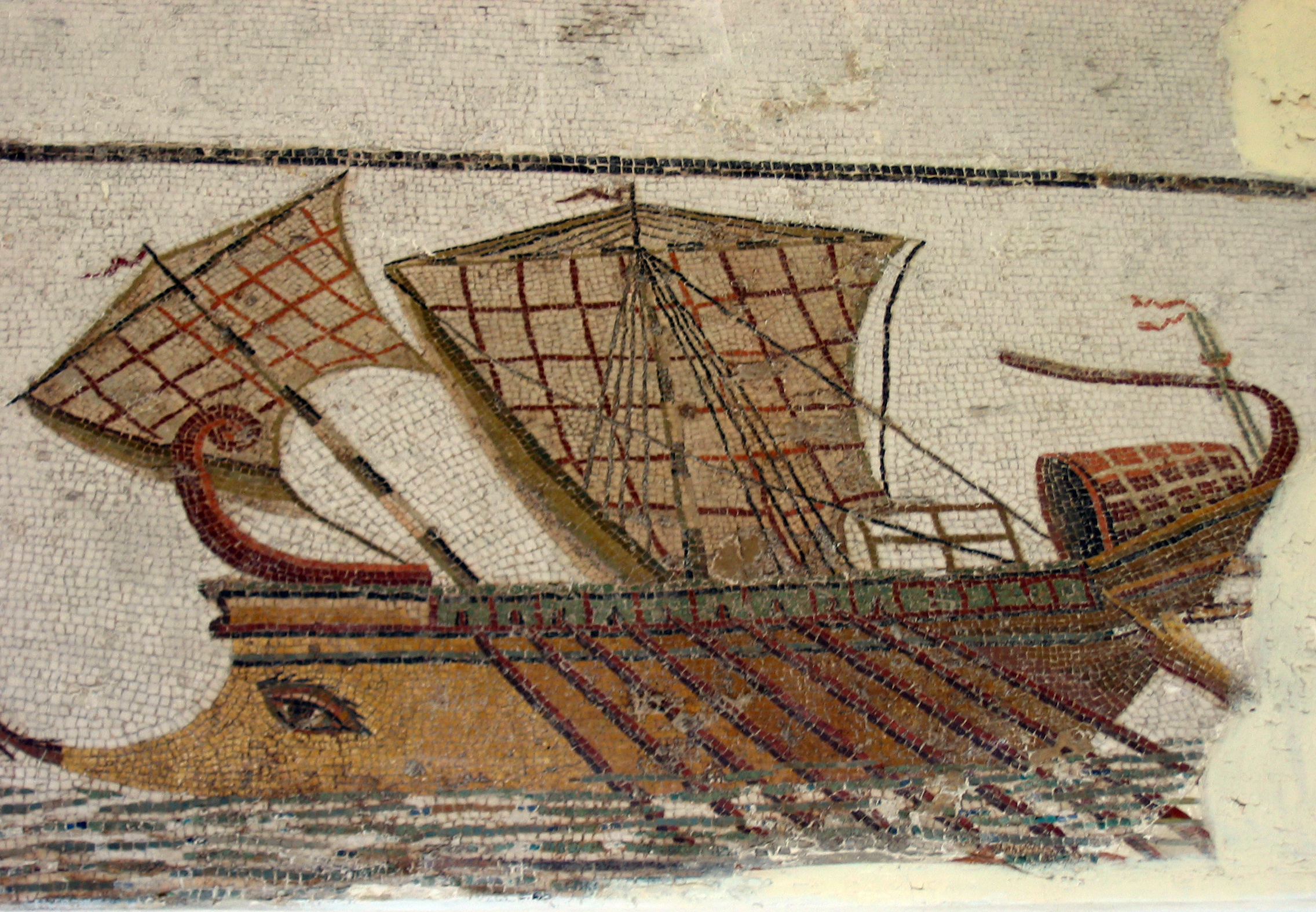
Trirreme romano representado en un mosaico.

- 260 a. C. Batalla de Miles.
- 256 a. C. Batalla del Cabo Ecnomo.[23]
- 57 a. C. Navigare necesse este, vivere non est necesse. Frase atribuida a Pompeu por Plutarco.[37][38][39][40]
- 31 a. C. Batalla de Actium. Los ganadores contaron con los Liburni.
- 10 a. C. Transporte de un obelisco de 263 toneladas por mar, desde Heliópolis (Egipto) hasta Roma.[41][42][43][44]
  - Transportar una carga tan pesada demuestra la capacidad técnica y de construcción naval de los antiguos romanos.
- c 2 d. C. Según Plinio el Viejo Cayo César vio en el Mar Rojo los restos de un barco hispano.[45][46]
- 37 d. C. Obelisco de Calígula.[47][48][49][50]
  - En 1586 y bajo la dirección de Domenico Fontana se transportó, levantoy plantar el obelisco de la Plaza de San Pedro en el Vaticano. Se trataba de una operación muy compleja y peligrosa. Había que coordinar 900 operarios directos, 75 caballos, miles de metros de cuerda y unos cuantos cabrestantes y poleas. Para impedir estorbos que pusieran en riesgo la maniobra, el papa Sixto V había decretado la pena de muerte para cualquier persona que rompiera el silencio. Y una horca y un verdugo estaban en la plaza para recordar el decreto. Dice la tradición que un tal Panal, capitán de un barco genovés, viendo que las cuerdas peligraban de romperse bajo el esfuerzo exclamó: "Mojar las cuerdas! ! ". ("Acqua alle corde" o "Aiga, dai de l'aiga ae corde" según diferentes narraciones). Fontana hizo mojar las cuerdas y Panal fue recompensado en lugar de ser colgado.[51]
- 37-41 d. C. Barcos de Nemi
- c 150 d. C. Isis (barco)
- 180 d. C. Aulo Gelio. Noctes Atticae 
  - Aulus Gellius dio una lista de las embarcaciones de su tiempo.[52]
  - Naves romanas (en latín y en plural): Gaul, corbitae, caudiceae, longae, hippagines, cercuri, celoces (celetes en griego), Lembo, oriae, renunculi, actuariae, prosumiae (geseoratae, horiolae), stlatae, scaphae, pontones, vaetitiae, hemioliae, Phaselis, parón, myoparones, intrón, caupuli, camarae, placidae, cydarum, tatariae, catascopium.
- 357 d. C. Amiano Marcelino describió el transporte de un obelisco de 500 toneladas.[53]
- c 410. Noni Marcel (Nonius Marcellus). Noni Marcelli peripatético Tuburticensis de compendiosa doctrina para Litteras ad filium[54]
  - En el capítulo XIII da una lista y una breve descripción de varios tipos de barcos: celox, corbita, Horia, cercyrus, lembus, myoparo, faselus, lenunculus, naviculae actuariae (plural), el intrón (pl.), Scaphae (pl.), codicarias (pl.), Pristis (pl.), cumba (pl.), onerarias (pl.), anchorae (pl.), prosumer (pl. ).
- 429 d. C. Los vándalos pasaron el estrecho de Gibraltar, desde Hispania hacia África.
- 450 d. C. Descripción de las naves llamadas Liburni por Vegecio.[55]
  - Según Vegecio (Libro II capítulo XXV), cada legión transportaba un cierto número de canoas (hechas de un tronco vaciado) muy ligeras para construir puentes sobre los ríos en caso de necesidad.[56][57]

### Imperio bizantino
- c 510. Vela latina. Ilias ambrosiana, manuscrito con dibujos. Una de las naves lleva vela latina según algunos.[62]
- 533. En la expedición de Belisario en África, participaron 500 naves de transporte protegidas por 92 barcos de guerra (dromón) para transportar 16.000 combatientes.[63][64][65]
- 536. Sitio de Nápoles.[66]
- 551. Batalla naval de Sena Gallica.
- 552. Batalla de Taginae.
- c.650. Joan Philiponos, descripción del astrolabio.
- 949. De ceremonio. Constantinos VII. Incluido en el libro había un Stadiodromikon, una relación de distancias entre ciudades.

### Consideraciones variadas
- c 499 a. C. Sitio de Naxos por parte de una banda de 200 barcos comandado por el persa Megabates y Aristágoras de Mileto
- 492 a. C. Estol de Darío I el Grande destruido por una tormenta. 
  - Finalización de los canales hacia el mar Rojo iniciados por Necao II.
  - Conquista de India. Comercio regular por entre el gold Pérsico y el río Indo.
- c 480. Puente de Xerxes sobre el Helesponto
- 480 a. C. Canal de Xerxes. 
  - La escuadra persa estaba formado por más de 4000 barcos (1207 trirrems y muchas naves más pequeñas).
  - Una tormenta destruyó unos 400 trirremes.
  - Según Plutarco, el barco del almirante persa Ariamaenes era mucho más alto que los barcos griegos.
- 480 a. C. Batalla de Salamina
- 466 a. C. Cimón II, almirante griego
- c 460 a. C. Exploración del persa Sataspes en un barco egipcio.
- 394 a. C. Batalla de Cnido
- 373 a. C. Farnabazo II. Estol contra Egipto.
- 279 a. C. Faro de Alejandría
- 200 a. C. Piratas nabateos.
- c 165 a. C. Derrota de una bandada de guerra persa.
- 113 a. C. Agatárquidas. Descripción de los sabeos.

#### A partir de la Era Cristiana

Nombres, rutas y lugares del Periplo por el mar de Eritrea

- 45. Los romanos descubren el sistema de viento de los monzones. Hippalus hace un viaje comercial a India.
- c 50? Periplo por el mar de Eritrea
  - La obra indica los grandes barcos mercantes, con capitanes árabes y agentes comerciales árabes, que hacían las rutas por el este de África e India.
  - También hace mención de buques con forro de planchas cosidas. (Ver Rhapta)
- 326. El rey persa Shapur conquista el dominio del mar (en la zona del Golfo Pérsico y Baréin).
- 414. Documentados ricos mercaderes árabes (sabeos) viviendo en Ceilán.
- 512. Barcos romanos y persas comerciantes en Ceilán.
- 550. Cosmas Indicopleustes
- 550. Wahriz. Expedición contra el Yemen con ocho barcos y 800 guerreros persas.

#### Hégira
- 654. Batalla de los mástiles.[67]
- 710. Tarif ibn Malik
- 711. Tarek ibn Ziyad cruzó el estrecho de Gibraltar.
- c 717. Treinta barcos mercantes persas en Ceilán.
- 727. Confirmación de la navegación de los persas en Cantón en grandes barcos mercantes.
- 748. Ciudad persa importante en la isla de Hainan.
- 748. Según testimonio de un monje budista que iba hacia Japón, en el río de Cantón "había numerosos barcos persas..."
- 758. Los árabes (Ta-shi) y los persas (Po-sse) saquearon y quemaron Kwang col (Cantón) y la abandonaron por mar.
- 878. Masacre de Cantón: 120.000 mahometanos, judíos, cristianos y persas fueron asesinados por Baichu o Babshu. Véase Huang Chao.
- 898. Al Maqdisi. Descripción de conocimientos cartográficos por parte de un marinero.
- 945. Fundación de unos astilleros en Turtuixa por orden de Abderramán III.
- 956. Al Masud. Faros primitivos en el Golfo Pérsico.
- 1079. Ibn Muçad. "Primero" tratado de trigonometría esférica.

## Vikingos

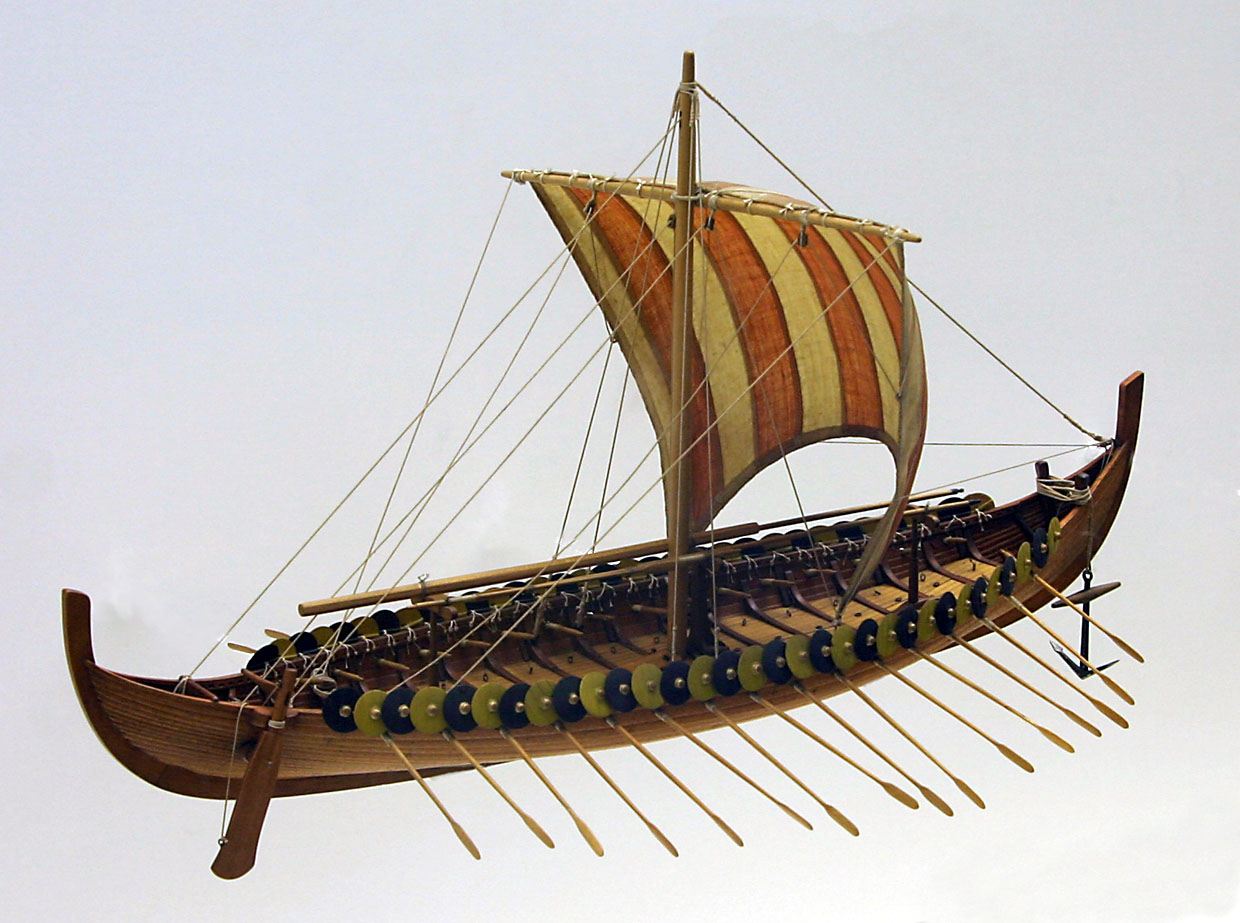
Modelo del barco de Gokstad. El original mide 23,5 m de eslora y fue construido con madera datada del año 890.

- 844. Saqueo de Sevilla. Referido por Al-Yaqub en la obra Kitab al-Buldan (Libro de los Países)

.
- 845. Sitio de París (845).[73]
- 860. Conquista de Sicilia. (Según Dudon de Saint-Quentin).
- 985. Según la Saga de Erik el Rojo, este guerrero explorador volvió ese año en Groenlandia con mucho colonos para fundar un asentamiento.
- c 1000. En la saga de Erik el Rojo se relata también la casual descubrimiento de Vinland por parte de Leif Eriksson.

## Barcos medievales

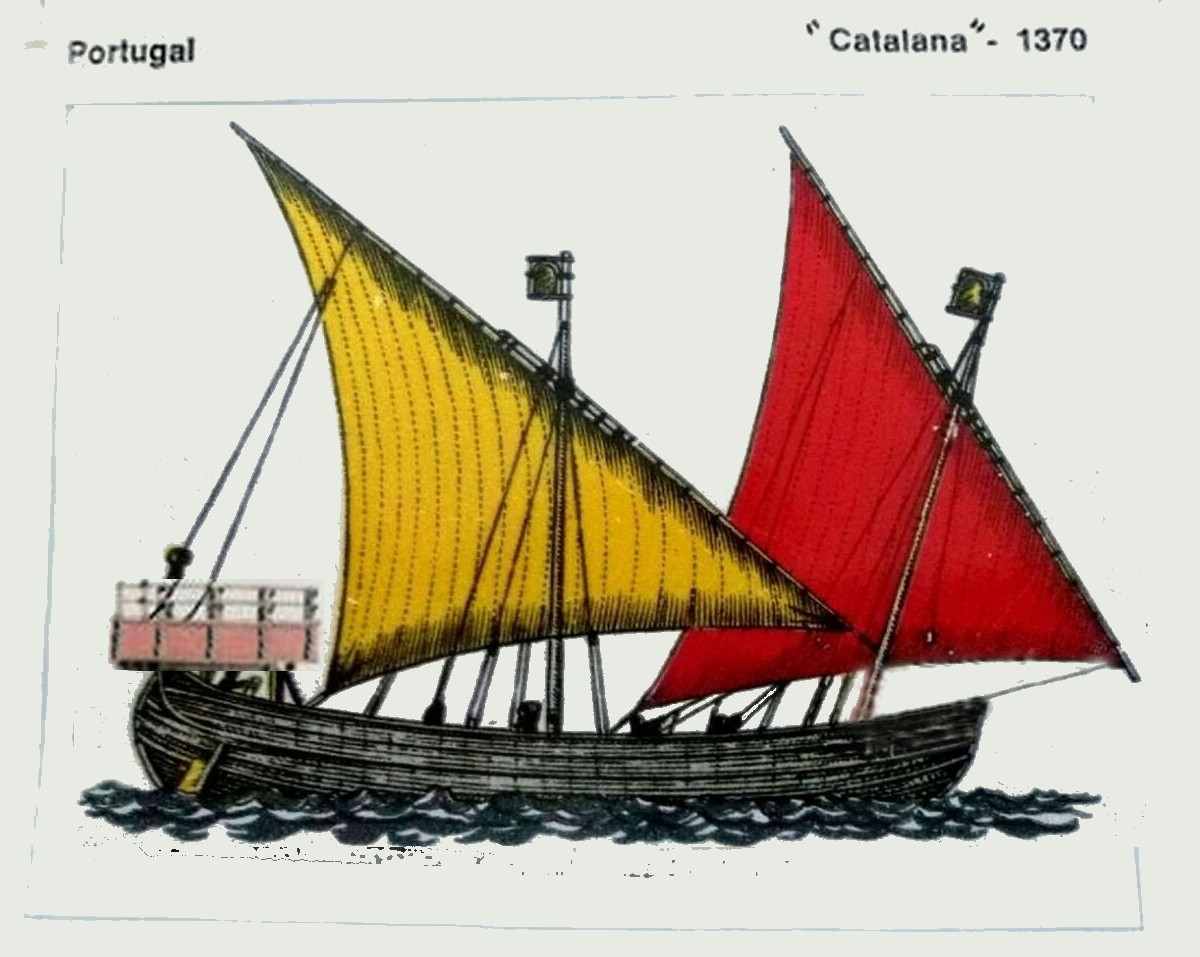
Nave de nombre "Catalana" (Portugal 1370)

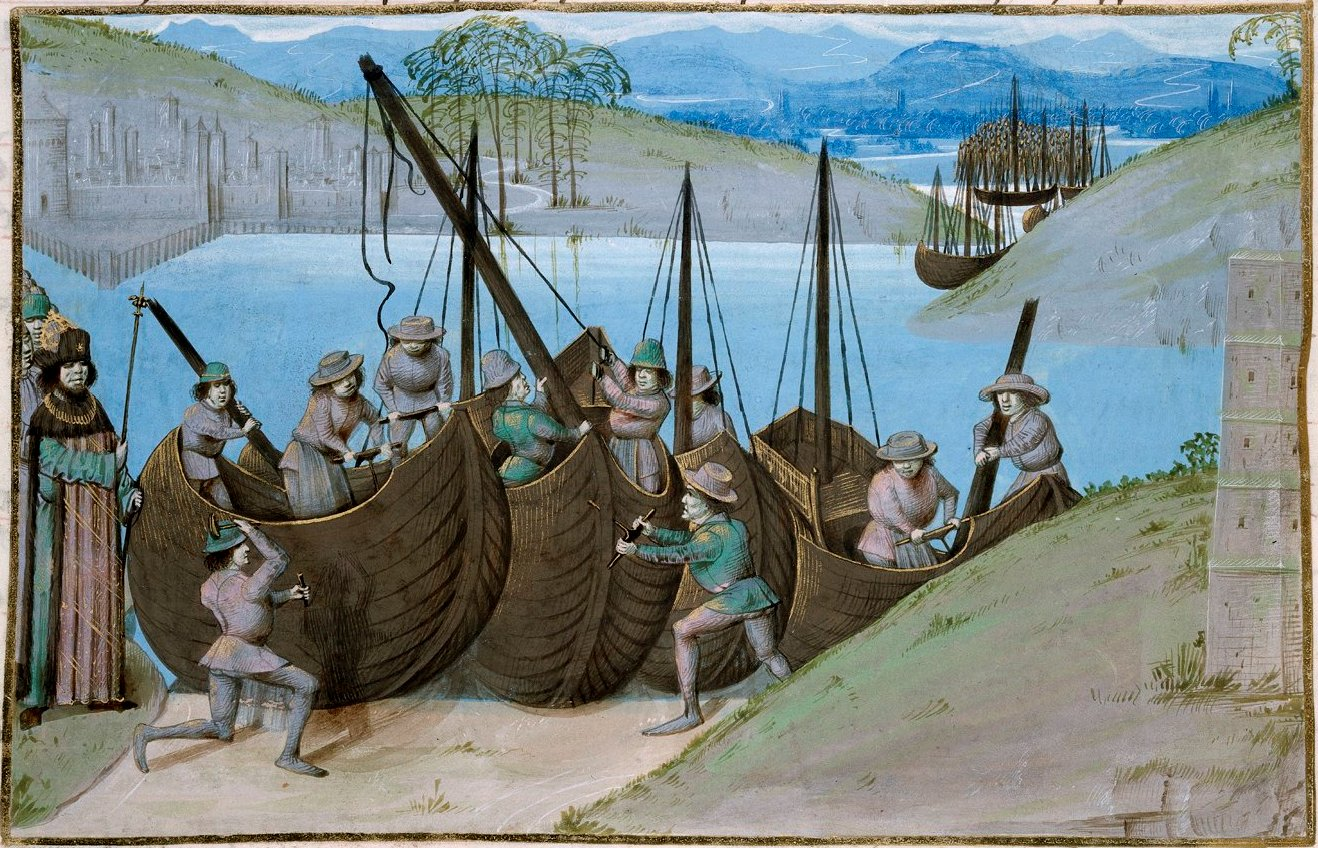
Astillero medieval (finales del). Clos donde se construían barcos en Francia Hay que remarcar el forro de tipo tinglado típico del norte de Europa

Forro tinglado y forro para latas a tope.

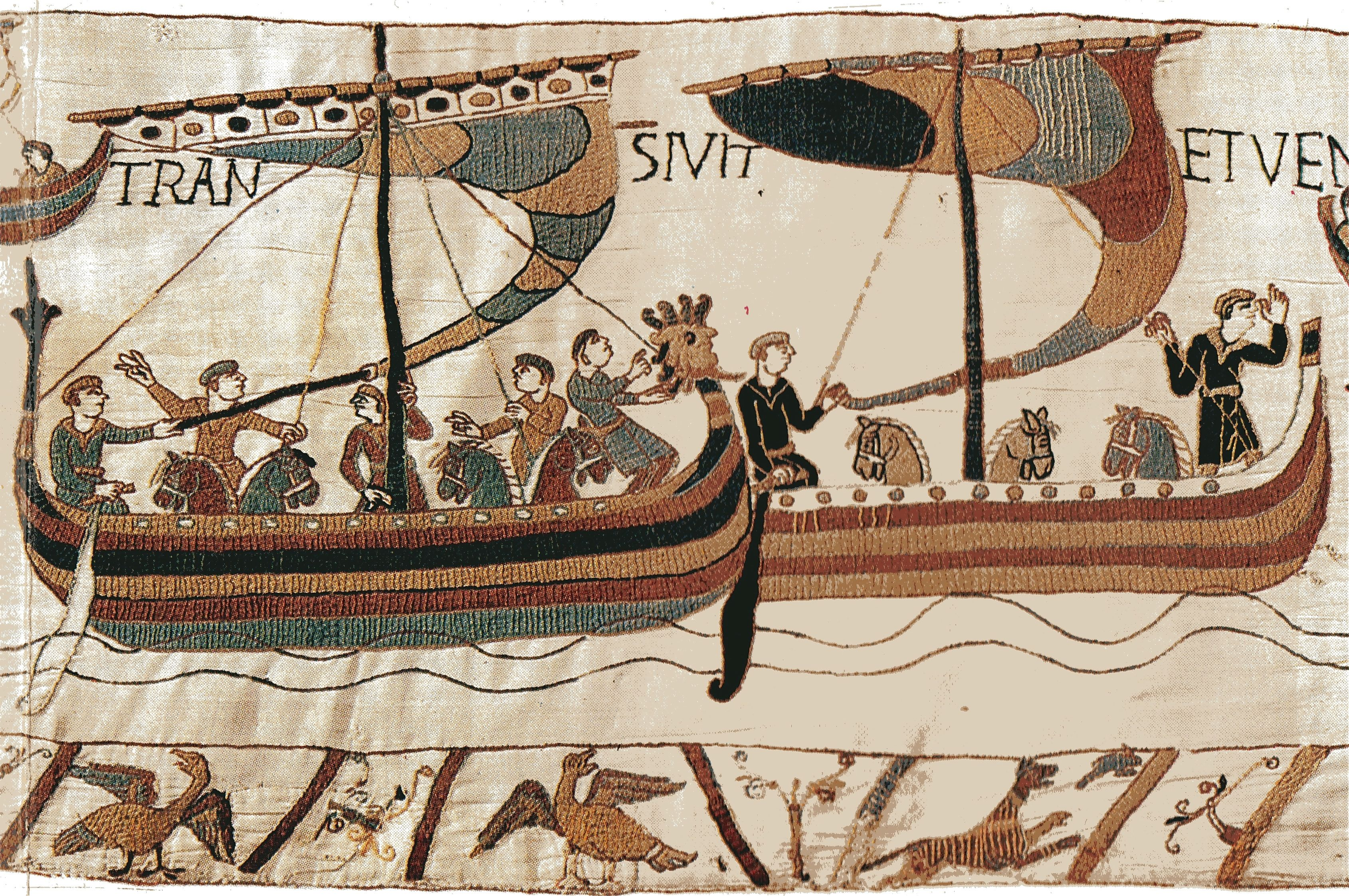
Barcos normandos transportando caballos.

### SigloVI
- 512. Leyenda de San Brandan

### SigloVII
- c 630. Isidoro de Sevilla.[75]

### SigloIX
- 846. Batalla de Ostia. Amalfi, Nápoles y Gaeta contra musulmanes.

### SigloX
- 945. Fundación de unos astilleros en Turtuixa por orden de Abderramán III.
- 984. Sunifred Llobet. Traducción de un libro de astronomía. Traducción de un tratado del astrolabio. Ms.Ripoll 225. (Astrolabio sententie).

### Inicio de la Baja Edad Media
En el mundo de la náutica y los puertos mediterráneos hay un concepto muy importante a recordar: el de Lingua franca. Esta habla simplificada permitía una comunicación fluida entre personas de lenguas muy diferentes. Fue usada con normalidad hasta el siglo XIX.

### SigloXI

Taifa de Dénia hacia el 1037.

- 1018. El normando Roger I de Tosny, poseedor de algunas naves, ayudó la condesa Ermessenda de Carcasona, viuda de Ramón Borrell, contra el señor musulmán de Dénia, Mujahid. 
  - Mujahid había conquistado Mallorca y se había proclamado emir. Con sus barcos iba atacando la costa catalana.
- 1075. El Landnámabók, libro escandinavo. Menciona la aguja magnética.
- 1079. Cruzada pisano-catalana. Liber maiolichinus.
- 1079. Ibn Muçad. "Primero" tratado de trigonometría esférica.

### SigloXII
- 1120. En un convenio entre Ramón Berenguer III y el alcaide de Lérida mencionan los gorabs, barcos interpretados como carabelas.[76]
- 1163. "... te unam sagittiam, de Provintia convenientes, prendiderunt, te tres naves magnas te vacuas ad fauces Arni demersuerunt..." (Traducción: "... capturaron una saeta que venía de Provenza y hundieron tres grandes naves sin tripulación en las bocas del río Arno... ).[77]
- 1183. Inicio de los viajes de Ibn Yubair. Por el Mediterráneo viajaba en naves cristianas.
- 1187. Alexander Neckam. Referencias a la aguja magnética: "In the West, the first references to the magnetic compass were found in two books written by the English author Alexander Neckam: De Utensilibus (1187) and De Natura Rerum (1204). This writer states that the sailors of the English..."
- c 1190. Guyot de Provin, escribió   : "Las marinos donde une Pierre brute et brune, à laquelle par la virtud de la marinière (Magnet), le hizo unido volontiers te par ce moyen, ils s'aperçoivent de la droiture du point. Lorsqu'une Aiguille a touché te qu'on la a mise sur un pequeño Morceau de bois (de Liège, de la paille), ils la posent sur l'eau et le bois la lient sur la surface ".

### SigloXIII
- 1226. Robert Inglés (Montpellier). Descripción de un cuadrante.
- 1226. Dos saeta catalanas con base en Tarragona practican el corazones y capturan una Tarida sarracena cargada de madera del valí de Mallorca.[78]
- 1229. Brújula árabe andalusí ( "taza" de vino, "taza" de brújula).[79]
- 1245-1265. "Conpasso da Navegaré"
- 1247. saeta de 28 remos vendida en Mallorca por italianos y comprada por un italiano pariente. El precio total fue de 64 libras melgareses (32 por el buque y 32 por la red: árboles, antenas y velas).  Archivado el 16 de agosto de 2019 en Wayback Machine.
- 1249. Galera capturada por Niza: (Pág. 45) "... tres mapamundis, un compás y dos calamidad".
- 1270. El rey Carlos de Anjou decide armar una saeta para defender el castillo de Licata por mar ( "... sagettiam unam pro custodia maritime dicte Castri..." ).[80]
- 1.273-1274. Ramon Llull. Libro de contemplación. Composición de la tinta: "agallas, vitriolo, goma y agua. 
  - Una tinta resistente al agua era importante para las cartas marinas y el cartulario (libro de cuentas) de un barco.
- 1277. Galera de Spinola (Génova, Flandes)
- 1.281. Galera de Mallorca comprando lana en Londres.[81]
- 1285. Batalla naval de las Hormigas
- 1296. Francesco da Barberino. Menciona un arlogio, Orologio (frasco).[82][83]
- 1298. Algunos autores explican que las carabelas fueron mencionadas en "Las siete partidas" del rey Alfonso X de Castilla.[84] Se trata de un error, basado en versiones modernas del texto.[85][86]

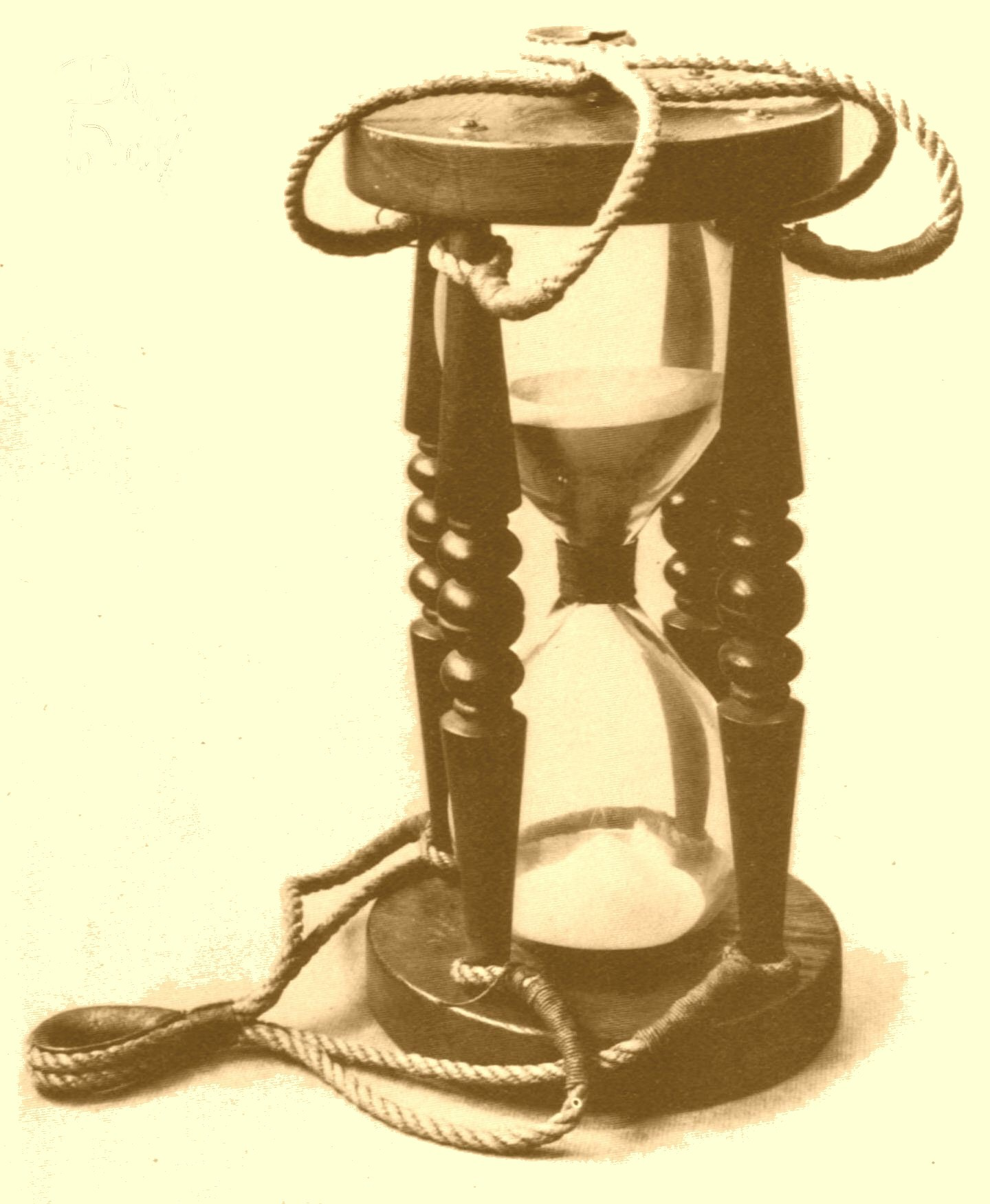
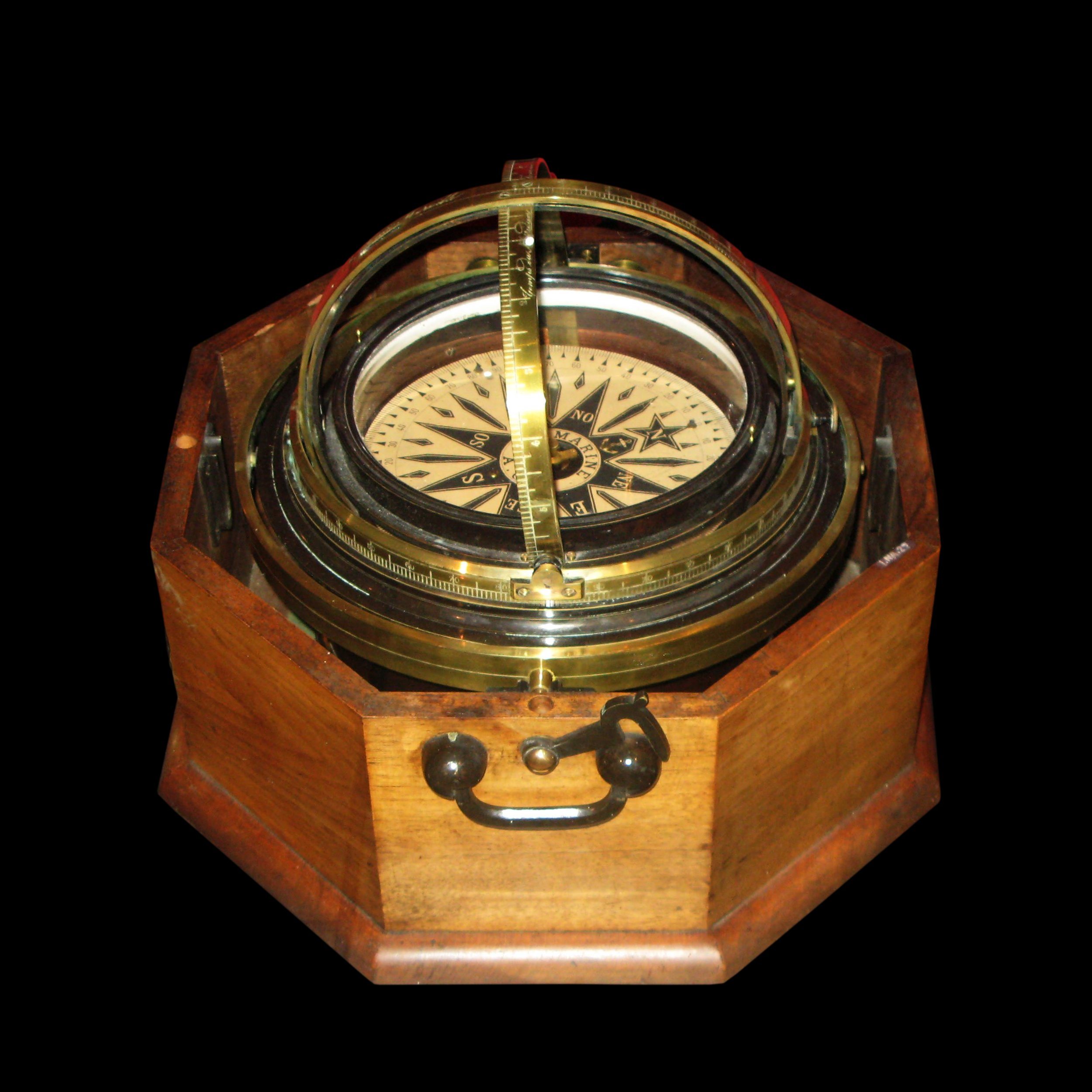
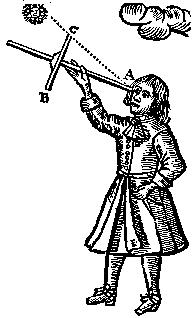
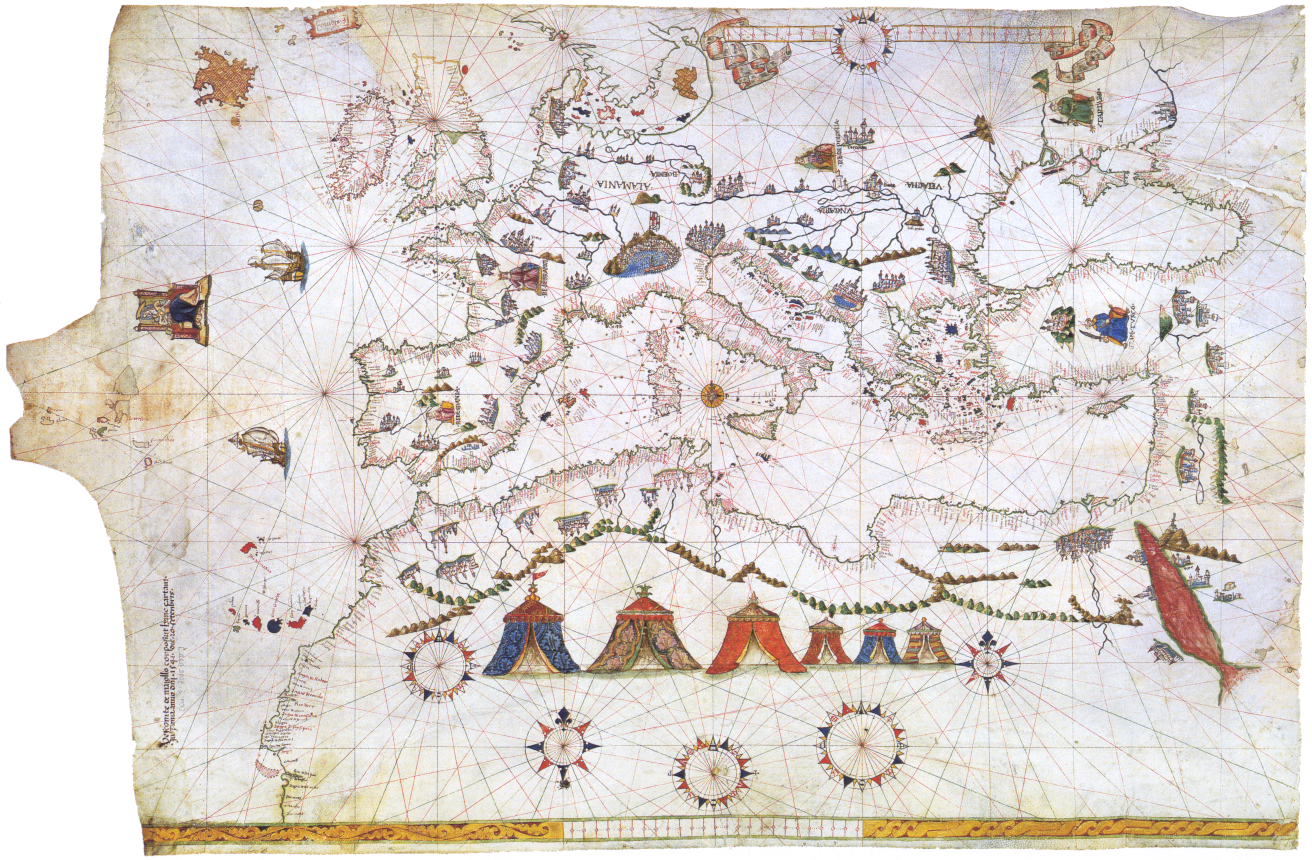

### SigloXIV
- 1302. Corsarios catalanes capturan, en el puerto de Túnez, una Tarida de Pisa y una saeta genovesa. (Anuario de estudios medievales, Volumen 38, Parte 2, pàg.844).[87]
- 1307. Almanaque perpetuo, por el meridiano de Tortosa.
- 1323. Comercio de Mallorca con Flandes.[88]
- 1327. Documentos en catalán sobre el corsario Martín Sanxez, propietario de una barca o saeta de 20 remos ( "... una saeta o barcas de veinte remos...)".
- 1331. Coca San Clemente.
- 1336. Cenne della Chitarra (juglar de Arezzo muerto en 1336) mencionaba: "... chiane intorno senza carabelas..."[89]
- 1338. Opicina de Canistro. "Escala" en las cartas de navegar.
- 1338. Saget armada.[90]
- 1340. Batalla de Sluys
- 1346. Jaume Ferrer (navegante) viaje a Río de Oro.
- 1353. Un grupo veneciano-catalán derrota una bandada genovés.[91]
- 1353. El documento más antiguo que menciona una torta de dos árboles en el Mediterráneo es un contrato de construcción catalán del año 1353.[84][92]
- 1353. Galeras Santa María y Santa Tecla: "una boxola de navegar, unas horas,..."
- 1375. Atlas Catalán.

### SigloXV

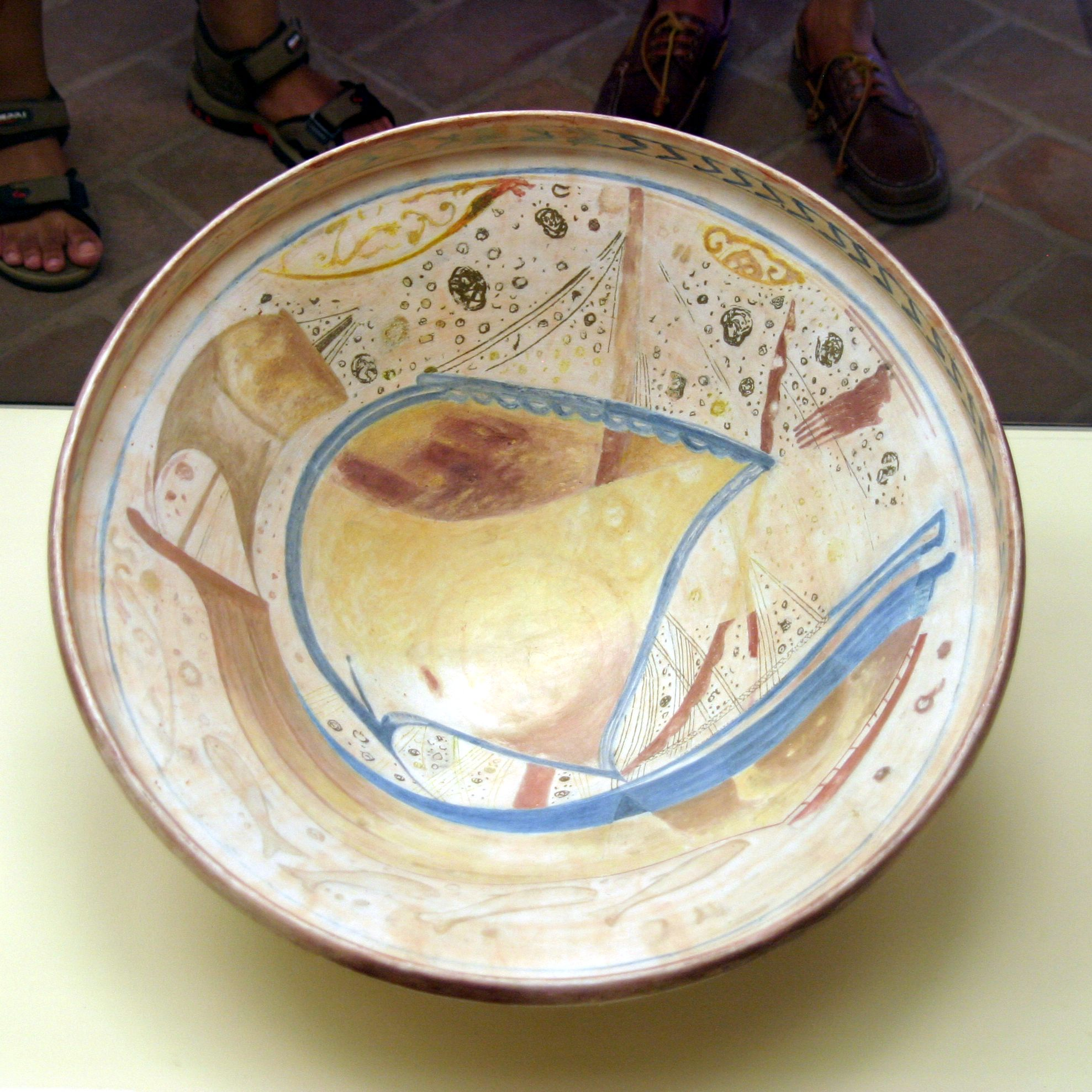
Ataifor de la nave. Alcazaba de Málaga. ? El dibujo representa una nave con tres árboles. Trinquete y maestro con velas cuadras y media con vela latina. El timón es de codaste. * Si la datación es correcta sería la representación más antigua de una nave con tres palos.

- 1405-1433. Viajes y exploraciones de Zheng He.
- 1409. El documento más antiguo que muestra una nave de tres palos es un dibujo de 1409 en el "Libro de Ordenanzas del administrador de las plazas" de Barcelona.[93]
- 1428. Dos viajes de una saeta italiana de transporte. Primera importación y llegada de naipes en Roma, desde Cataluña vía Gaeta
- 1428. Retorno del príncipe Pedro de Portugal en Lisboa con las ideas o el prototipo de la carabela portuguesa de los descubrimientos. El príncipe Pedro viajó yendo a Flandes, Venecia y Barcelona. Estudiante atentamente los tipos de buques y construcción naval que usaban los extranjeros. Se sabe que llevar un prototipo de Venecia al tiempo que se casaba en Coímbra el 13 de septiembre de 1428 con Elisabet de Urgell.[94]
- 1434-35. Michele de Rodas. "Fabrica di galería".[95][96]
  - Traducción parcial al castellano.[97]
- 1435. Batalla de Ponza (1435)
- 1438. Botadura de "ung vaisseau pour mero" al Escluse. "Carvelle" construida por carpinteros de ribera portugueses para el duque de Borgoña.
- 1438. El duque de Borgoña encarga una "carvelle" al portugués Joao Afonso.[98]
- 1440. Dos "Caravelas" portuguesas destinadas a ultramar.[99]
- 1442. Detalles sobre un proceso protagonizado por una saeta[100] (o "saeta"[101]). En los documentos originales la denominación del tipo de barco es interesante porque la hace equivalente a calavera o madera.
- 1452. Documento dirigido a Johan de Camós, capitán de la galera de guardia de la ciudad de Barcelona, avisando del pirata Johan Torrelles con una "calauera" armada.[102][103]
- 1454. Botadura de una calavera de Francisco Xetantí construida en las Drassanes de Barcelona.[104]
- 1454. Botadura de una calavera de Jaume Carbón construida en las Drassanes de Barcelona.[105]
- 1460. En un libro alemán se dice: "el Buch de la calavera o Seget es patrón en Salvador Roig".[106]
- 1464. Benedetto Cotrugli escribió un tratado de navegación en el que habla de "caravelle" y "barcosi" (un barco muy parecido inventado y usado a Ragusa).[107]
  - Benedetto Cotrugli fue autor de un libro de navegación ( "De navigatione"; Nápoles 1464) que no se llegó a publicar, pero que se conserva en forma de manuscrito. Se trata de una obra que puede consultarse en una transcripción digitalizada al cuidado de Piero Falchetto. También el manuscrito original puede leerse de forma gratuita (Manuscrito Beinecke MS 557, Yale University Library, Beinecke Rare Book and Manuscript Library).
- 1465. Contrato para la construcción de una calavera para Graciano Amat. Con un buque de 24 a 25 grúas de rueda a rueda. Con dos palos (maestro y media), bauprés y tres timones.[108]
- 1470. Carabelas españolas.[109]
- 1476. Charles de Valera, hijo de Diego de Valera, participa en la toma de dos carracas genovesas, Coman cinco "carabelas".[110]
- 1483. Ariosto. "Oriul da POLVERE" (reloj de arena, botellita)
- 1487. Vasco de Gama.[111]
- 1488. Llegada en la playa de Barcelona de una calavera que había llevado doscientos quintales de pólvora a las tropas que sitiaban Málaga.
- 1493. Carta de Cristóbal Colón "Fecha en la calavera sobre las yslas de Canaria, a XV de Febrero, mil te quatrocientos te noventa y tres años".[112]
- 1495. Jaume Ferrer de Blanes. Carta a los reyes católicos en catalán, con mapamundi, "voto y parecer".
- 1498. Canoa indígena con 24 tripulantes vista por Colom.[113]

## Edad Moderna(1500-1789)

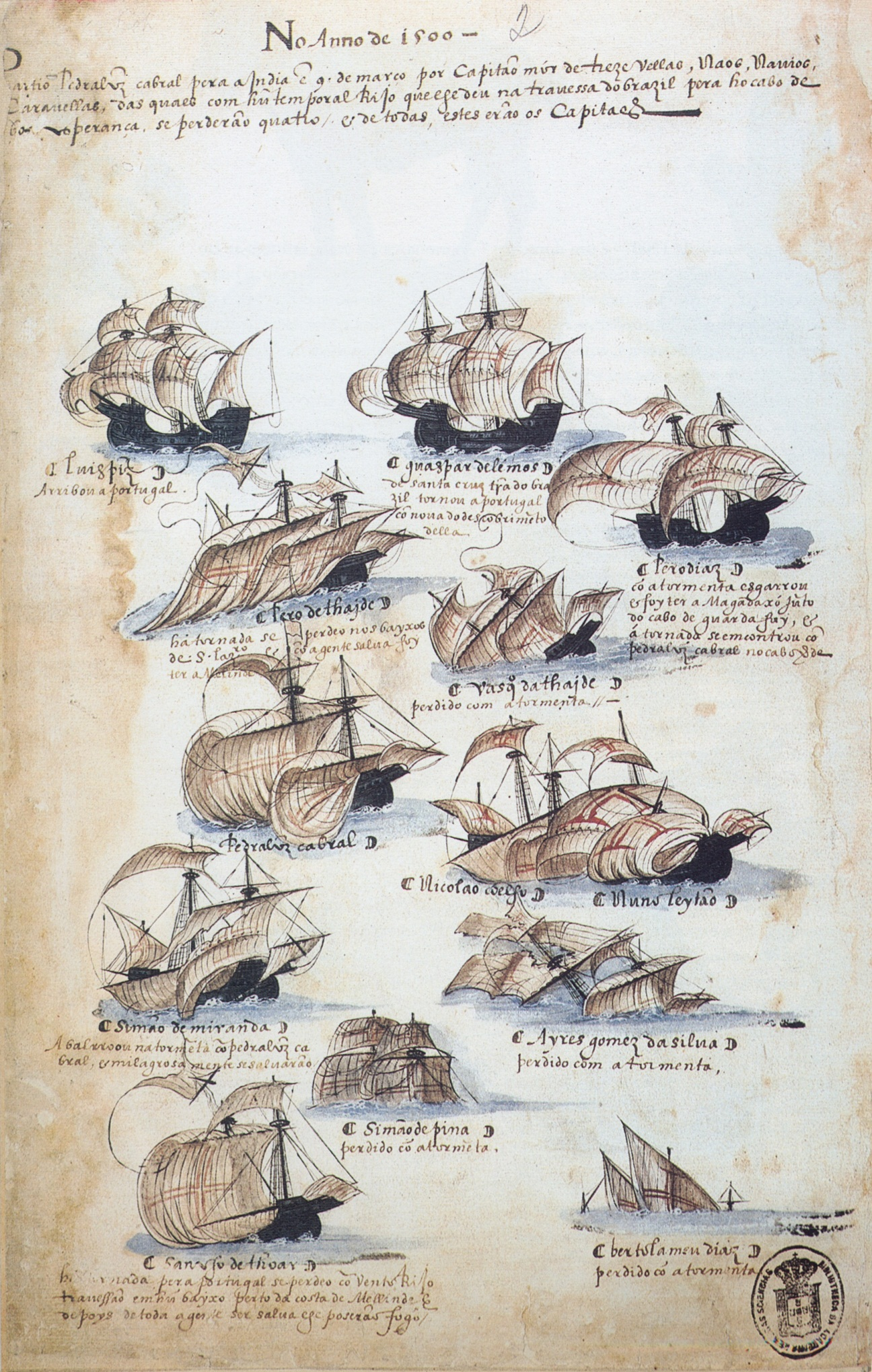
En la imagen - Memoria das Armadas (1568) - se aprecian doce de los trece barcos que formaron parte de la flota de Cabral. De estos dos volvieron vacíos, cinco con su carga y seis se perdieron.

Nota: la llamada Edad Moderna suele definirse entre los años 1453 (caída de Constantinopla) y 1789 (Revolución Francesa). El haber escogido una cifra redonda permite incluir las primeras descubiertas portuguesas y españolas en la época medieval. Época de la creación y evolución de los barcos y las técnicas de las primeras exploraciones.

### SigloXVI
- 1500. El explorador portugués Pedro Álvares Cabral descubrió y adoptar el sistema de tanques para agua de forma prismática. tal como los usaban los "mouros".[114]
- 1519. Mapa de Piri Reis.
- 1522. Hospitalarios en la isla de Malta (Rodas cae en manos de los turcos). 
  - Los barcos de la orden de Malta y la escuela de navegantes de los hospitalarios fueron famosos durante siglos. Algunos científicos y navegantes famosos pertenecieron a la orden de Malta: Pigafetta, Jordi Juan ,...
- 1524.[115]

...surgiren en la present platja dues velas ço és una calavera & un barco portuguès las quals eran stat cobradas per la sobre dita armada de la Ciutat del cossari francès qui les havie preses...
Manual de novells ardits. Volum 3. Pàgina 320.

- - La cita de un barco portugués junto a un carabela (mencionada "calavera") es bastante interesante.
- 1532. Carta de Pedro de Alvarado "noticiando al Emperador que ha quitadas de España carpinteros, calafates y maestros, y en poco tiempo ha fabricado en Mar del Sur un galeón, San Cristóbal, una nao, Santa Clara, otra nao, la Buenaventura; otra en el golfo de Chiva, una carabela, un Pataxó y Otras dos carabelas más medianas. El único que le han faltado han Sido toneleros para el Botam, pero para suplirlo, ha Hecho unas vasijas que llaman vallas y Hacen á seis y á cuatro botas de agua, resultando tan singular vasija y tan buena, que la Tienen miedo mejor que los toneles de España ".[116][117]
- c 1540. Alonso de Chaves. Espejo de navegantes.[118]
  - La obra da una relación de nombres de embarcaciones y barcos ordenada por el tamaño.[119]
  - (Embarcaciones menores): copatenes, esquifes, bateles, barcos, barcas, chalupas, tafureas, Gavarres
  - Navíos mancos y pesados: Pataxó, pinaças, Caravelas, navíos, naos, urcas, galeones, carracones, carracas.
  - Navíos sutiles o ligeros: zabras, bergantines, galeotas, esquiraças,[120] maderas, galeras galeras bastardas, galeaças.
- 1542. Grandes canoas indígenas en las costas de California descritas por Cabrillo.[121]
- 1542. Mapa de Juan de Rotz (contorno de Nueva Holanda) Humboldt p. 447.
- 1545. Pedro de Medina. "Arte de navegar".
- 1548. "Carauelas enplomadas "? ? ? Sevilla? 
  - La broma destruía con cierta facilidad la obra viva de los barcos de madera. Una protección con plomo era bastante adecuada.
- 1556. Libro de geografía de Hieronimus Giraba tarragonés.
- 1570. Mástiles que se podían arriar empleados por los holandeses.[122]
- 1,571. Batalla de Lepanto (1571).
- 1576. Barco tortuga construido en Corea.
- 1577. Botado en galeón inglés Pelican de Francis Drake (renombrado Golden Hind en 1578. )[123]
- 1587. "Instrucción nauthica". Diego García de Palacio.
- 1588. Armada Invencible.[124]
  - 1588. Naufragio de la nave Juliana a las costas de Irlanda. Se trataba de una nave mercante de Mataró que fue requisada en Lisboa para integrarse en la Armada Invencible. Los propietarios nunca fueron indemnizados.[125][126][127]
- 1588. Viaje de "Juan Jaime" (Juan Jaime?) Y Francesc Galí (con instrumento de medida especial).
- 1590. Un navío y un filibotes (llamado Grol) con embajadores holandeses llegan a Japón.[128]
- 1594. Cuadrante de Davis
- 1596. Construcción del primer filibotes (fluyt) a Hoorn según diseño del mercader holandés Pieter Jansz VAEL. Este tipo de barcos fueron muy importantes en la marina neerlandesa.[129][130][131]

### SigloXVII

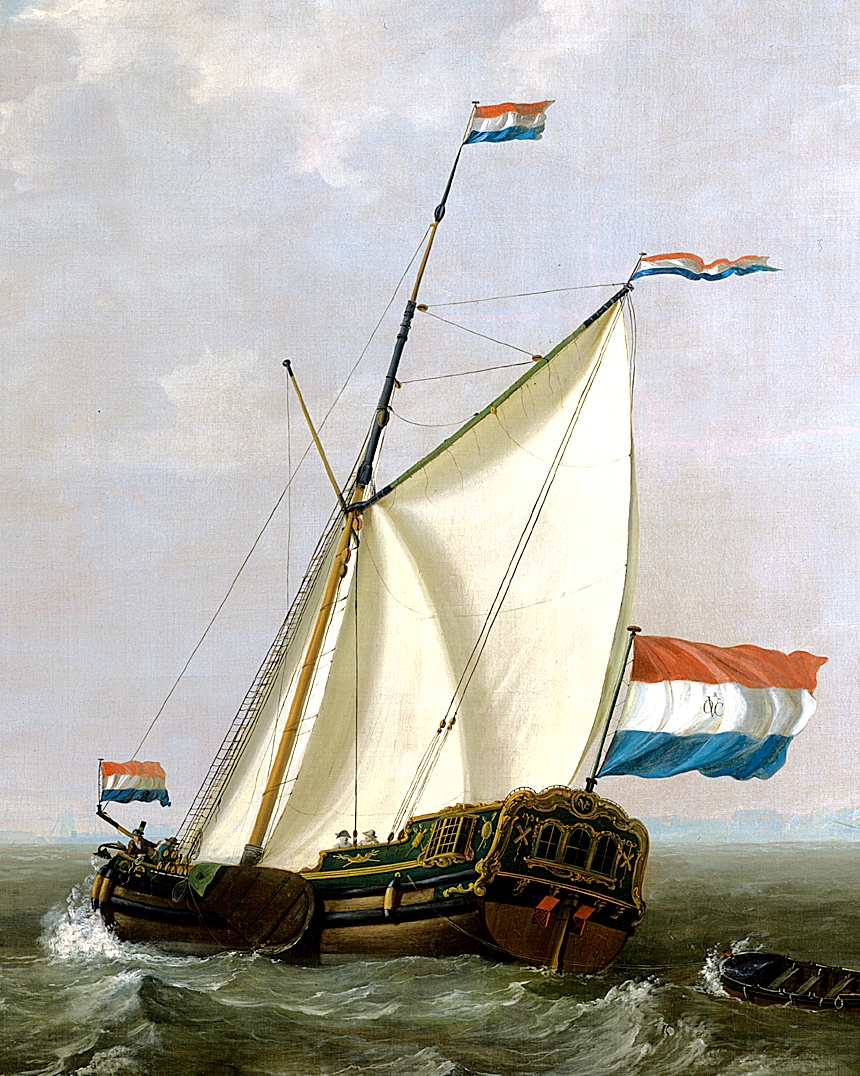
Un yate del perteneciente al capítulo de Rotterdam de la Compañía Holandesa de las Indias Orientales.

- 1616. Description of the New Route to the South of the Strait of Magellan Discovered and Set in the Year 1616 by Dutchman Willem Schouten de Hoorn.
- 1634. Meridiano de Hierro (actualmente en la isla de Hierro, en Canarias). Richelieu escogió este meridiano como meridiano cero u origen de las longitudes.[132][133] Ya Ptolomeo situaba el extremo del mundo en las Islas Canarias.
- 1637. Botadura del navío británico HMS Sovereign of the Seas. Sin castillo de proa.[134]
- 1642. Batalla naval de Barcelona (1642)
- 1650. Walter Raleigh. Publicación de la obra Excellent observations and notas concerning the Royal Navy and Sea-Service.[135]
  - Estaba en contra de los barcos demasiado grandes. Según Walter los españoles decían: "Gran navío, gran fatiga".
- 1660. Retorno a Inglaterra de Carlos II de Inglaterra en un yate ( "yacht" en inglés, "jacht" en neerlandés).[129][136][137][138]
- 1663. Éxito de un catamarán construido por William Petty.[139][140]
- 1658. Batalla de las Dunas (1658)
- 1675. Real Observatorio de Greenwich
- 1682. El duque de York viaja en su yate Caterine y se salva de un naufragio.[141]
- 1.688. Johann von der Behr. Diarium, oder Tajo-Buch.[142]

### SigloXVIII
- 1714. Saeta de 12 cañones y 150 tripulantes en la defensa de Barcelona. Pagada por Sebastián Dalmau.
- 1720. Primer club náutico del mundo fundado en Irlanda: Cork Water Club.
- 1731a. Antonio de Clariana y Gualbes. Resumen náutico de lo que se practica en el teatro naval o arte de la guerra.[143][144][145]
- 1738. Daniel Bernoulli. Hydrodynamique (Hidrodinámica).[146][147][148]
- 1754. Mungo Murray.[149]
- 1764. Varado HMB Endeavour
- 1768. Architectura Navalis Mercatoria Stockholm.
- 1771. Jorge Juan. Examen marítimo teórico práctico.[150]
  - Esta obra fue muy importante y tuvo una gran difusión. Fue traducida al francés, inglés, italiano ,..[151][152]
- 1779. saeta corsaria construida en Mataró: 24 cañones Y 130 tripulantes.
- 1.783. José Joaquín Romero y Fernández de Landa. Reglamento de maderas necesarias para la fábrica de los baxeles del Rey.[153]
- 1787. Gabarra con buque de hierro, construida en Inglaterra.[154]
- 1794. Botado el navío de línea Montañés, de 74 cañones, reputado por su gran velocidad en todos los rumbos.[155][156]

## Periodo 1789-1914
- 1805. Batalla de Trafalgar
- 1812. La Guerra Anglo-Americana de 1812-1815 fue muy importante en el progreso de la construcción naval. Los corsarios necesitaban barcos muy rápidos y, animados por los beneficios de las capturas, iniciaron una carrera por la velocidad que tuvo éxitos importantes y orientó desarrollos posteriores.[157]
  - El Prince de Neufchâtel, barco corsario aparejado de bergantín-goleta de dos árboles.[158][159][160]
  - El barco corsario Chasseur (conocido como Pride of Baltimore) estaba aparejado como bergantín-goleta de jaulas de dos palos.[161]

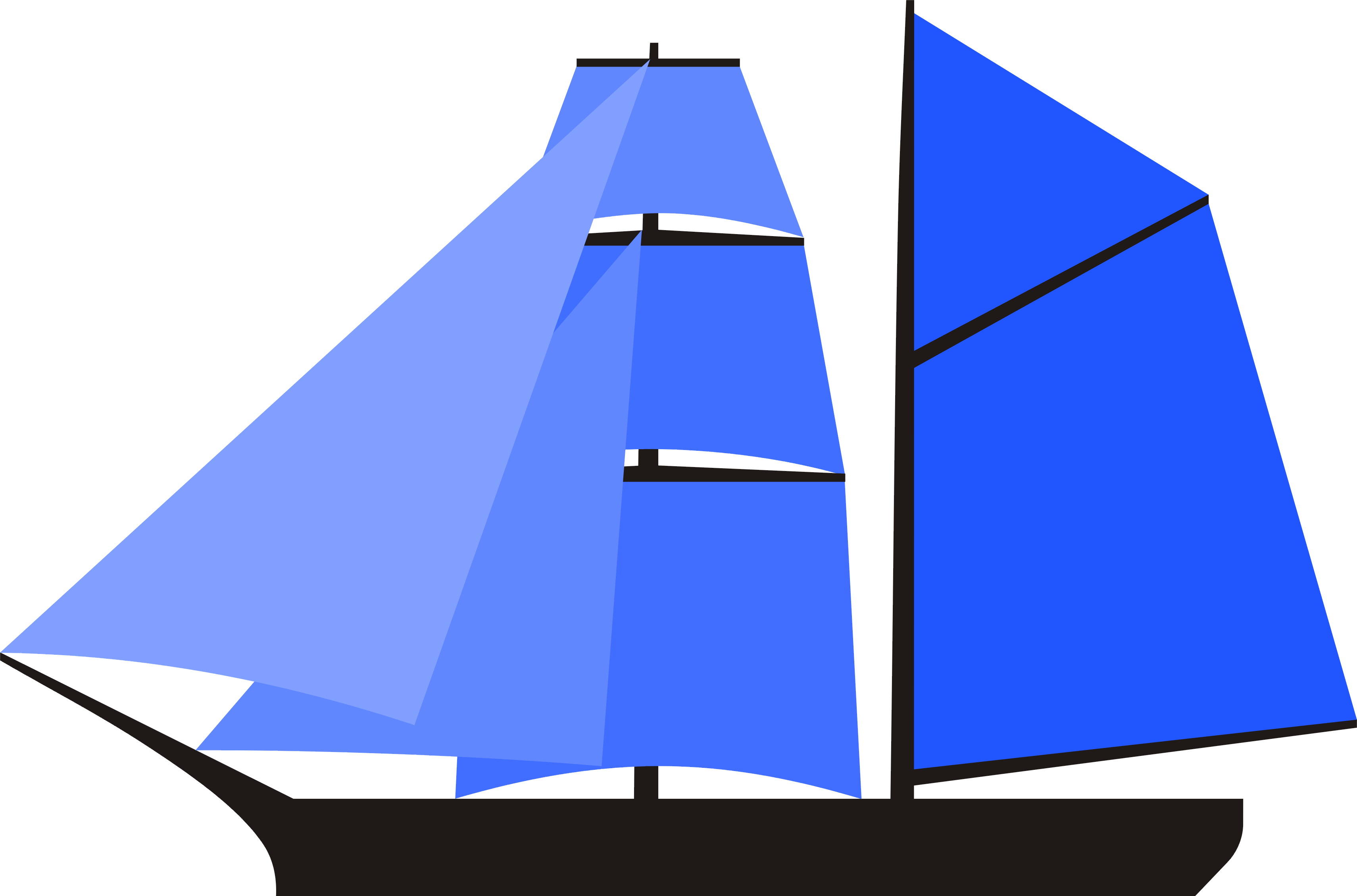
Aparato de bergantín-goleta
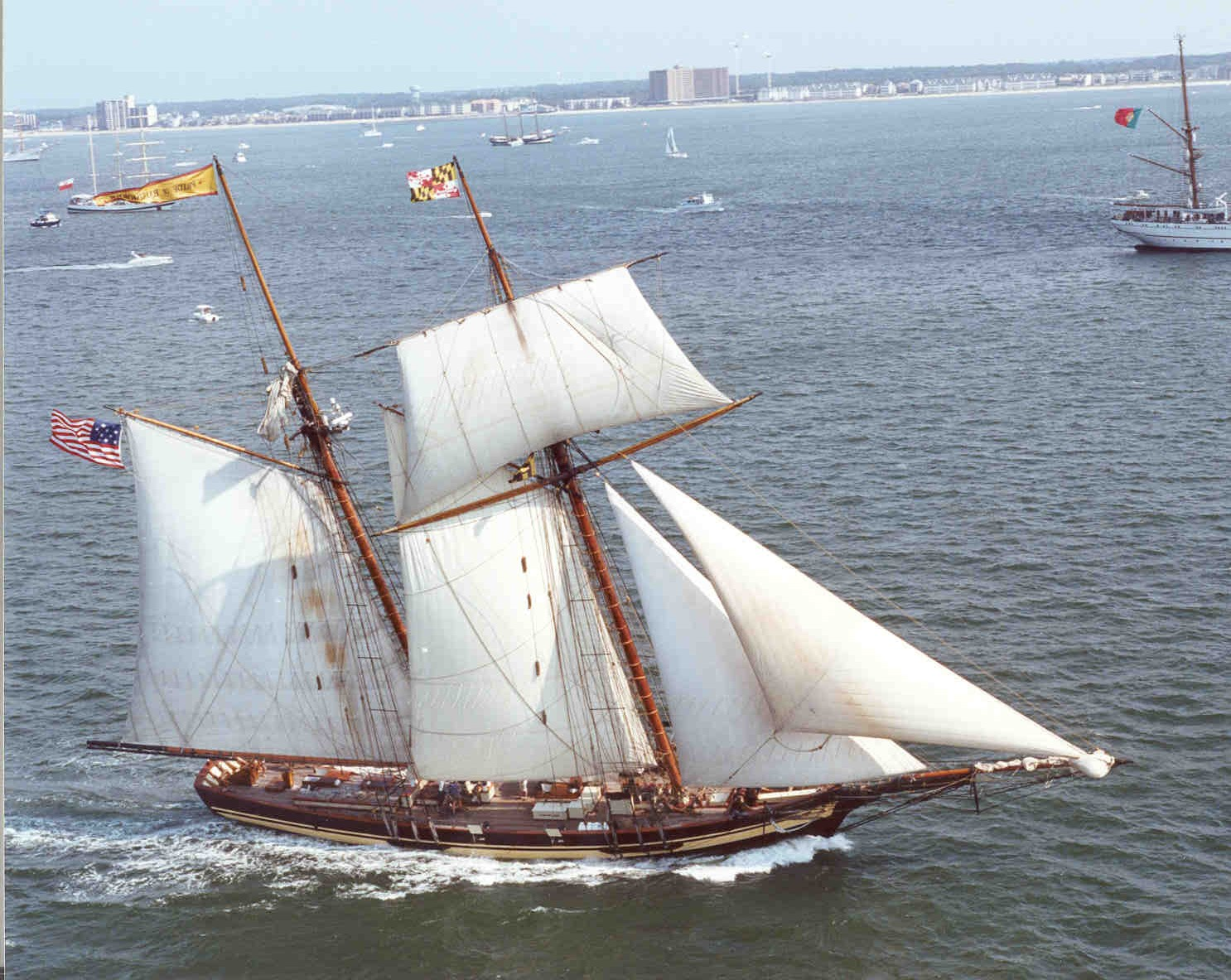
Reproducción del Pride of Baltimore. Aparato de bergantín-goleta de velatxo o de jaulas

### El inicio de losclípers
- 1815. Falcon (175 toneladas, Cowes)
- 1824. Falcon (351 toneladas, Cowes)[162]
- 1.830. Red Rover (328 toneladas, Calcuta)[163]
  - El Red Rover copió las líneas de agua del Príncipe de Neufchâtel, mencionado más arriba.
- 1833. Ann McKim (494 toneladas, Baltimore)[164][165][166]
- 1839. Scottish Maid (150 toneladas OM, Aberdeen)
- 1845. Rainbow (757 toneladas OM, Nueva York)
- 1846. Sea Witch (908 toneladas, Nueva York)[167]

#### Difusión de los clípers
- 1854. Botadura del clíper Lightning, construido de madera. 
  - La jarcia firme era de cáñamo de Rusia (de 11,5 pulgadas en los elementos más bajos).[168]
  - La guerra de Crimea provocó escasez del cáñamo de Rusia y los barcos empezaron a emplear cables de hierro (y después de acero).[169]
- 1868. Thermopylae
- 1869. Botadura del Cutty Sark, un clíper "composite", con cuadernas de hierro forjado y forro de madera.

### Barcos de vapor y cronología general

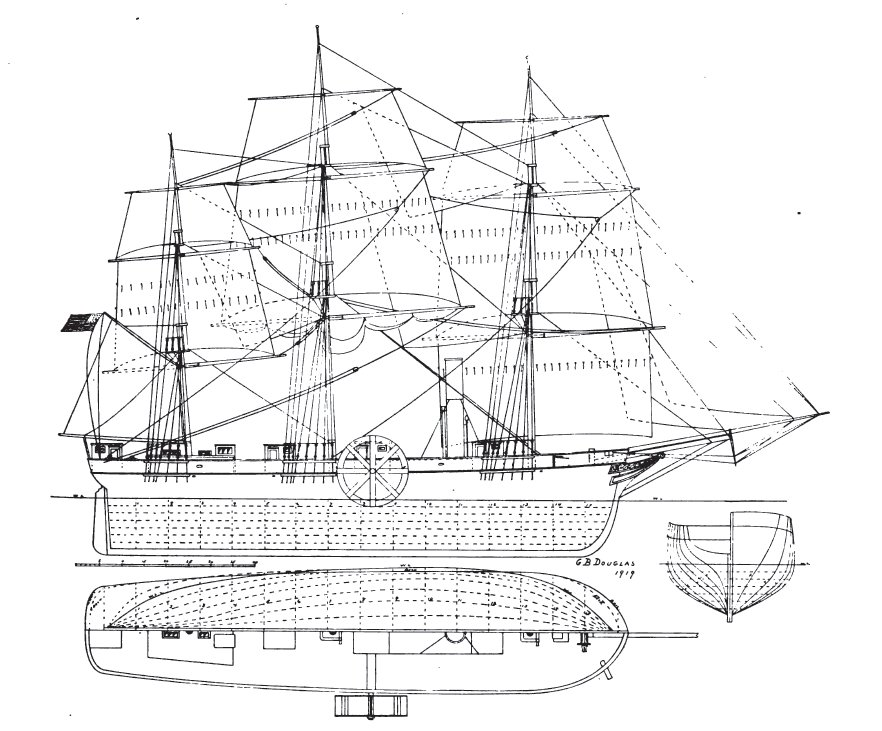
Croquis del SS Savannah. Aparato de fragata con motor de vapor auxiliar y ruedas de paletas laterales desmontables.

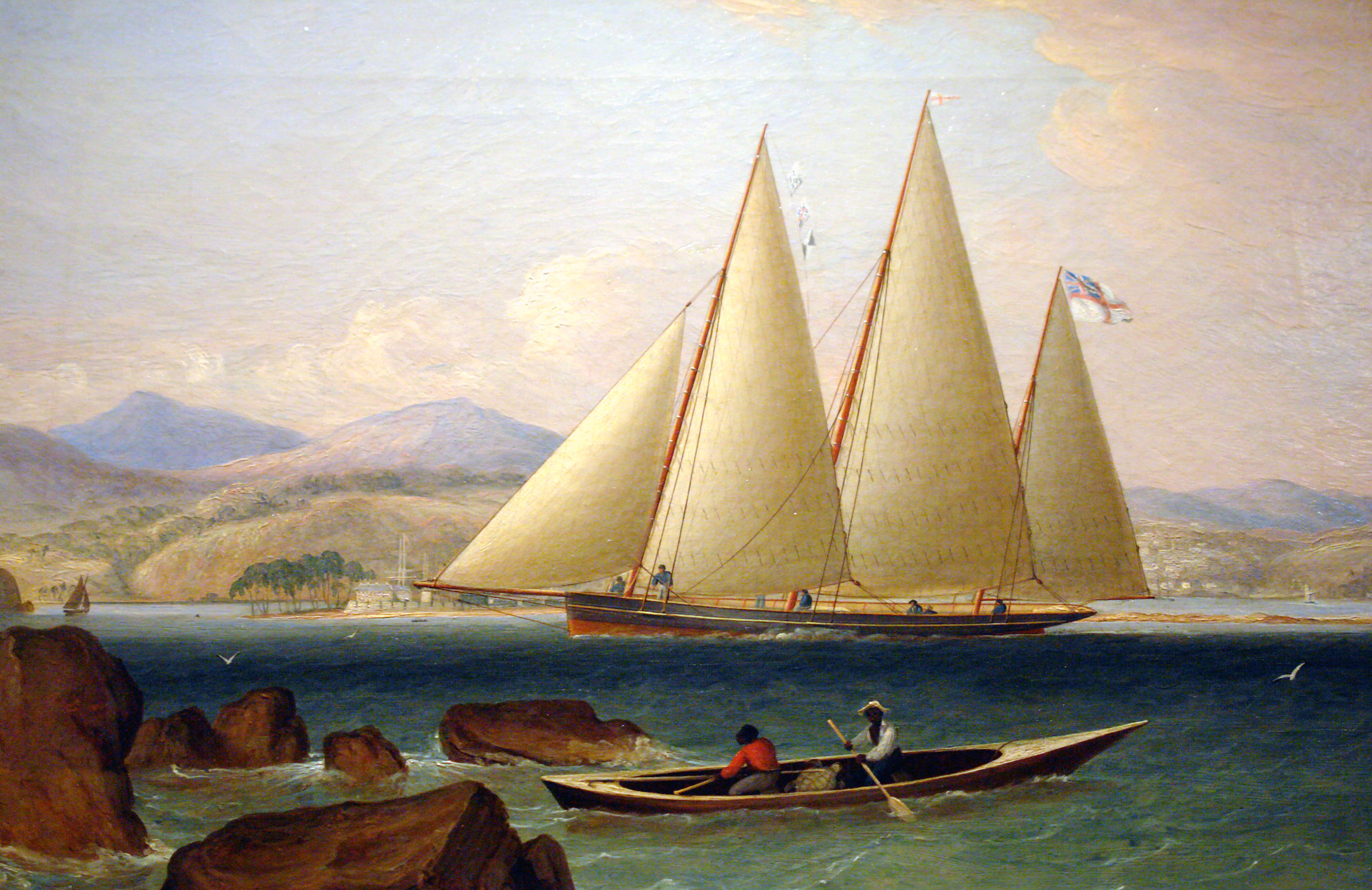
Un sloop de guerra británico de tres palos y velas bermudianes (circa 1831). La vela mayor y la vela del trinquete son muy semejantes a la vela de un Patín a vela actual.

- 1807. El North River Steamboat de Robert Fulton.[170]
- 1810. Cadenas de hierro para las anclas usadas por primera vez en la Royal Navy británica.[171]
- 1814. Coracles de la tribu de los mandans descritos por el capitán Clark, en el Expedición de Lewis y Clark.[172]
- 1816. El barco de vapor Élise (también aparejado de goleta) atravesó el canal de la Mancha propulsado por vapor.[173]
- 1817. Según un tratado secreto ( Tratado de Madrid (1817) ), España compró a Rusia cuatro navíos de línea de 74 cañones y ocho fragatas de 40 cañones. Los buques entregados eran casi inservibles y tuvieron que ser desguazados al poco tiempo.
- 1819. SS Savannah.[174]
- 1827. Josef Ressel patentó una hélice propulsora para barcos.[175]
- 1831. Isaac Taylor. The Ship. Libro que describe varios tipos de barcos a lo largo de la historia.[176]
- 1831. "Sloop of war" británico de tres palos con velas bermudianes.
- 1832. Botadura del falucho Plutón. Construido a Arenys de Mar, fue uno de los mejores de su tiempo. Era una barca de media de 70 toneladas, muy veloz.[177][178]
- 1832. Patentado el metal Muntz por George Fredrick Muntz. Empleado para forrar la obra viva de los buques de barcos. Era un 30% más económico que el cobre.[179]
- 1840. Bot de Halkett
- 1843. SS Great Britain
- 1844. Primer rayo de salvamento hinchable.[180]
- 1849. Matthew Fontaine Maury publicó una obra que indicaba los vientos y corrientes más probables a lo largo del año en los océanos. Los capitanes de los veleros pudieran escoger las rutas potencialmente más rápidas que en algunos casos diferían de las tradicionales.[181]
- 1850. Primero remolcador de vapor del puerto de Barcelona.[182]
- 1851. La goleta America ganó la Copa de las 100 guineas.
- 1854. Cojinetes de Lignum vitae (guayacan) para árboles de hélice.[183]
- 1855: El industrial catalán Casimir Domènech presenta al Exposición Universal de París cilindros y planchas de acero de grandes dimensiones con un temple muy elevado y de gran penetración, siguiendo un procedimiento no especificado. Piezas de características similares (en dureza, resistencia y tenacidad) serían muy adecuadas para algunos componentes de motores. Y también, probablemente para blindajes militares en vehículos y barcos.[184]
- Botadura la corbeta HMS Challenger (1858). Protagonista del Expedición Challenger.
- 1855-1858. Documentada la pesca del bacalao con el sistema de los dorios.[185]
  - El dori de Terranova (Banks dory) era un barquito muy sencilla y resistente que podía estibar formando una pila con varios doris encajados. Sólo había que desmontar los bancos.
  - En 1880 había 200 goletas estadounidenses pesados con doris. El film Captains Courageous ilustra bastante bien la pesca con doris.
- 1856. Joan Monjo i Pons. Curso metódico de arquitectura naval aplicada a la construcción de buques mercantes.[186]
- 1858. Botadura del vapor SS Great Eastern.[187]
- 1859. Ictíneo I.
- 1860. HMS Warrior (1860), fragata de 40 cañones (de vela y de vapor), uno de los primeros barcos británicos con blindaje.[188]
- 1860. Edición de un libro sobre fabricación de velas de Robert Kipping (traducido y mejorado por Riudavets y Tudurí).[189]
- 1864. Ictíneo II.[190]
- 1869. Inauguración del canal de Suez.[191]
- 1877. Botadura del Zoroaster, el primer petrolero "moderno".[192]
- 1891. Lancha motora con casco de aluminio en Suiza.[193]
- 1893. Primero yate de vela con casco de aluminio, el Vendenesse (eslora 17,4 m, 2mm de espesor).[194][195][196]
- 1894. Turbinia.[197]

#### 1900-1914

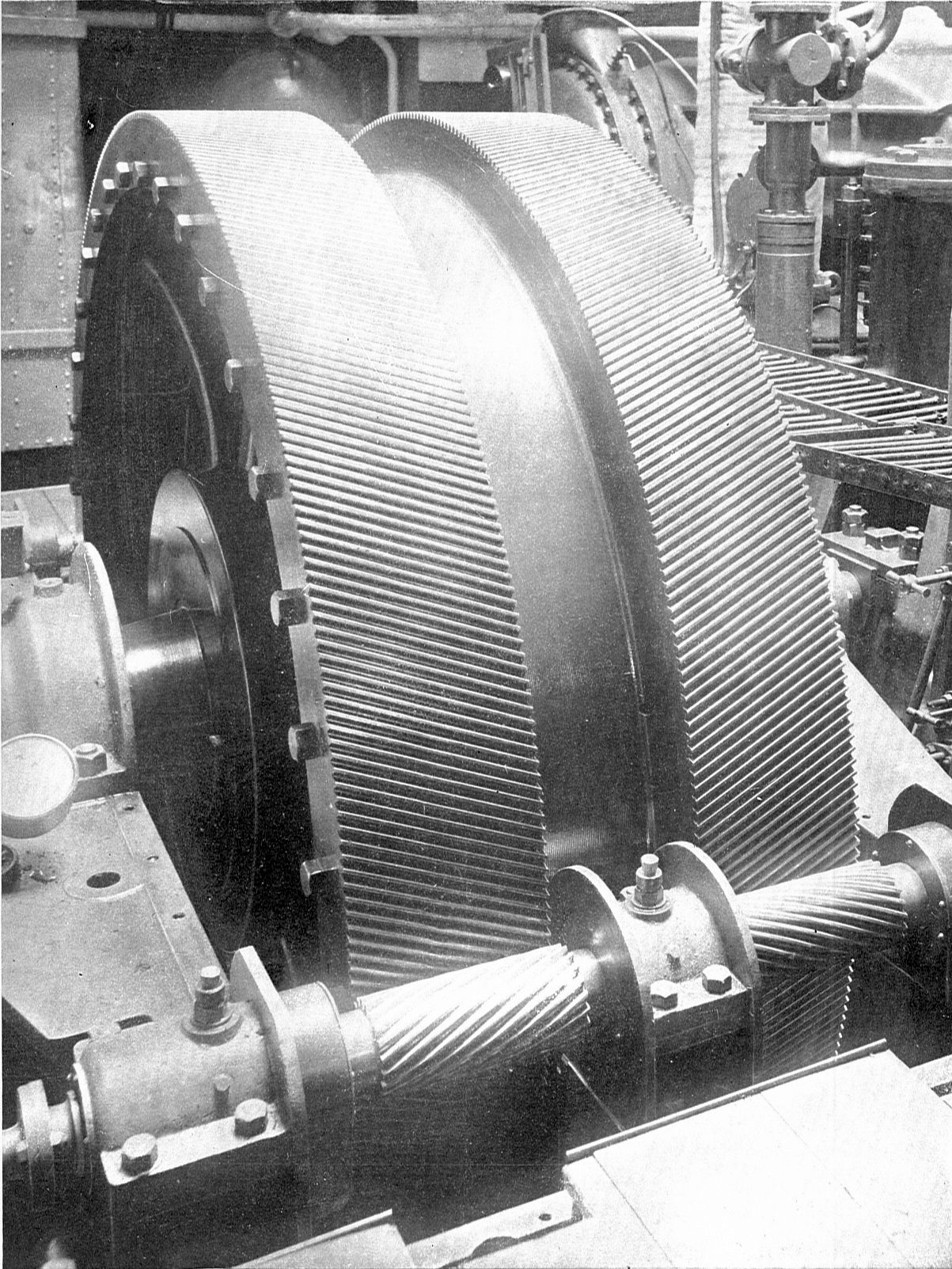
Reductor de la turbina de vapor Parsons del barco SS Vespasian (c 1906).

- 1902. Nathanael G. Herreshoff presenta una norma de diseño para clasificar los veleros de competición, llamándola Universal Rule for Yachts ( "Herreshoff Rule").
- 1902. Varado el barco Thomas W. Lawson, con casco de acero y aparato de goleta de siete árboles.
- 1903. El alemán Herman Anschütz-Kaempfe construyó un girocompás "operativo" y obtuvo una patente sobre su diseño.[198]
- 1903. Botado el petrolero de río Vandal. Con transmisión diésel-eléctrica.
- 1903. Atlantic (yate)
- 1905. Convertidor de par hidrodinámico, patentado por Hermann Föttinger. Se trataba de una solución compacta y ligera pero con un rendimiento mecánico limitado al 85%.[199]
- 1905. Batalla de Tsushima
  - Importancia de la telegrafía sin hilos. Superioridad del sistema japonés durante la batalla.
- 1906. HMS Dreadnought, primer acorazado mono-calibre. 
  - Propulsado por turbina de vapor. Presión de vapor 16 bar (235 psi).[200]
  - Transmisión con reductor mecánico de engranajes helicoidales.
- 1909. Ole Evinrude creó el primer motor fuera borda popular.
- 1910. Enrico Forlanini inventa el precursor de un hidròpter, que llama idroplano, logrando hacerlo volar encima de la superficie del agua. Se trata de una embarcación de unos diez metros de eslora con alas sumergidas. Un motor de unos 100 CV permite que despegan y navegue a más de 70 km / h en aguas tranquilas.
- 1910. Francis Sweisguth diseñó el velero con quilla de bulbo Star.

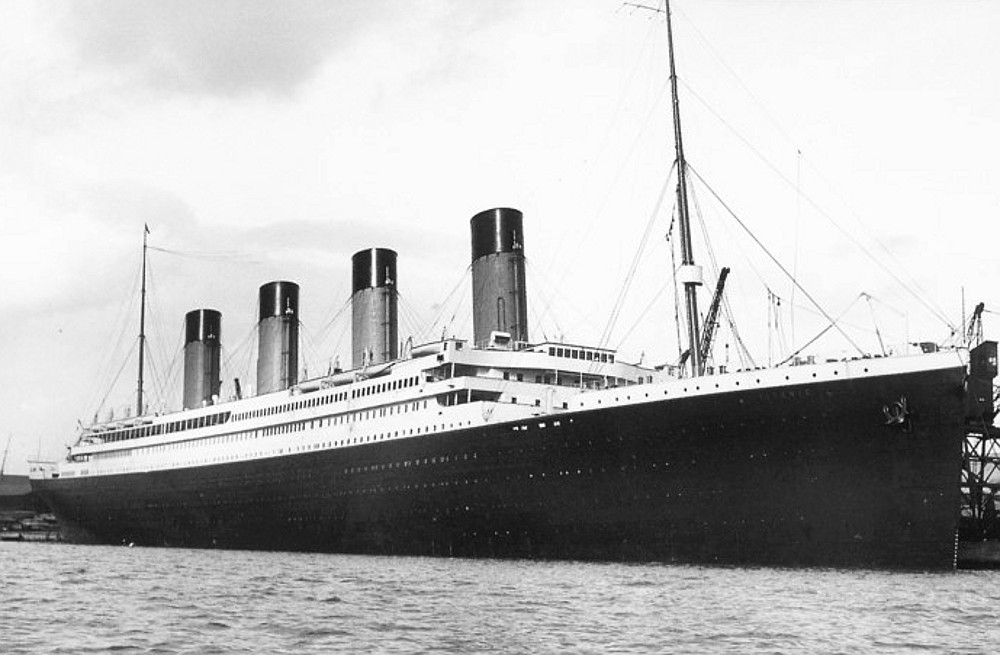
RMS Titanic (1912)
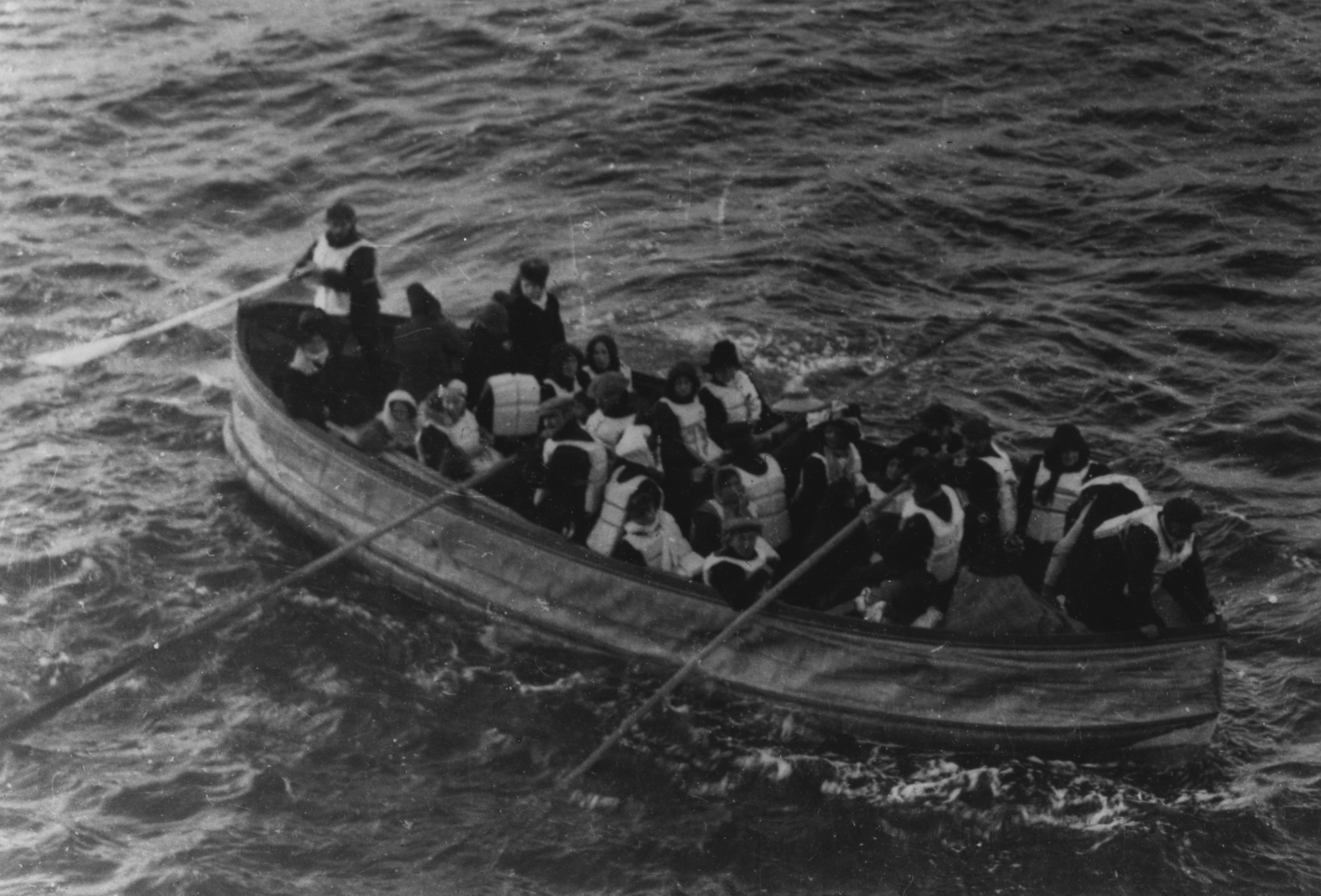
Bote salvavidas de lona plegable del RMS Titanic
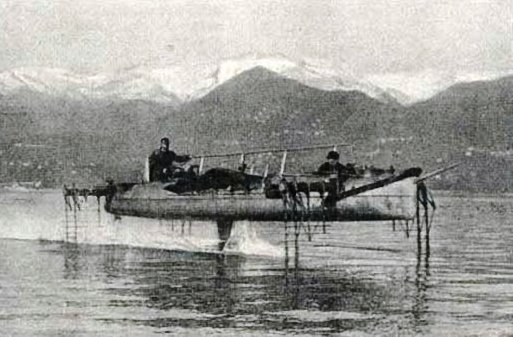
Idroplano de Enrico Forlanini el lago Maggiore (1910)
Croquis de un Star con el aparato original (antes de 1922)

- 1912. RMS Titanic. Su famoso hundimiento causado por colisionar con un iceberg podría haber sido relacionado con una mala calidad del material de los remaches. Aunque un remachado más adecuado podría haber retrasado o evitado la catástrofe.[201]
- 1912. Crucero de batalla.
- 1912. Reginald Fessenden inventó un oscilador para detectar témpanos de hielo, motivado por la tragedia del Titanic.[202]
- 1914. Inaugurado el Canal de Panamá.[203]

## Primera Guerra Mundial-Segunda Guerra Mundial, (1914-1939)

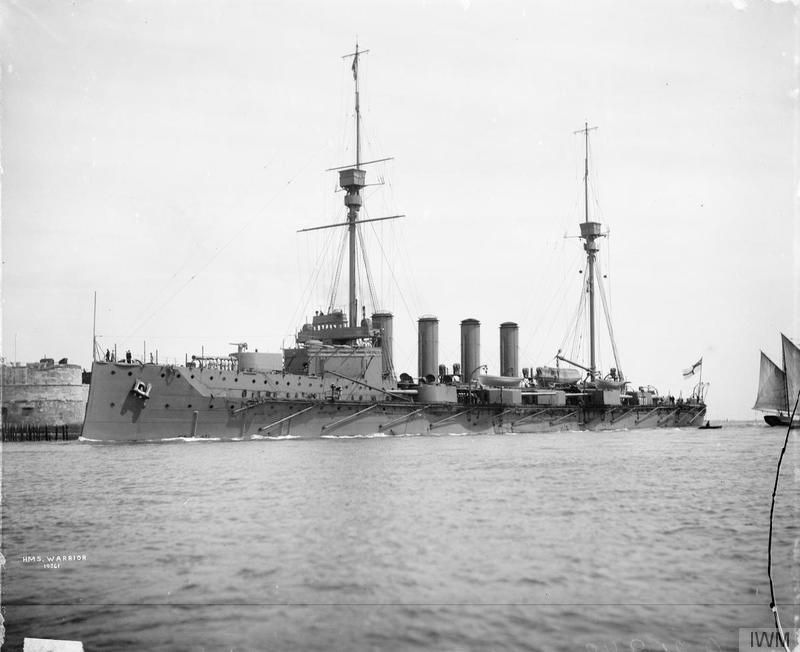
Crucero HMS Warrior (1905).

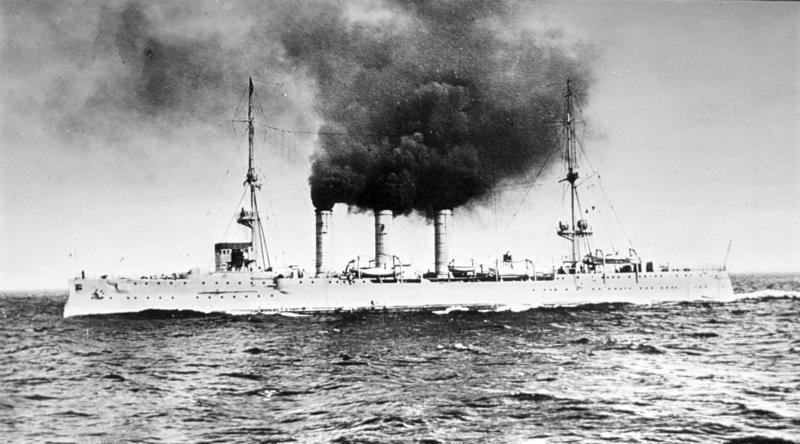
SMS Emden, crucero ligero alemán (1910).

- Teatro de operaciones del Atlántico (1914-1918)
- 1914. Batalla naval de Penang.
- 1915. Hundimiento del RMS Lusitania, barco de pasajeros británico torpedeado por el submarino alemán SM U-20.[204]
- 1915-16. Batalla del lago Tanganica. 
  - Dos lanchas motoras de 12 metros de eslora (HMS Mimi and HMS Toutou) capturaron la lancha alemana Kingani (reconvertida en la HMS Fifi) y derrotaron fuerzas alemanas superiores.
- 1916. Batalla de Jutlandia.[205]
- 1918. Ataque a Pula. Acción naval realizada por dos oficiales de la armada italiana contra la flota austrohongaresa anclada en el puerto de Pula empleando una especie de mini-submarino.
- 1918. La burla de Bakar fue una incursión en la bahía de Bakar llevada a cabo por tres lanchas torpedineres MAS del ejército italiano (Regia Marina) la noche del 10 al 11 de febrero de 1918, durante la Primera Guerra Mundial.[206]

### Posguerra.

Snipe, monotipo de vela ligera.

- 1921. Botado en portaaviones Hōshō, el primero en entrar en servicio del mundo.
- 1924. Una compañía anterior, fabricante de lanchas motoras de madera de prestigio, cambia su nombre a Chris-Craft.
- 1931. Secondo Campini haga pruebas en Venecia de barcas propulsadas por un chorro de agua a reacción.
- 1931. Primeros motores fuera borda British Seagull (Marston Seagull modelo OA1)
- 1931. William Crosby diseñó el monotipo de vela ligera Snipe.
- 1934: botados los acorazados Deutchsland, Admiral Graf Spee y Admiral Scheer cada uno con 8 motores diésel de dos tiempos y doble acción y una potencia total de 52.050 CV.[207]
- 1937. Por última vez la Copa América de vela se disputó con veleros de la Clase J. El yate estadounidense Ranger ganó el inglés Endeavour II (por 4-0).
- 1938. Probada la lancha de desembarco de Higgins.[208]
  - Esta lancha, designada por las siglas LCVP (landing craft, vehículo, personnel), estaba construida de contrachapado y permitía navegar en fondos relativamente bajos. Con pocas variaciones fue empleada en muchos desembarques de la Segunda Guerra Mundial.
- 1938. El canadiense Frederick G. Creed presentó el concepto de SWATH (siglas de las palabras inglesas Small Waterplane Area Twin Hull; Buques gemelos de pequeña área frontal). 
  - El interés principal de este tipo de barcos es su manera de navegar. "Cortando" las ondas (en lugar de chocar con las ondas) los tripulante experimentan aceleraciones menores y pueden trabajar más horas cansándose menos.
- 1938. Sistema holandés de un dispositivo para submarinos llamado snuiver (respirador o oliscón), que era un snorkel. Inventado por el holandés Jan Jacob Wichers.

## Segunda Guerra Mundial

Croquis del blindaje de un barco de guerra. A = blindaje de banda.

### Batalla del Atlántico (1939-1945)
- 14 de octubre de 1939, el capitán Günther Prien, del submarino U-47 protagonizó un ataque a Scapa Flow hundiendo el acorazado HMS Royal Oak.[213][214]
- 27 de mayo de 1941. Hundimiento del acorazado Bismarck.
- 1941. Botado el mercante SS Patrick Henry, el primero de los llamados Liberty ships.[215][216]
  - Los Liberty iban propulsados por un motor de vapor convencional de triple expansión. Las calderas quemaban petróleo.
- 1944. Varado el barco de transporte SS United Victory, primero de la serie Victory. 
  - Con turbina de vapor.

### guerra del Pacífico
- 3 de mayo de 1942. Botadura del destructor USS Fletcher (DD-445), el primero de la clase Fletcher.
- 3-6 de mayo de 1942. Batalla del mar del Coral.
- 4 de junio del 1942. Batalla de Midway.
- 1943. Iniciada la construcción del primer submarino japonés de la clase I-400. Llevaba un avión armado con un torpedo.
- 2 de agosto de 1943. Atacada la lancha PT 109, comandada por John Fitzgerald Kennedy.
- 7 de abril de 1945. Hundimiento del acorazado Yamato.

## Periodo 1946-2000
* 1947. dragaminas  HMS Felicity  reconvertido en el primer barco de pesca de arrastre por la popa (equipado con rampa) y frigorífico.
- 1949. Rickard Sarby diseñó el velero Finn.
- 1950. Transmisión en Z (Z-drive transmisión) inventada por Joseph Becker.[218]
- 1951. botadura del transatlántico Andrea Doria.
  - El 25 de julio de 1956, cuando el  Andrea Doria  se aproximaba a la costa de Nantucket, Massachusetts, el barco sueco  MS Stockholm  lo abordó por la banda. Ambos barcos habían efectuado maniobras previas para alejarse pero, según se demostró, estas maniobras no eran las más adecuadas.
  - Por causa del accidente, en 1960 se modificaron las normas del  Reglamento Internacional para prevenir colisiones en el mar . Estas normas, iniciadas en 1840 habían sido modificadas varias veces.
  - El reglamento actual (International Regulations for Preventing Colisiones at Sea 1972, COLREG en siglas) fecha de 1974, con algunas adendas determinadas por la aparición de barcos especiales (aerodeslizadores y otros).
- 1953. Alain Bombard combina en un bote neumático una plataforma rígida desmontable y practicable (pisable), un espejo de popa rígido y un motor fuera borda. Su amigo Cousteau en fue un usuario entusiasta y ayudó a popularizar el invento.
- 1953. Primera ruta comercial con hidròpter entre Locarno (Suiza) y Stresa (Italia) en el lago Maggiore.
  - La nave era del modelo "PT10" (Freccia de Oro), construido por la empresa suiza Supramar Ag.
- 1954. botadura del submarino USS Nautilus (SSN-571). El primer submarino con propulsión nuclear.[219]
- 1954. Sistema de propulsión de barcos por reacción de un chorro de agua inventado en Nueva Zelanda por William Hamilton.[220]
- 1956. Motor fuera borda a reacción.[221]
- 1958. botadura de la nave  SS Leonardo da Vinci  (1960). Propulsada por turbinas de vapor.
- 1958. Construcción del modelo Boston Whaler 13. Se trataba de una barca muy estable e insumergible. El buque estaba hecho de dos partes de fibra de vidrio (la "cubierta-bañera" y la parte inferior) rellenas de espuma de poliuretano.
- 1959. El SP-350, llamado Denise fue el primer mini-submarino (  soucoupe plongeante ) del barco de Jacques Cousteau (Calypso).[222]
- 1959. botadura del  NS Savannah , primer buque mercante con propulsión nuclear.[223]
- 1960. Batiscafo Trieste.
- 1960. botadura del portaviones USS Enterprise (CVN-65). El primero con propulsión nuclear.[224]
- 1962. Lancha Riva Aquarama. Esta lancha motora (de la especie llamada "Runabout" en inglés) estaba inspirada en las prestigiosas Cris Craft. Con el buque de caoba barnizado y motores interiores de gran potencia. Muchas personas famosas en poseyeron una.[225]
  - Una tormenta rompió en añicos la Riva Aquarama de Brigitte Bardot.
- 1962. botadura del transatlántico SS Michelangelo.
- 1963. Accidente y pérdida total del submarino nuclear USS Thresher (SSN-593), con 129 víctimas.[226]
- 1964. Botado el submarino  Aluminaut , el primero con buque de una aleación de aluminio.[227]
- 1964. Entrada en servicio del submarino  DSV Alvin . Las siglas DSV significan "deep submergence vehículo".
- 1965. botadura de la lancha  USS Asheville (PGM-84).  Propulsión mixta diésel y turbina de gas.
- 1968. El hovercraft SR.N4 inaugura el pasaje del Canal de la Mancha.[228]
- 1972. botadura del rompehielos ruso  Arktika , con propulsión nuclear.[229]
- 1972. El explorador y viajero Michel Peissel realiza la subida de varios ríos del Himalaya (el Kali Gandaki entre otros) utilizando un pequeño aerodeslizador desmontable (de dimensiones aproximadas de 2, 4x1,5 m).[230]
- 1972. Moto de agua Kawasaki "stand-up" Jet Ski.
- 1974. Hidròpter  Boeing 929  propulsado por turbina de gas.
- 1977. Botado el transportador  Finnjet , de 24.000 toneladas. Propulsado por turbinas de gas fue el más rápido del mundo, con una velocidad de crucero de 30,5 nudos. El sistema de reducción (doble, para dos turbinas) fue entregado por la firma alemana Lohmann & Stolterfoht.[231][232][233]
- 1987. La lancha offshore de Didier Pironi zozobra con la muerte de los tres tripulantes.
- 1987. Inicio de las pruebas con el ekranoplà Lun. Aunque los ekranoplans se desplazan volando a muy poca altura sobre el agua, el despegue y el aterrizaje se efectúan sobre el agua. A muy poca velocidad pueden navegar como un barco o, más bien, como un hidroavión.
- 24 de mayo de 1989. Derrame de petróleo del petrolero  Exxon Valdez . El buque era de forro simple.[234]
- 1990. Stefano Casiraghi murió en zozobrar su lancha offshore en una competición.[235]
- 1990. Botado el mega yate de vela Maltese Falcon.[236]
- 1991. Botado el velero Star Flyer, de 112 metros de eslora.
- 1998. Accidente en la barca turística de Bañolas.[237]
- 2000. Accidente del submarino ruso  Kursk (K-141) .[224]
- 2000. botadura del velero  SV Tenacious , emparejado de bricbarca. Un velero de 65 metros de eslora con el casco de madera encolada.[238]

## 

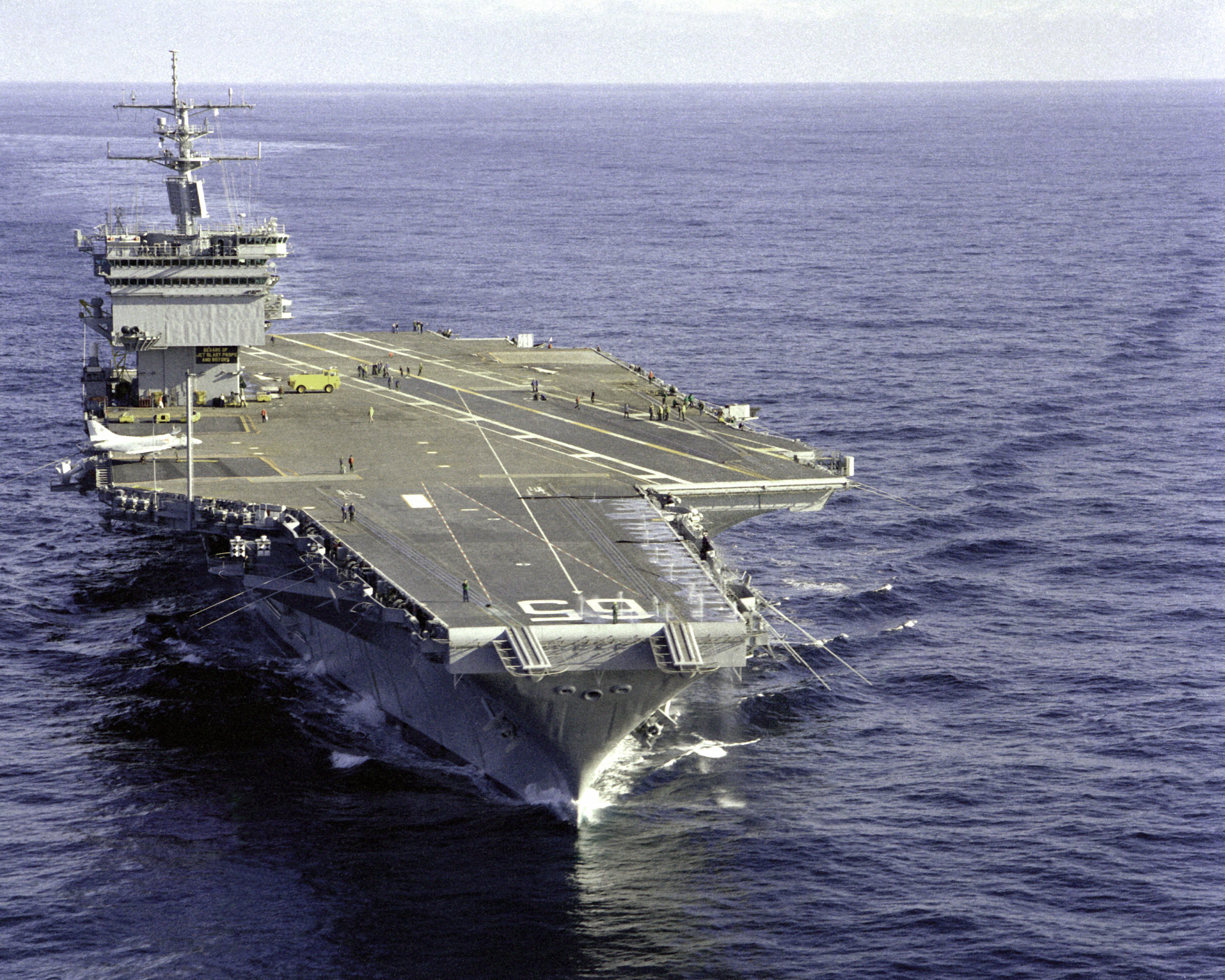
El USS Enterprise (CVN-65), portaaviones de los Estados Unidos. Con propulsión nuclear.

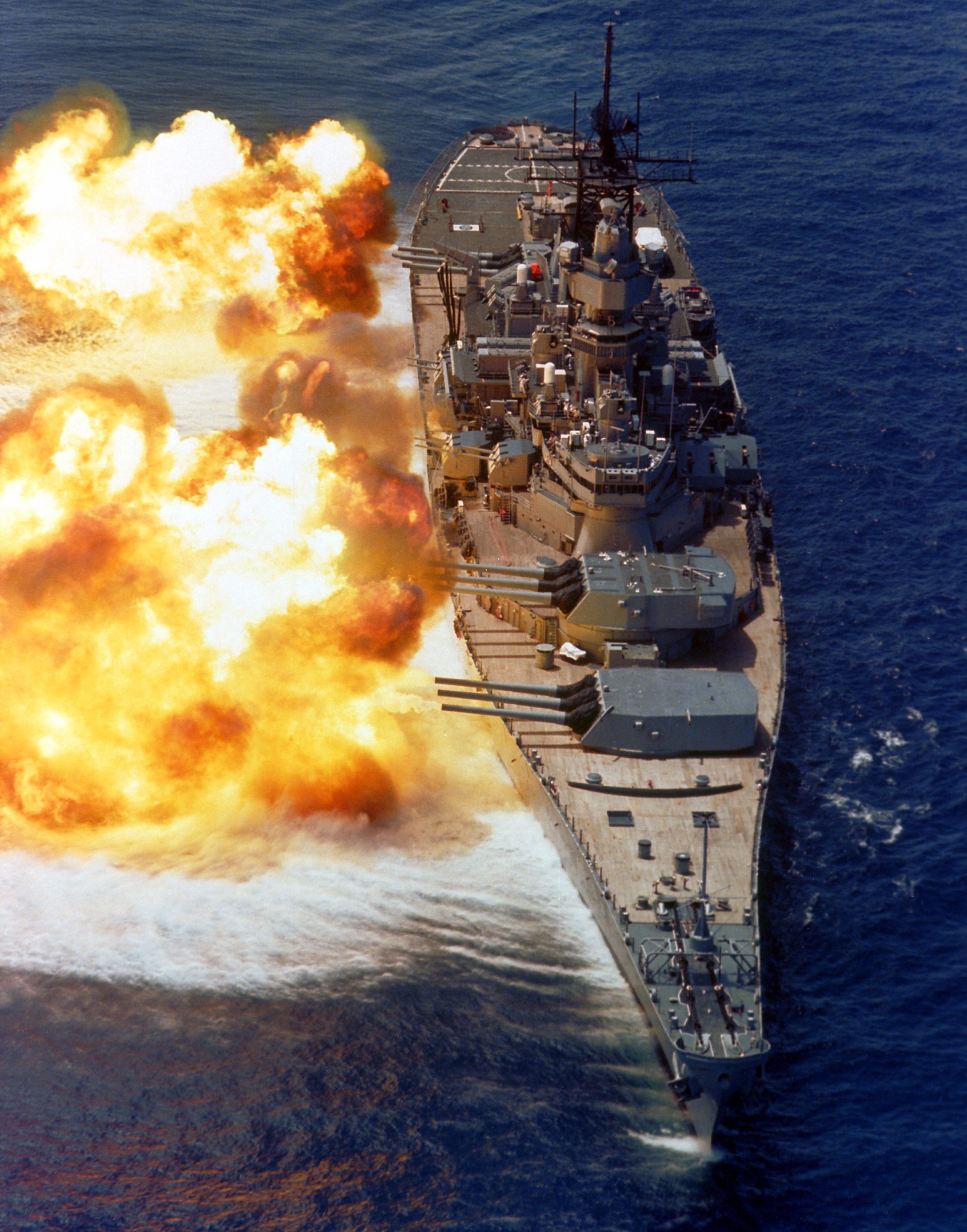
El acorazado USS Iowa, disparando la artillería principal, en 1984. Nuevo cañones de 16 pulgadas (16 "/ 50 caliber Mark 7 gun) con un alcance de 24 millas marinas

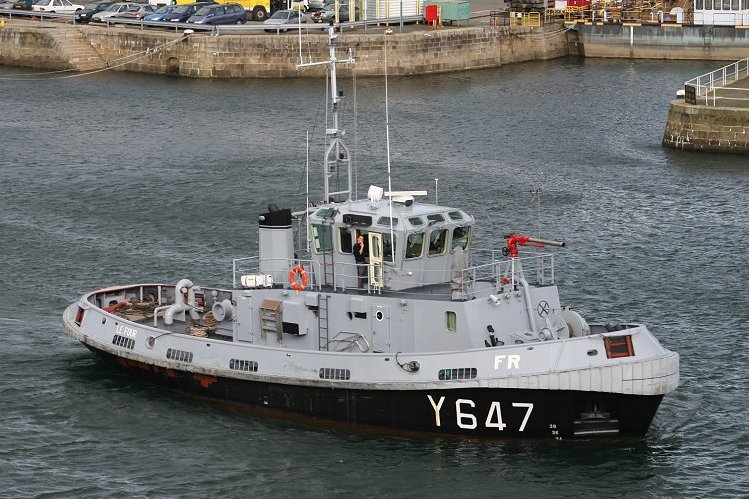
Remolcador Le Four, maniobrando en el muelle de Brest.

## SigloXXI
- 2002. Botadura del petrolero Hel·lespont Alhambra
- 2003. Botadura del RMS Queen Mary 2. Propulsión principal para turbinas de gas.
- 2004. Megayate Mirabella V.[239]
  - Árbol de 285 pies (86,86 m). El más alto del mundo.
- 2004. Botadura del Sapphire Princess. Propulsado por dos motores diésel de 20.000 kW y una turbina de gas de 25.000 kW. Transmisión eléctrica.[240]
- 2.006. Botadura del Emma Mærsk, un buque portacontenedores de gran capacidad.[241]

### Años 2000-2010
- 2012. Accidente del Costa Concordia.
- 2013. Ictineu 3.
- 2015. Fecha límite a partir de la cual todos los petroleros deben ser de doble casco (buque con doble forro).[242]
- 2015. Botadura del MS Harmony of the Seas.
- 2015. Botado en portacontenedores MSC Zoe.
- 2017. Copa América de vela. Disputada en catamaranes de vela rígida. 
  - En la mayor parte de las regatas el veleros se desplazaban "volando" sobre el agua, con una velocidad del orden de 40 nudos, superior a la del viento.

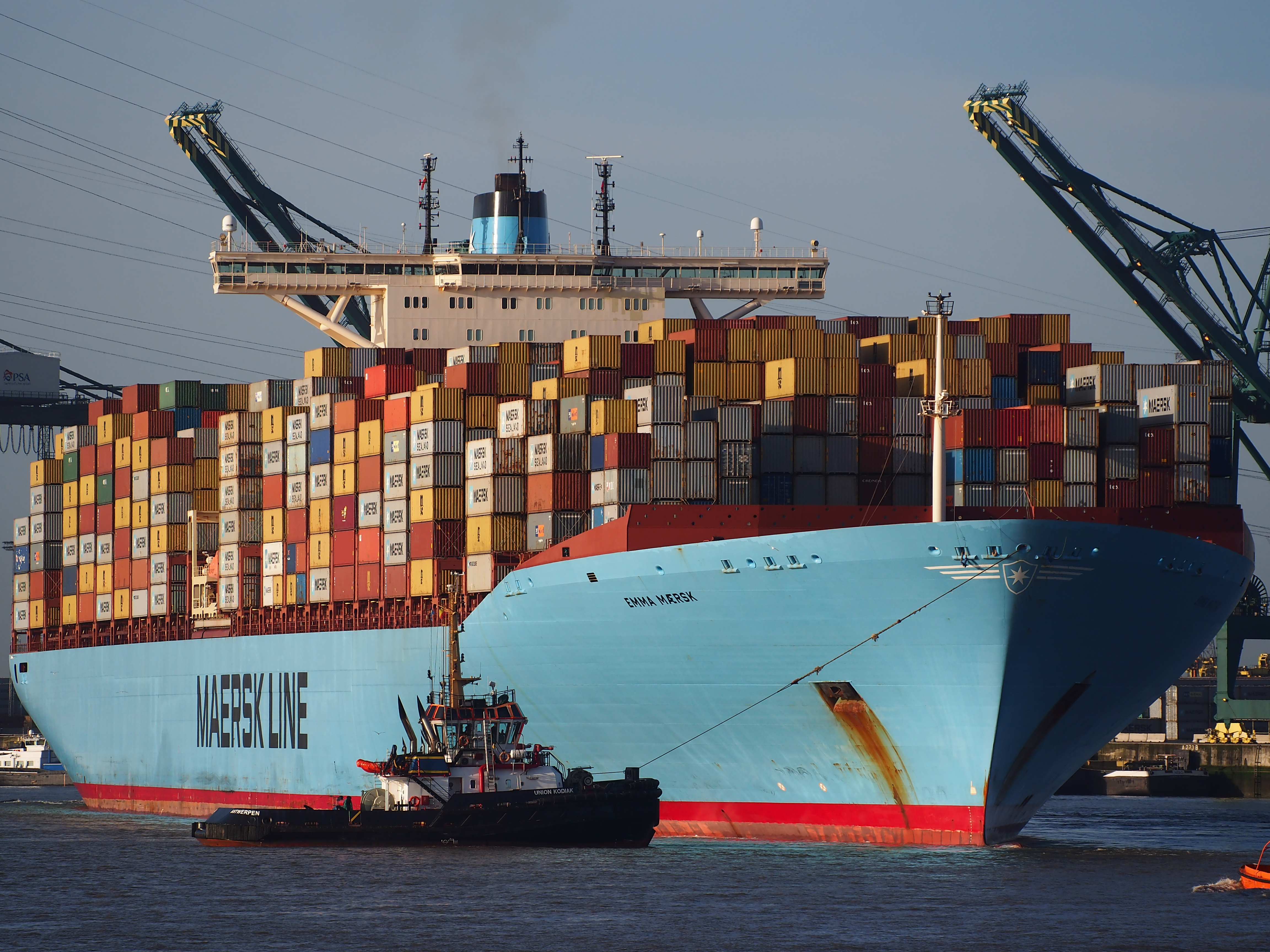
Emma Mærsk
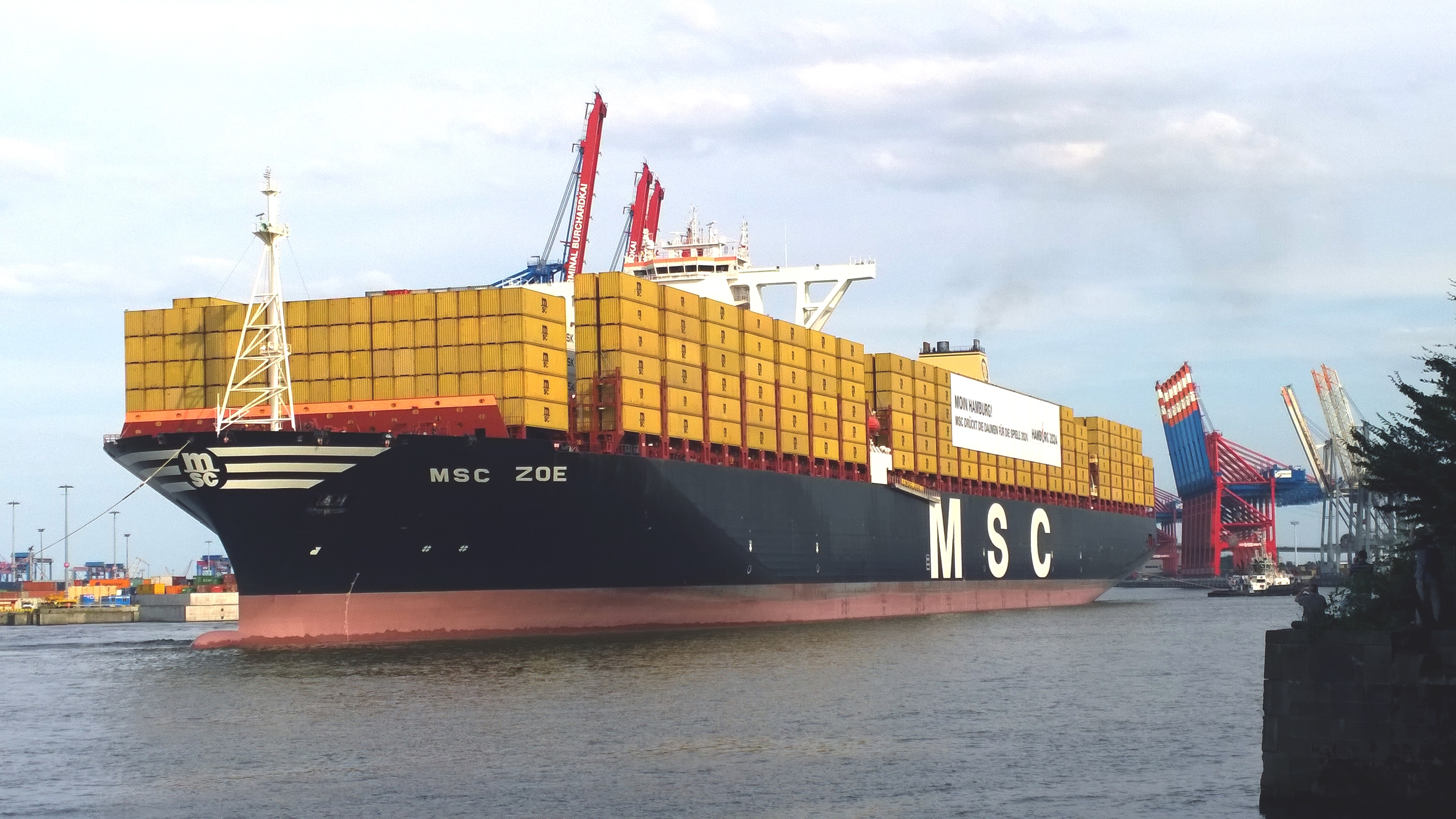
MSC Zoe
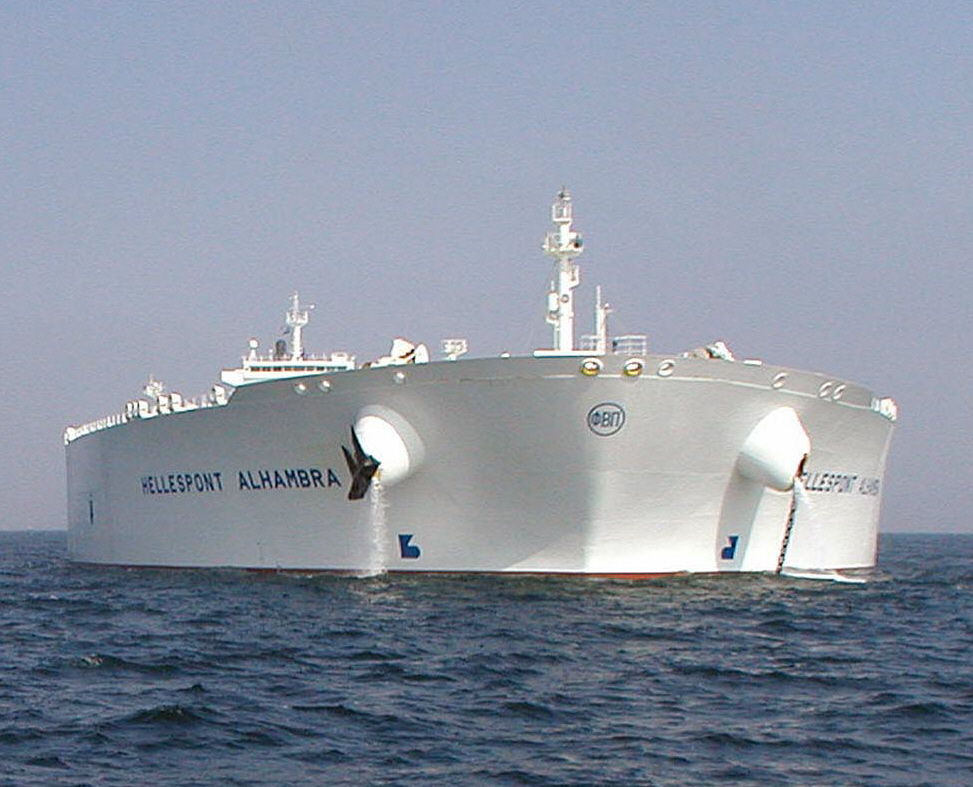
Hel·lespont Alhambra
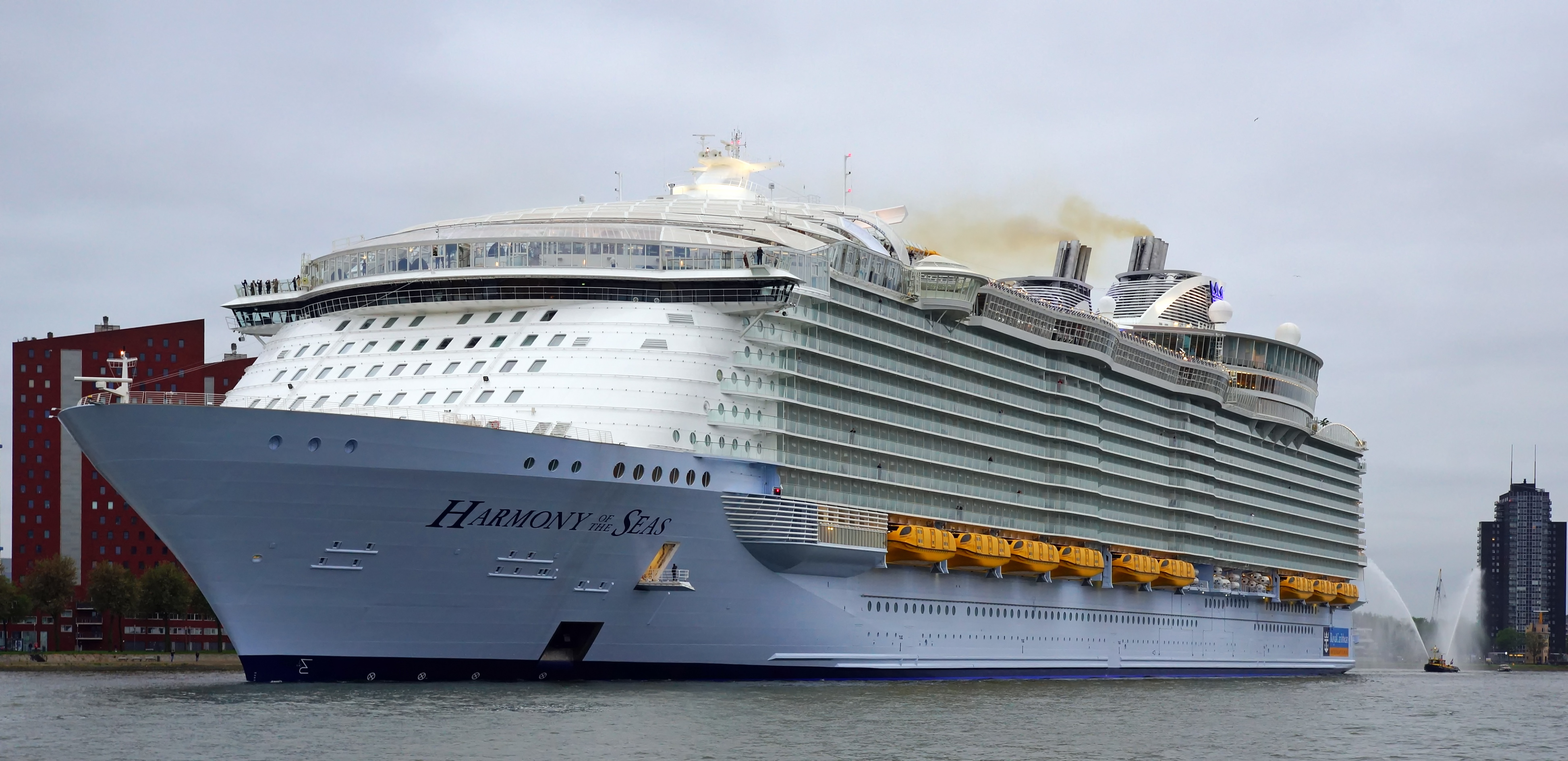
Harmony of the Seas (2016)

## Barcos de pesca

### Barcos de pesca tradicionales

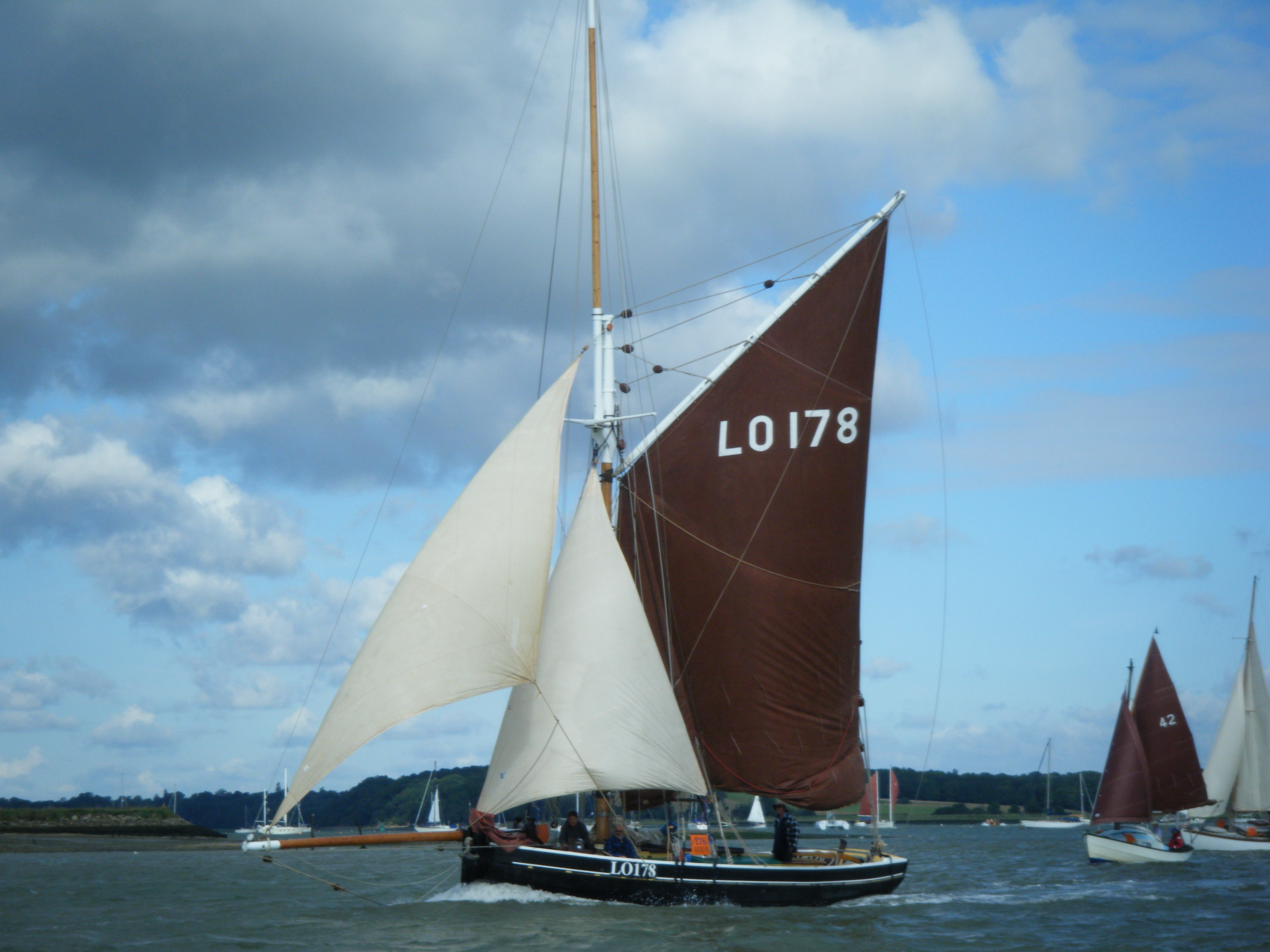
Bawley Bona (LO178). Construït per Aldou of Brightlingsea el 1903.
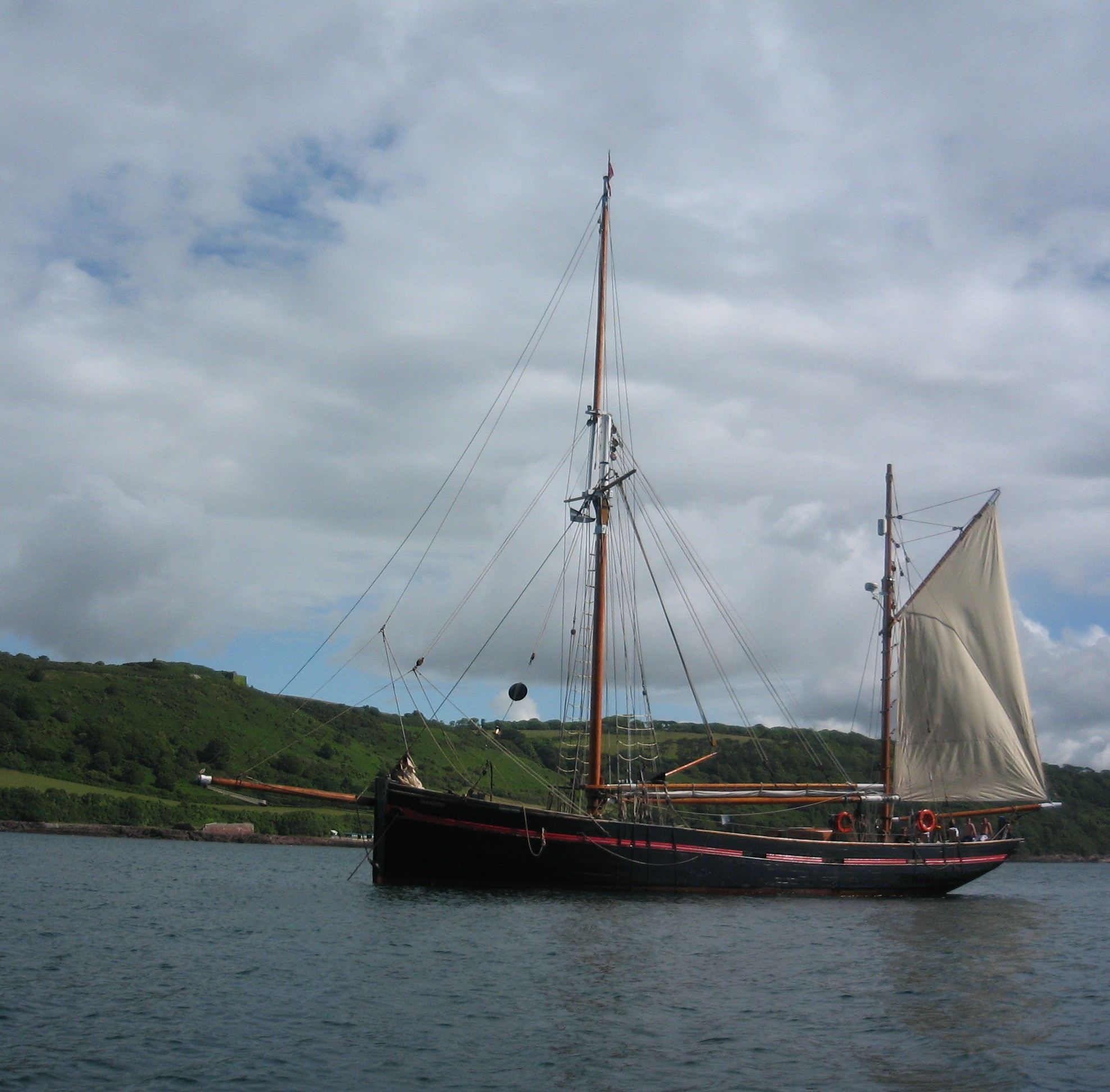
Brixham trawler Leader
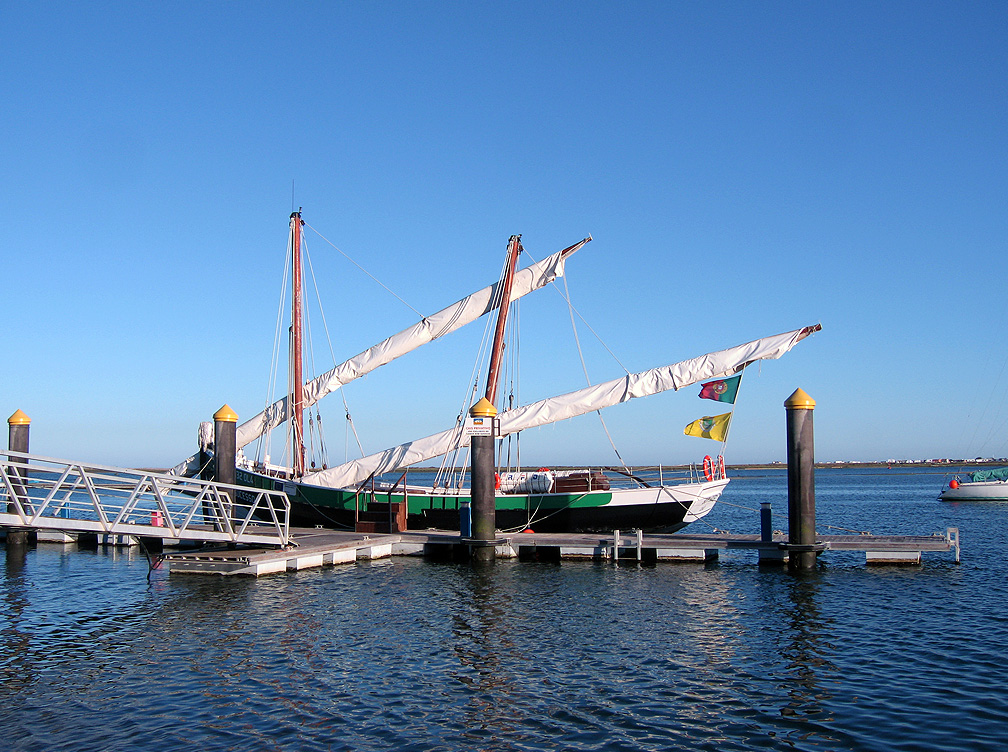
Caïque portuguès Bom Sucesso
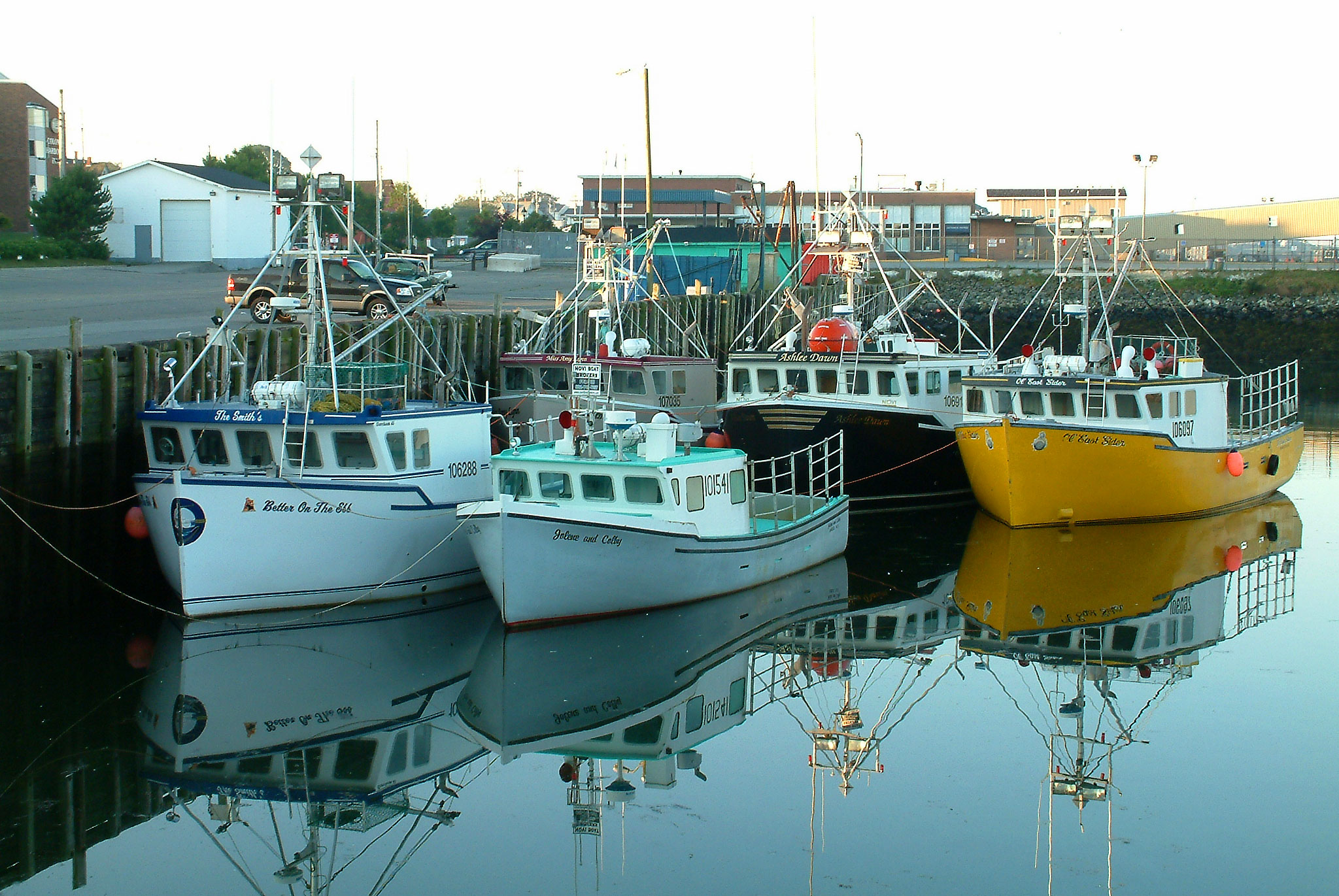

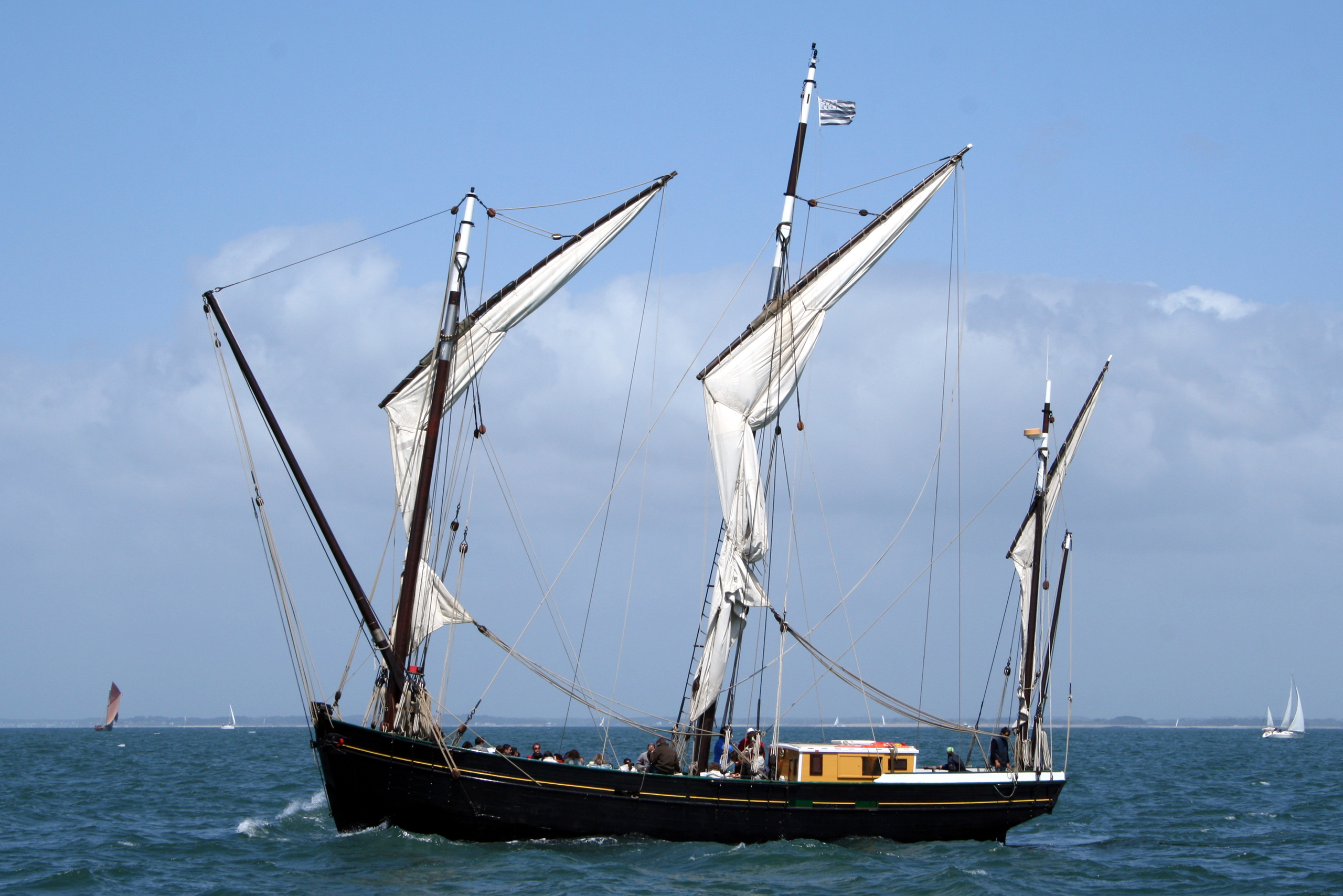
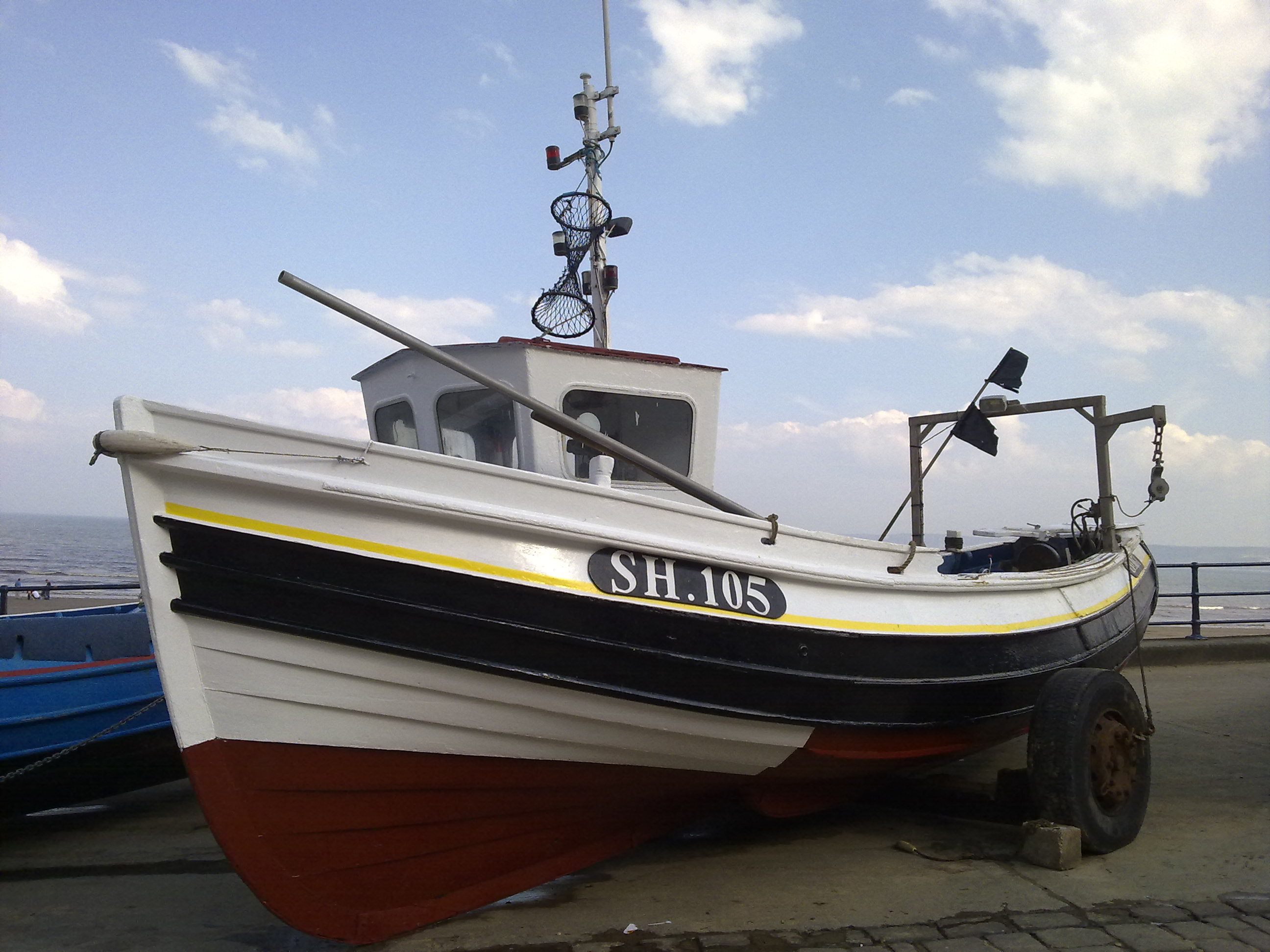
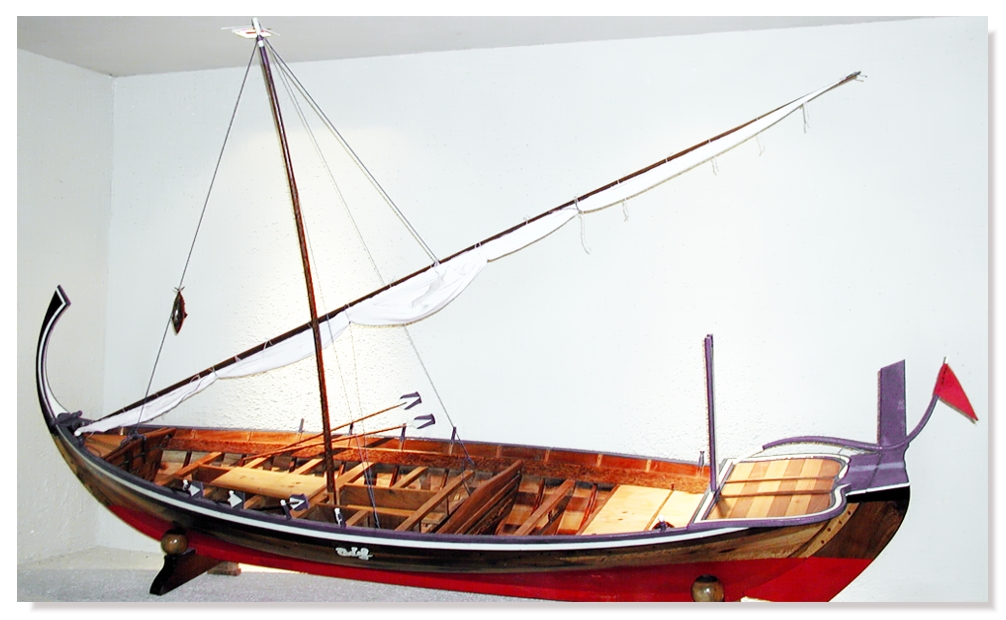
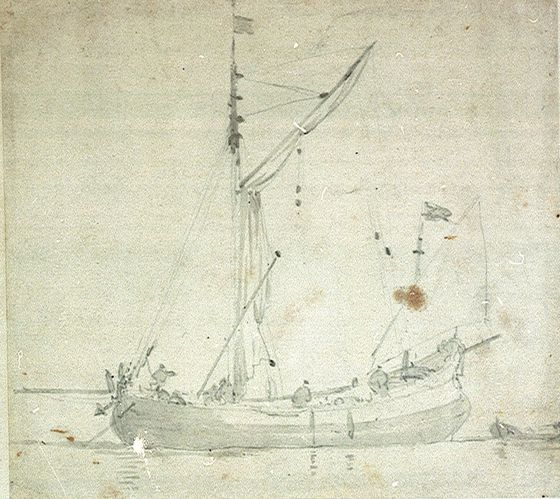

 Junto a pequeños barcos pesqueros dedicados a la pesca local, que zarpan y vuelven el mismo día (con pescado o marisco fresco), hay barcos-factoría que hacen campañas de pesca muy largas en varios océanos y se dedican a congelar las capturas. 

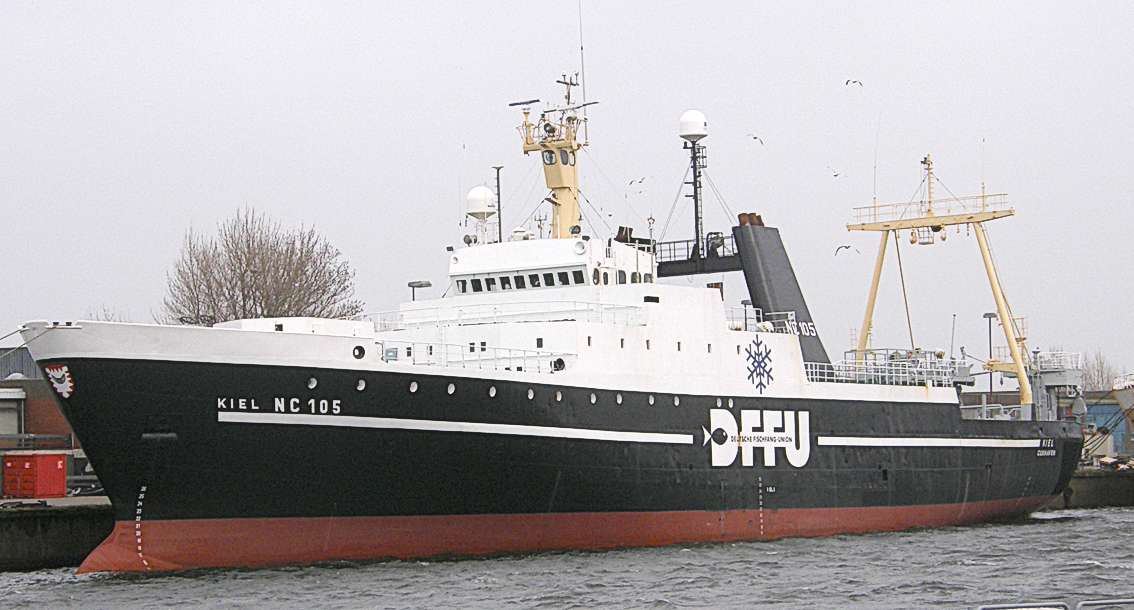
Buque factoría alemán Kiel, de 92 metros de eslora
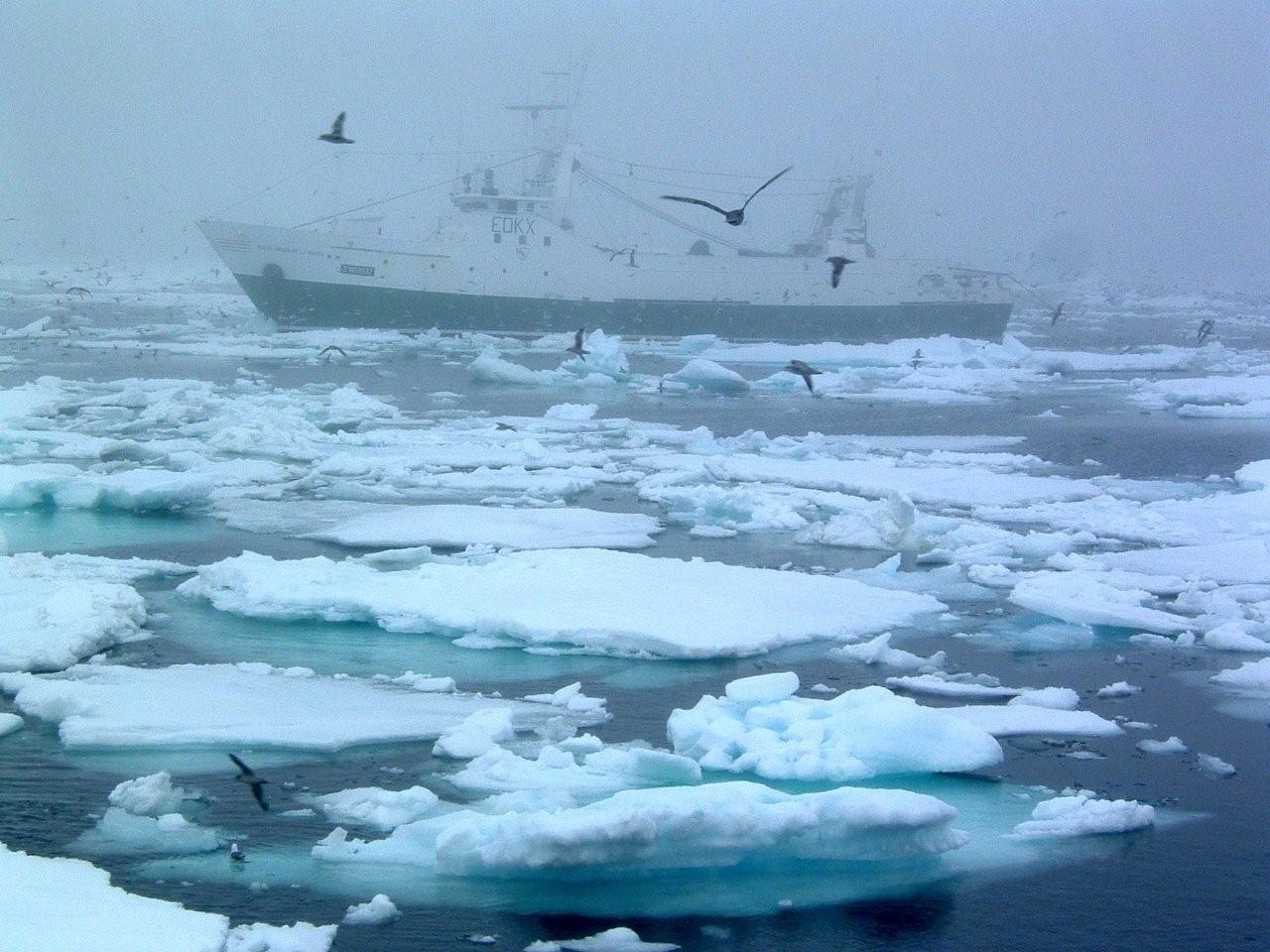
Nuevo Virgen De La Barca
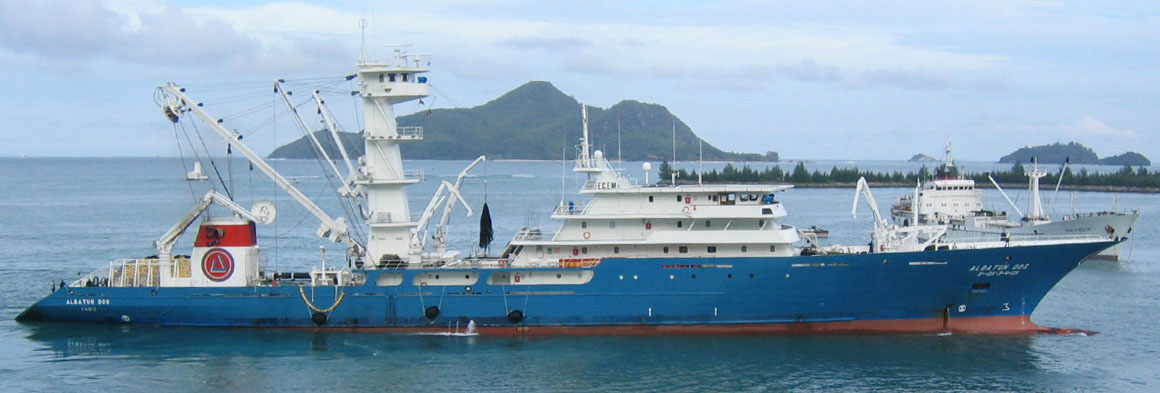
Albatun DOS
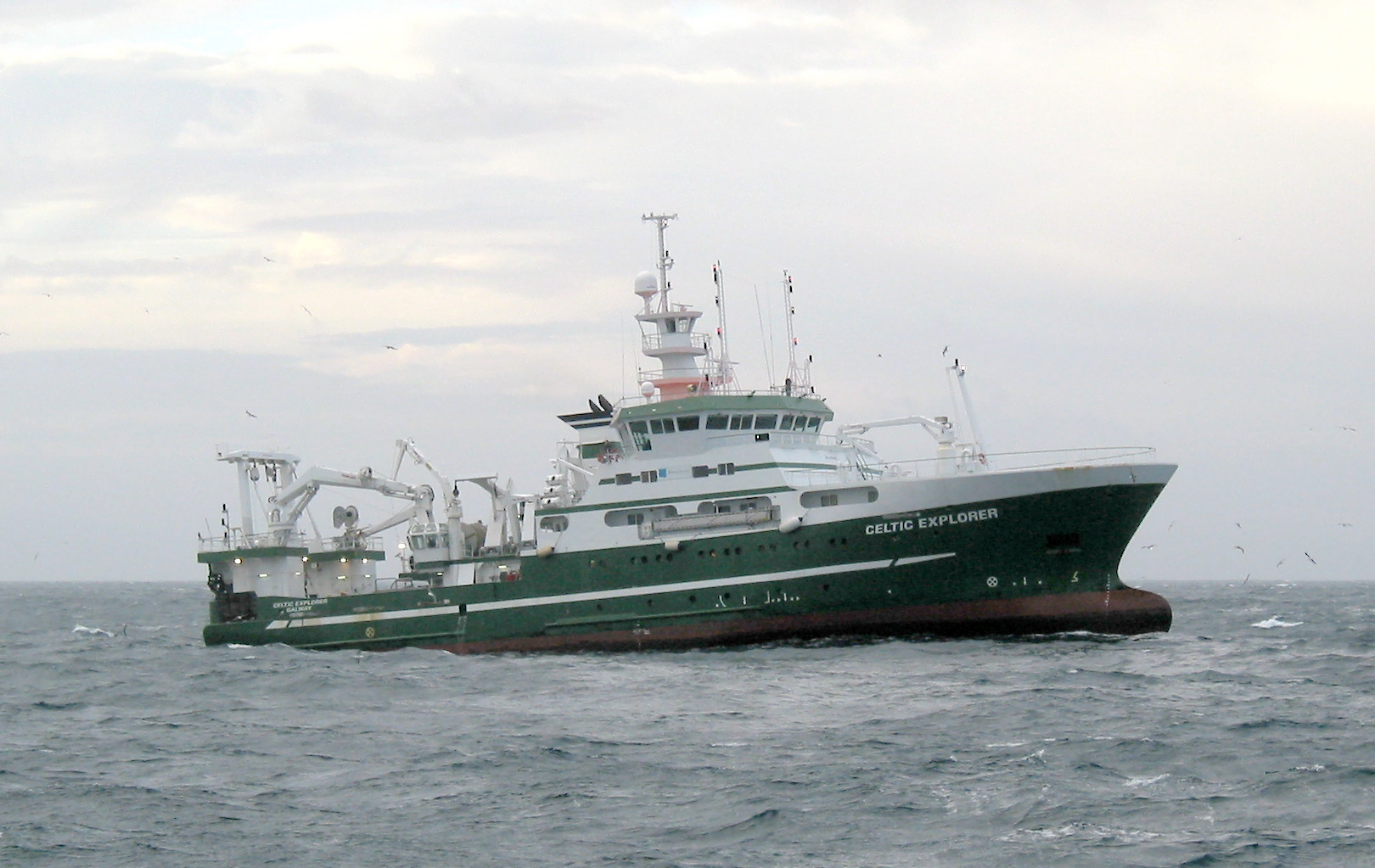
RV Celtic Explorer
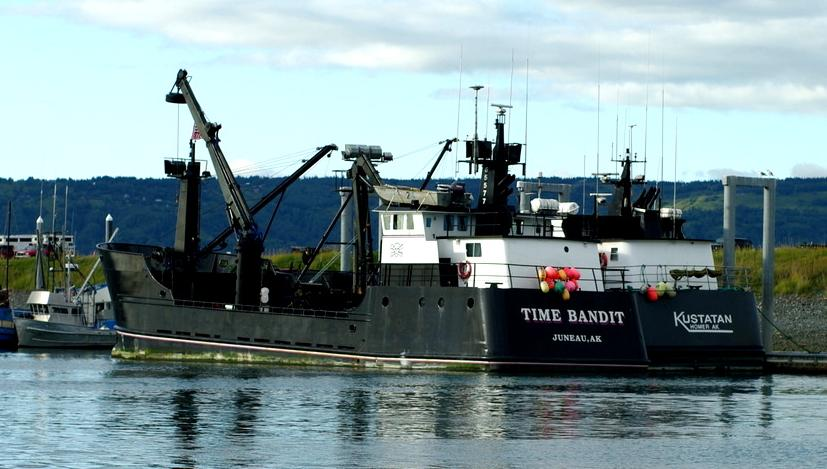
FV Time Bandit dedicado a la pesca del cangrejo en los peligrosos mares de Alaska.

## Navegación polinesia

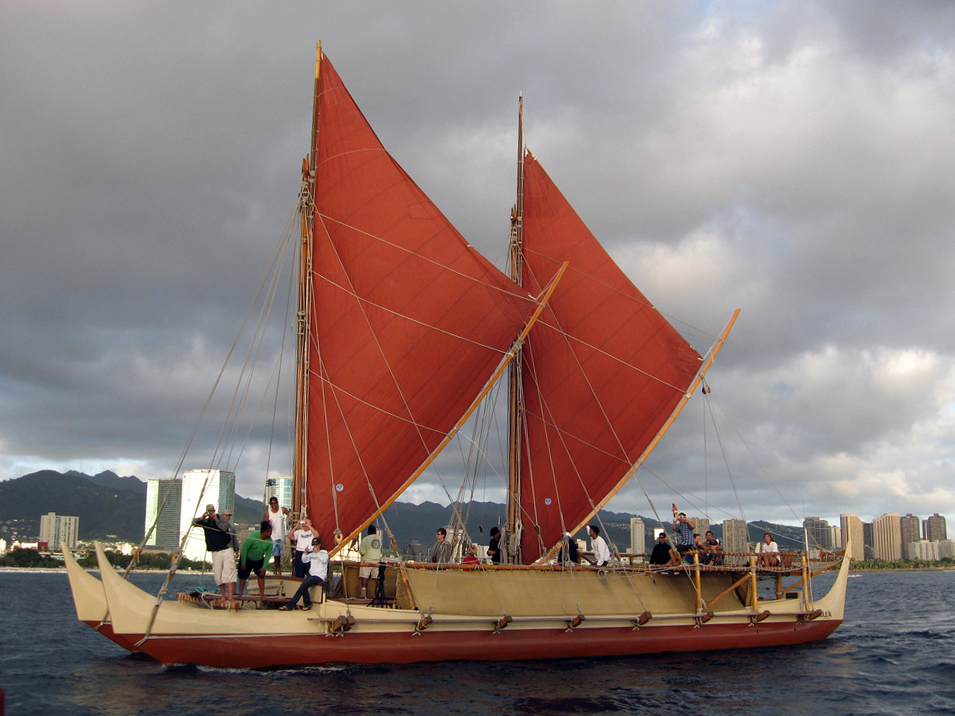
Reconstrucción moderna de una doble canoa polinesia de viaje.

## Navegación china
- 1.280. El escritor Chau Ju-kua da detalles sobre los grandes barcos mercantes chinos.[255]
- 1296. El primer uso de una brújula de navegación de 48 posiciones en el mar está mencionado en un libro titulado «Las aduanas de Camboya », escrito por Zhou Daguan, diplomático de la dinastía Yuan. Allí se describe su viaje en 1296 diciembre Wenzhou hasta Angkor Thom, donde un marinero tomó una dirección de la aguja de «ding wei», equivalente a 22/5 ° SO. Tras llegar a Baria, el marinero tomó un dato de la «Aguja (brújula) de Kun Shen", o 52.5 ° BAJO.[256]
- 1341. Según testimonio de Ibn Battuta había barcos chinos muy grandes. De unos 30 metros de eslora, podían transportar 600 marineros y 400 soldados.[257]
- 1405-1433. Viajes y exploraciones de Zheng He.

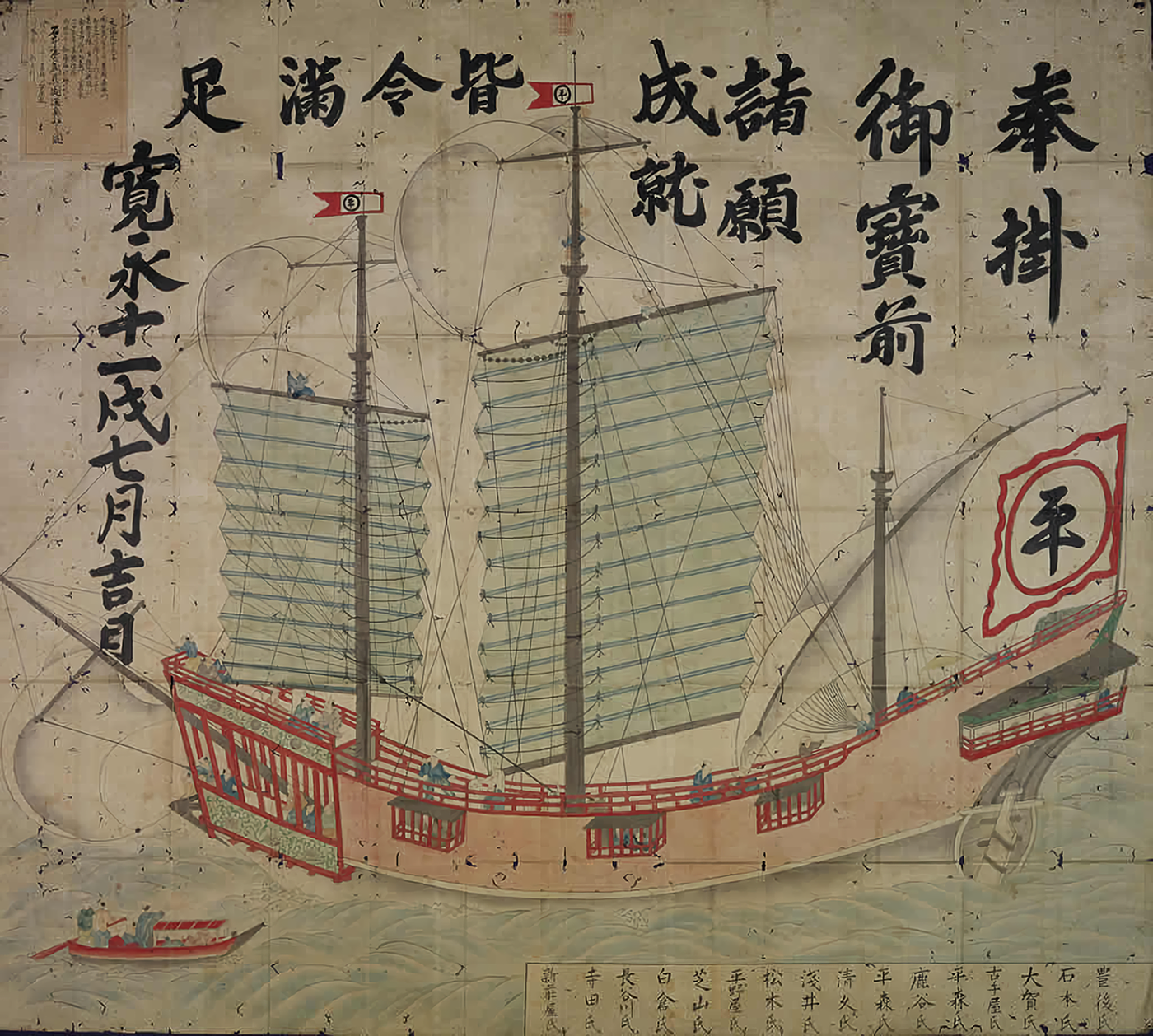
Un modelo de los diversos juncos mercantes de Japón de 1634
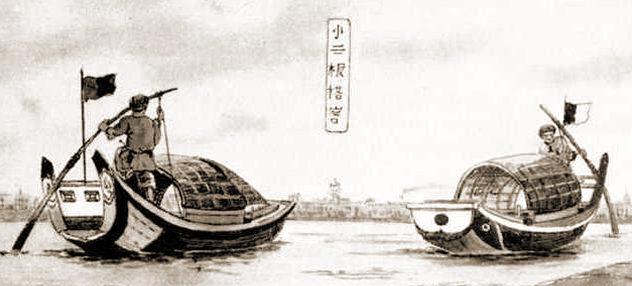
Dos sampanes cincha con el sistema yuloh (grabado).
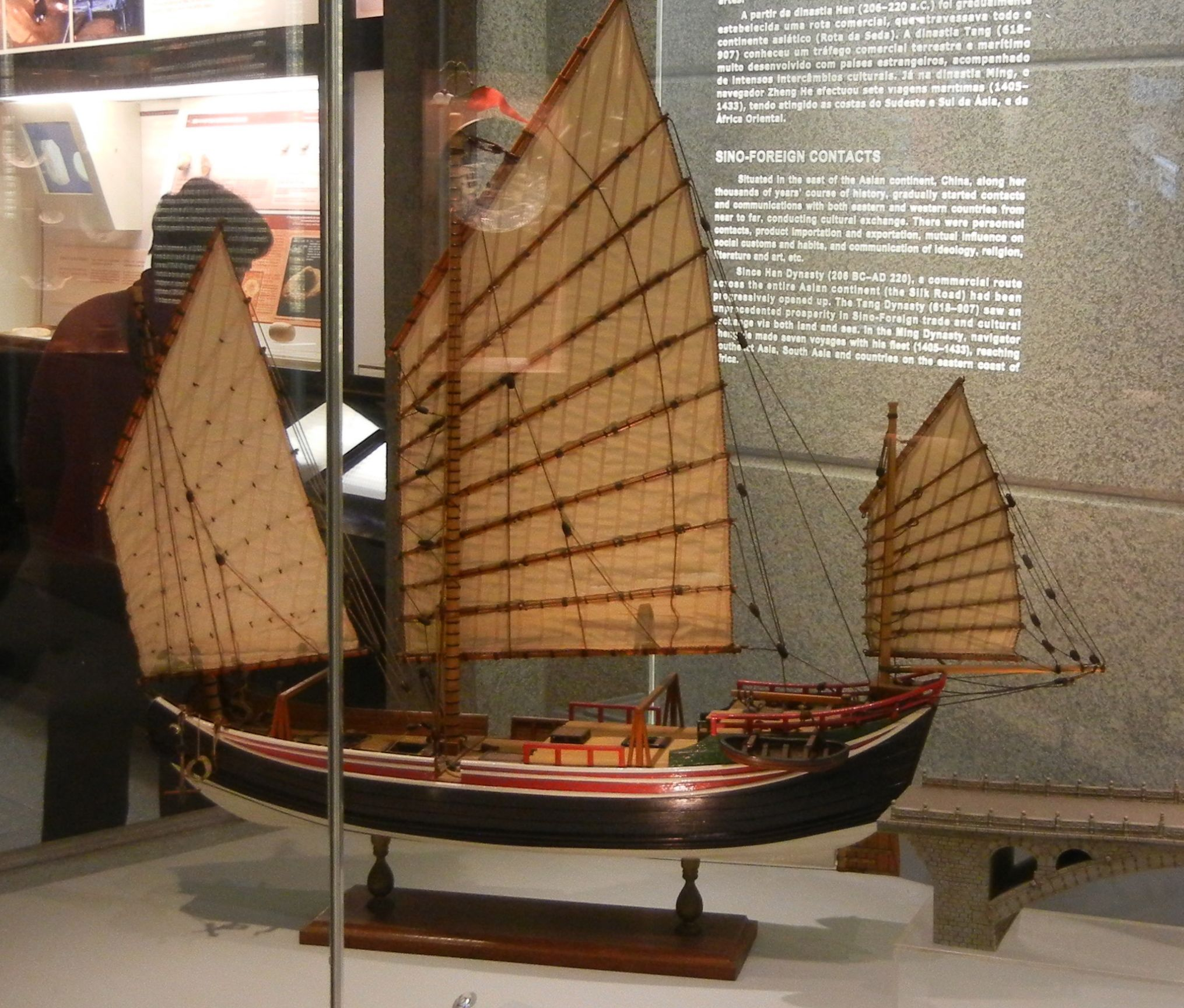
Modelo de una Lorxa. Una Lorxa es un barco formado por un buque de construcción occidental y un aparato de junco

## Navegación esquimal

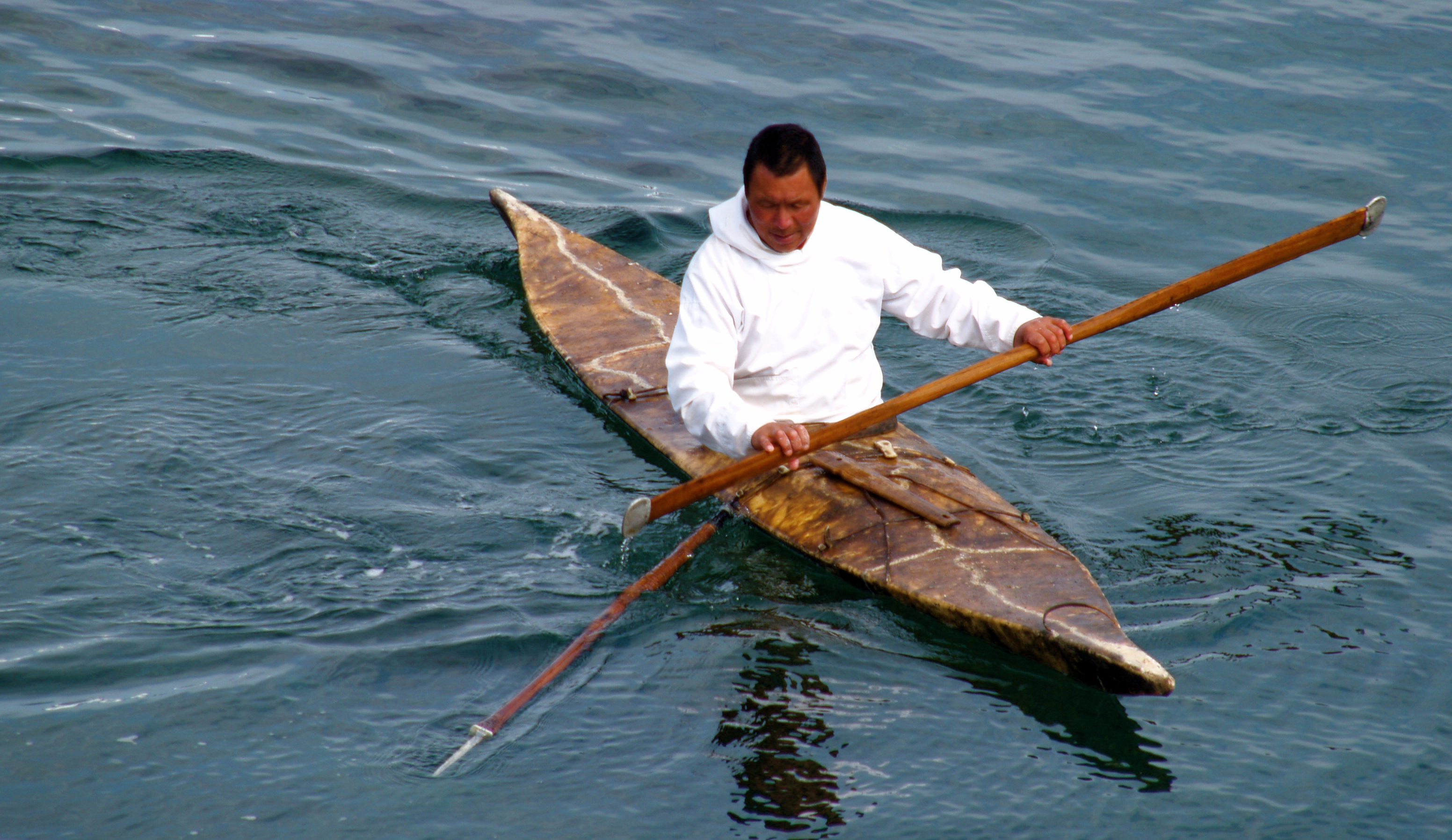
Un cazador de focas en su kayak tradicional.

### Métodos de propulsión

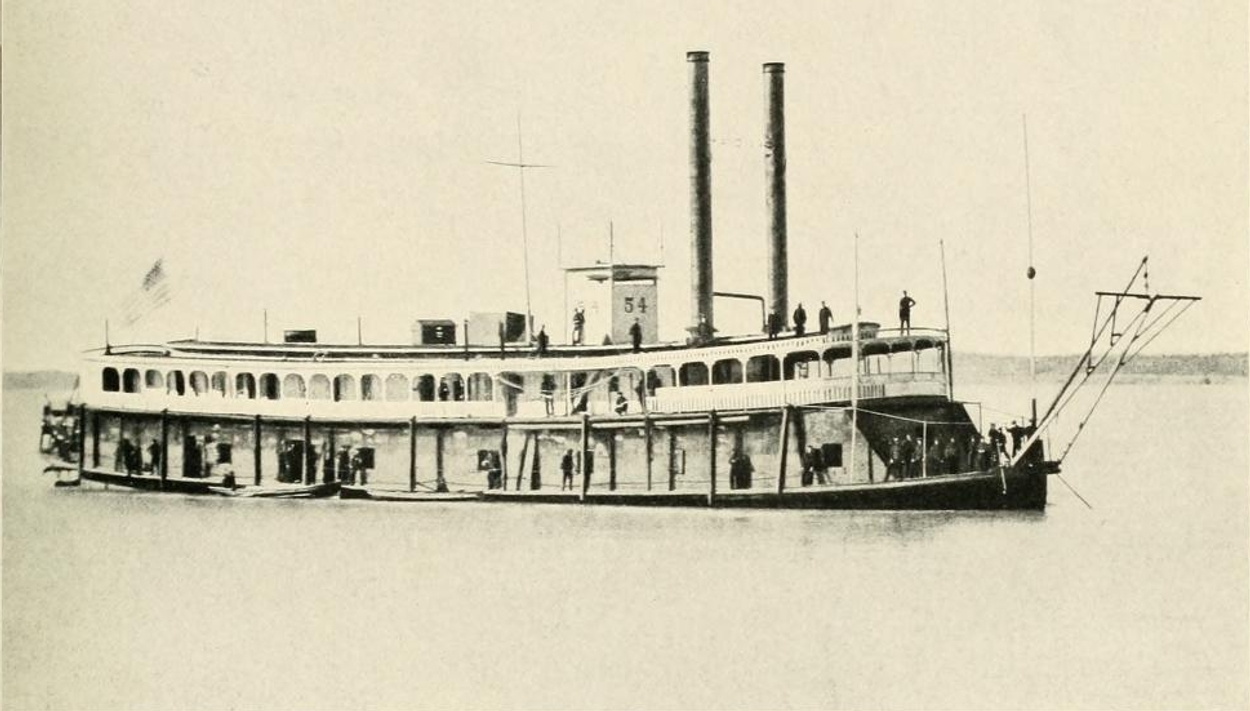
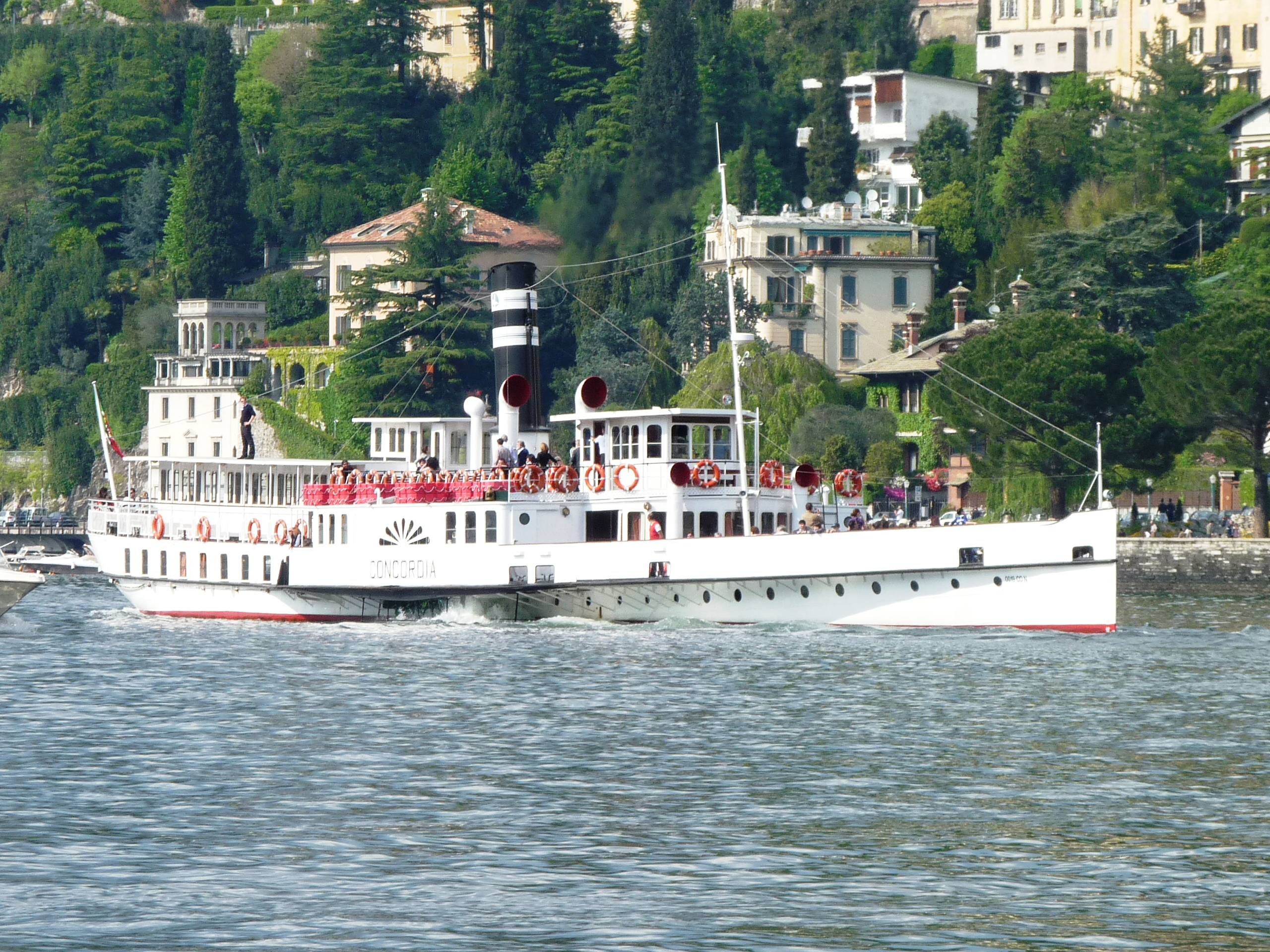
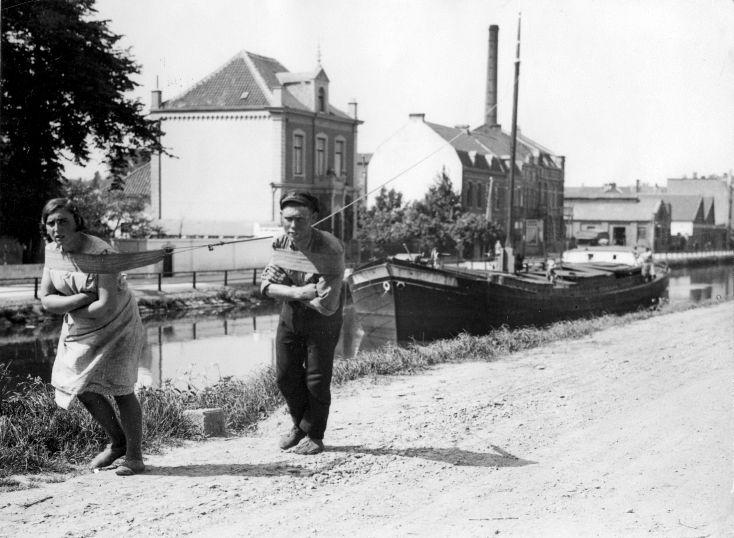
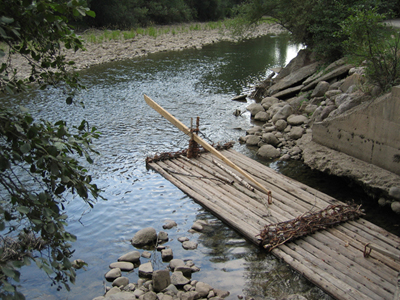

## Embarcaciones en la Biblia
En la Biblia se mencionan barcos y embarcaciones pequeñas. Más que los detalles técnicos de las naves, las referencias indican la navegación de varios pueblos. A menudo de manera muy genérica e imprecisa. Algunas muestras pueden leerse a continuación.

### Antiguo Testamento

#### Arca de Noé
- El Arca en la Biblia. 
  - Génesis 6:14: "... Tú hazte un arca de madera de ciprés con compartimentos, y calafateado-por dentro y por fuera. Sus medidas serán ciento cincuenta metros de largo por veinte y cinco de ancho y quince de altura. Hazla de tres pisos, con un ventanal a medio metro del techo y una puerta a uno de sus lados..."
  - Las medidas originales estaban expresadas en codos : 300 x 50 x 30.
- Diluvio universal y mitología babilonia. 
  - El mito de un diluvio universal fue recogido en varias versiones.[263]

#### Libro de los Números
- Números 24:24. "... Ships will come from Cyprus, Bringing people who will invade the lands of Assy and Eber. But finally, Cyprus itself will be Ruined... // Vendrán barcos de Kitimat con gente que invadirá Assur y Eber. Pero, finalmente, serán destruidos... ".[264]
  - Larnaca. Kètion o Citio fue probablemente la ciudad más antigua de la isla, establecida por los fenicios y seguramente fue la Khita o Kitimat mencionada en la Biblia.

#### Proverbios
- Proverbios 31:14. "... Como las naves de un mercader, trae de lejos las provisiones... ".[265][266]

#### Libro de Isaías
- Isaías 02:16: "... por encima de los grandes barcos de Tarsis y de las naves suntuosas..."
- Isaías 18: 2: "... Envía por mar a sus embajadores que navegan con barcas de papiro... ".[267]

### Nuevo Testamento

#### La tempestad calmada
- Marc 4:35: "... Dejaron, pues, la gente y se lo llevaron en la misma barca, como estaba. La acompañaban otras barcas. De pronto se levantó un gran temporal; las olas se precipitaban en la barca y la iban llenando. Jesús estaba en popa, durmiendo con la cabeza sobre una almohada..."

#### Jesús camina sobre el agua
El evento en que Jesús camina sobre el agua es uno de los milagros de Jesús recogidos a tres de los Evangelios: Mateu 14:22, 45:52 y 16:21.
En los Hechos de los apóstoles se puede leer el naufragio de San Pablo, que viajaba en una nave mercante romana cargada de trigo. El viaje comenzó mal. La nave zarpó de Lalo Limeño -Bella Ports- (cerca de Lase) en una época peligrosa (pasado el "ayuno", día de la Expiación judía o Yom Kippur, entre septiembre y octubre) contra el consejo de Pablo, ya que el centurión que mandaba hizo más caso del piloto y del patrón. Pronto los sorprendió un viento, de un viento llamado euroaquiló. Fueron izar el bote que llevaban a remolque apenas y Cintra la nave con cables... Al cabo de catorce noches de ir a la deriva atascado la nave en un arenal y con muchas dificultades llegaron a la playa. Era la isla de Malta.
Al cabo de tres meses zarpó en una nave alejandrina, encomendada a Dióscoro (o Dióscuros, Cástor y Pólux) hacia Siracusa.
- En la Segunda carta a los Corintios, 11:25, habla de tres naufragios: "... tres veces me han flagelado, una vez me han apedreado, tres veces he naufragado y he pasado una noche y un día enteros a la deriva en alta mar... ".

## Barcos especiales
Hay barcos que merecen una mención particular, fuera de la cronología general, por motivos muy diversos.
- c 400. Barca cosida de Halsnøy.[271][272]
- 1628. Hundimiento del buque de guerra sueco Vasa.[273]
- 1878. Bricbarca Pablo Sensat.[274]
- 1892. Fram.[275]
- 1924. Buckau, barco emparejado con dos rotores Flettner.[276]
- 1942. Calypso. Buque oceanográfico de Jacques-Yves Cousteau[277]
- 1942. Documental del director Orson Welles sobre las Jangada[278][279]
- 1944. Definida la forma de los buques definitiva del Patín a vela según diseño de Artur Roca.
- 1947. Thor Heyerdahl, expedición de la Kon-Tiki.
- 1957. Donald Campbell, con la embarcación Bluebird K7, batió el récord de velocidad sobre agua: 384,75 km / h.[280]
- 1972. Vendredi 13, yate de vela.[281]
- 1976. Club Mediterranée, velero.[282]
- 1985. Alcyone. Buque oceanográfico de Jacques-Yves Cousteau. Equipado con turbovela.[283]